# 帯広市
帯広市（おびひろし）は、北海道中東部（道東地方）にある市。十勝総合振興局の振興局所在地。計量特定市。

## 概要
1883年（明治16年）5月、静岡県出身の依田勉三率いる晩成社一行が入植した。帯広の開拓は晩成社はじめ、富山・岐阜など本州からの民間開拓移民によって進められたが、1903年（明治36年）の帯広監獄の設置に伴って急速に市街地が形成された。道東で最大の人口を擁する、十勝地方の中心都市であり、農業を基幹産業とした十勝の農産物集積地となっている。また、食料品加工や地元の資源を活かした製造業も盛んである。明治時代に農耕馬を競争させたことから生まれたばんえい競馬は、唯一帯広市で開催している。2008年（平成20年）には国の「都市と暮らしの発展プラン」に位置づけられている「環境モデル都市」に認定されており、低炭素社会の実現に向けて取り組んでいる。

### 市名の由来
帯広川のアイヌ語名の「オペㇾペㇾケㇷ゚（o-pere-perke-p）」（川尻・裂け・裂けている・もの＝「川尻が幾重にも裂けているもの」）の上部の音を採って、十勝平野の広大さにちなんだ「広」をつけ「帯広」としたとされる。これは帯広川が札内川に合流する直前で、幾重にも分流する様を表したとされている。
また、この由来について、アイヌ語地名研究家の山田秀三は、「娘（少女）」を指すアイヌ語の「オペㇾケㇷ゚」（o-perke-p: 下のところが・割れている・者）との関連を指摘しており、その「ペㇾ（per）」を繰り返すことで、川筋が幾条にも分かれている様を現した、という解釈を示している。
幕末から明治初期の記録には「オペリペリケプ」「オベレベレフ」「オベリベリ」などの記載も残る。

## 地理

帯広市中心部周辺の空中写真。2016年8月24日撮影の76枚を合成作成。
。

十勝平野のほぼ中央に市街地が形成され、南西部に市域が延びている。山岳地帯は日高山脈襟裳十勝国立公園に指定されている。平地のおよそ半分が農地であり、大規模な畑作地帯となっている。市北部には流域面積日本国内6位の十勝川が流れている。

### 地形

#### 山地
主な山
- 1967峰（1,967m）
- 戸蔦別岳（1,959 m)
- ピパイロ岳（1,917 m）
- 北戸蔦別岳（1,912m）
- エサオマントッタベツ岳（1,902m）
- 札内岳（1,895 m）
- 十勝幌尻岳（1,846 m）
- 伏美岳（1,792 m）
- 神威岳（英語版）（1,756 m）
- 妙敷山（英語版）（1,731 m）
- 岩内岳（1,498 m）
- 帯広岳（1,089 m）

#### 河川
主な川
- 十勝川
- 札内川
- 戸蔦別川
- 岩内川
- 帯広川
- 売買川
- ウツベツ川
- 柏林台川

#### 湖沼
主な沼
- チョマトー

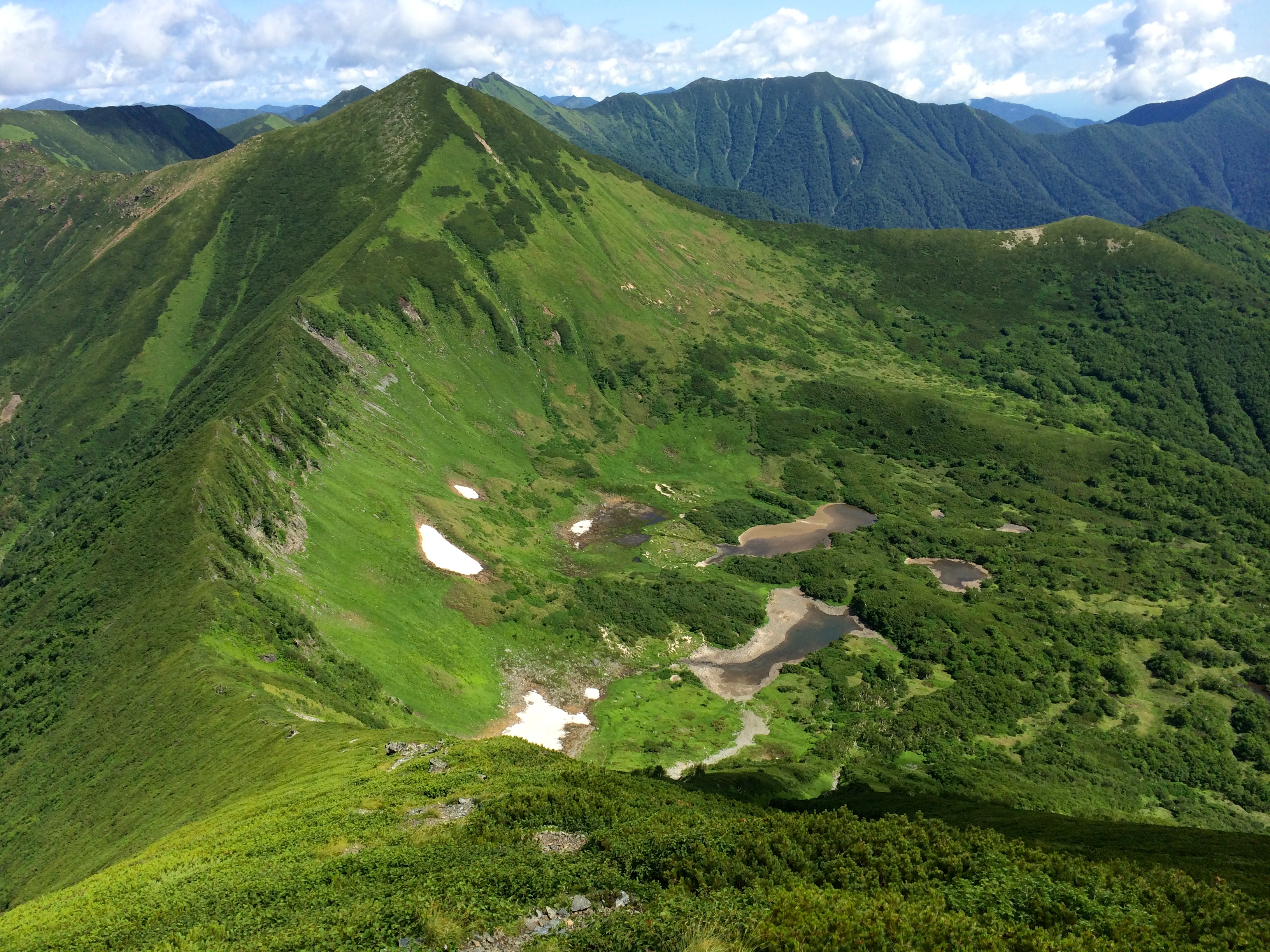
戸蔦別岳と七つ沼カール（2014年7月）
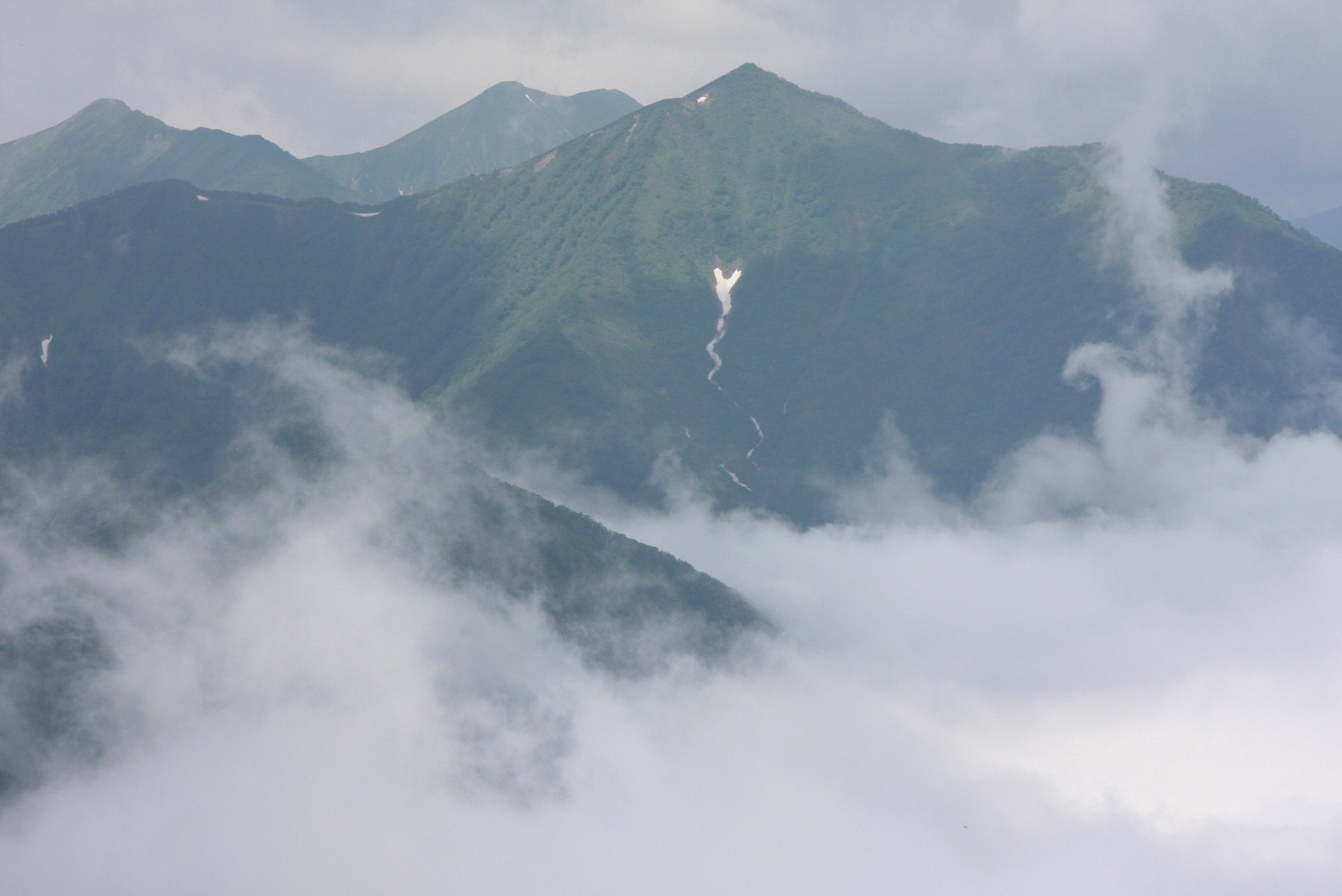
十勝幌尻岳から望む札内岳（2012年7月）
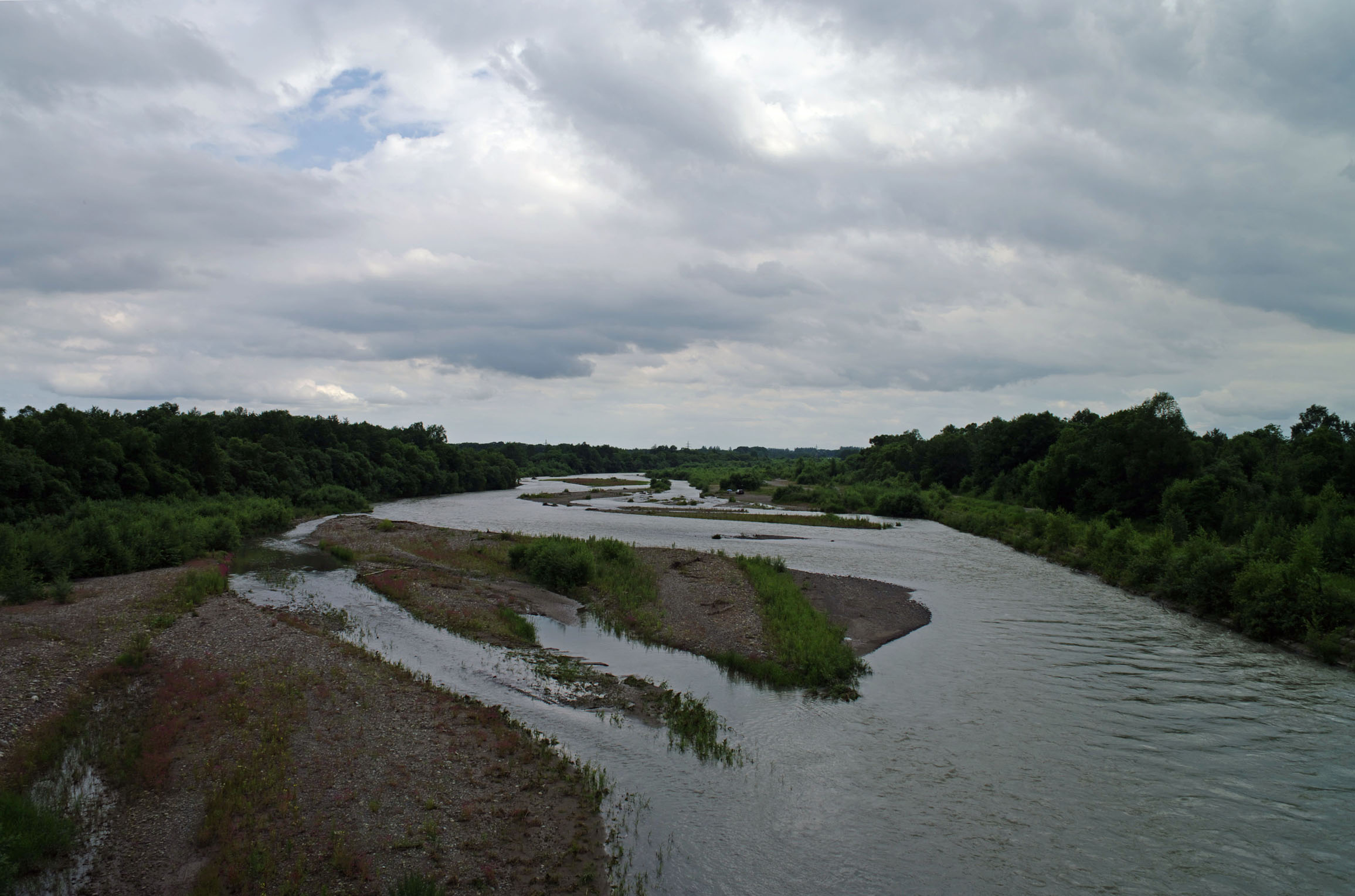
札内川（2009年7月）
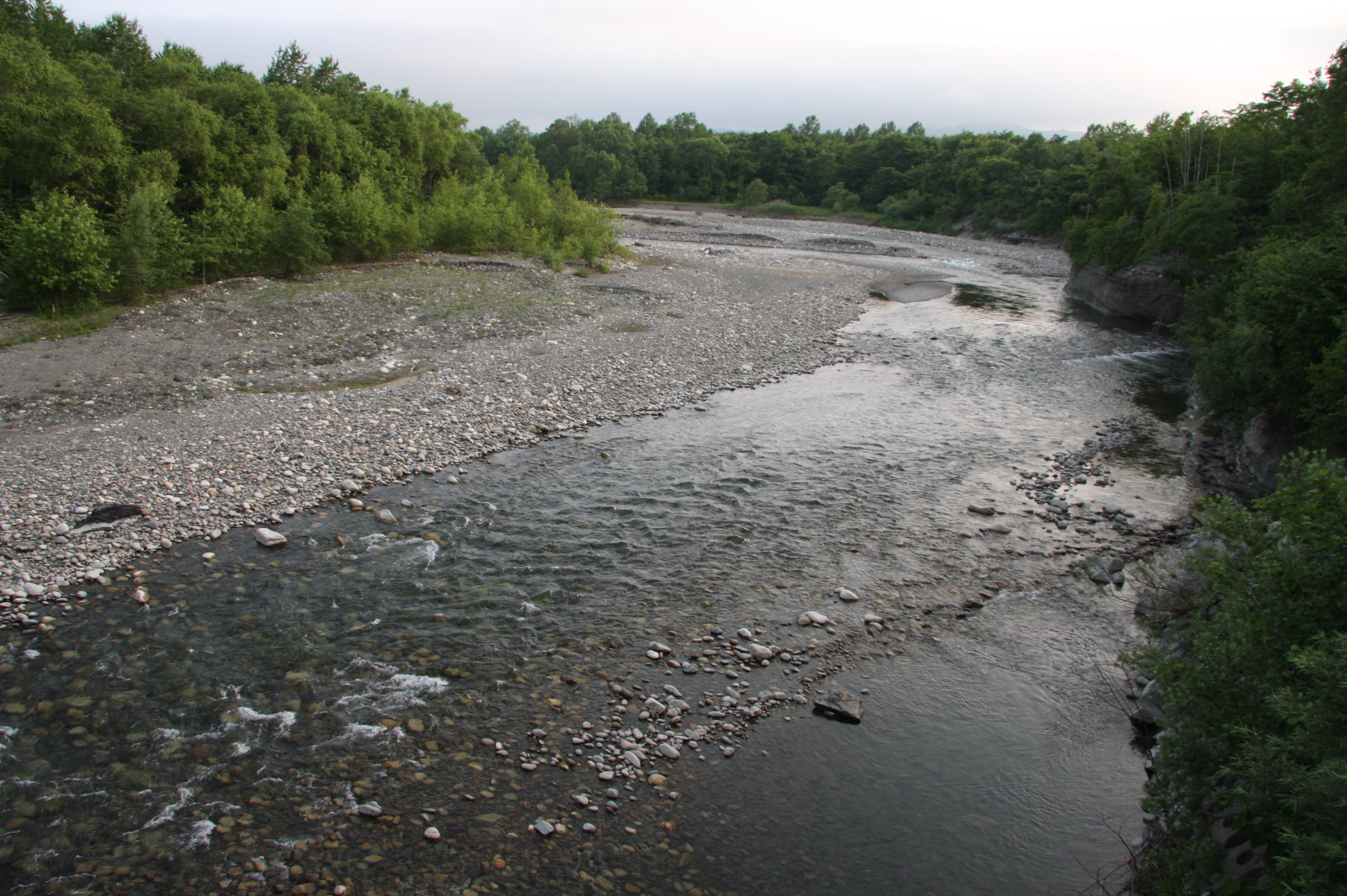
戸蔦別川（2012年7月）
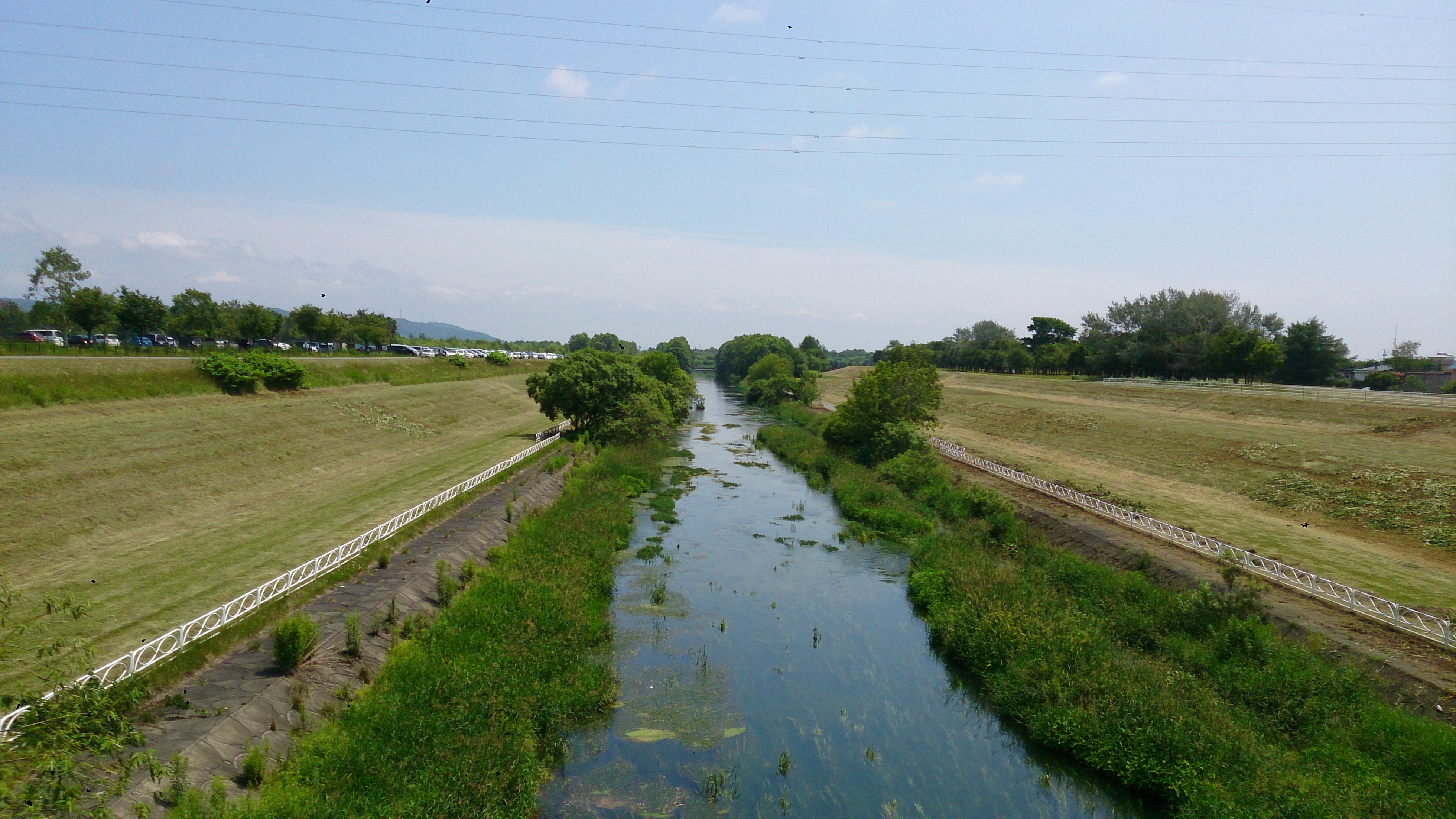
帯広川（2014年7月）
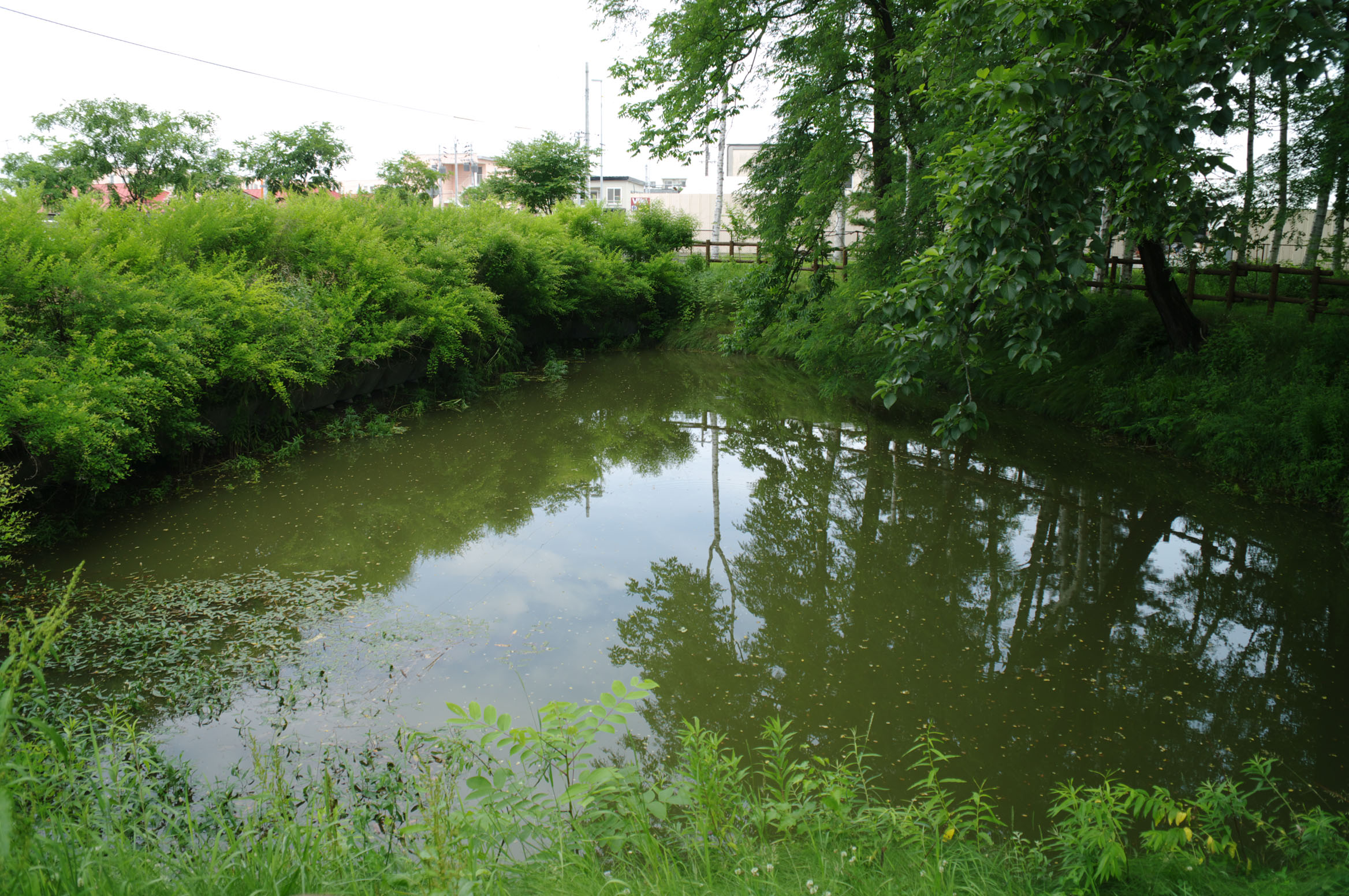
チョマトー（2009年7月）

### 気候
ケッペンの気候区分では亜寒帯湿潤気候（Dfb）に属する。年間平均気温が6.8℃、年間降水量が888 mm、1 mm以上の降雨日が年間約85日と冷涼少雨の地域になっている。内陸部に位置していることから気温の日較差が大きく、平均で10.4℃ある。最高気温の記録は2019年（令和元年）5月26日の38.8℃で北海道内の観測史上第2位の記録になっている。最低気温の記録は1902年（明治35年）1月26日の-38.2℃で、日本の観測史上第2位の記録。1日で降った雪の記録は2025年（令和7年）2月4日の124 cm、同日の12時間降雪量120 cmは統計開始以来、全国最多記録
（令和7年の大雪も参照）。積雪の記録は1970年（昭和45年）3月17日の177 cmとなっている。1892年（明治25年）創立の帯広測候所によると、2012年（平成24年）までの120年間で帯広の年間平均気温は2.58℃上昇し、最低気温の年間平均は4.75℃上昇と温暖化している。市内の気象観測地点は気象庁によって帯広測候所と帯広空港にアメダスが設置されている他、帯広市農業技術センターでも市内数箇所で気象観測を行い情報提供している。
春
例年では3月中旬から下旬にかけて雪どけが進むが、1970年（昭和45年）3月17日には過去最深積雪177cmを記録したこともある。4月中旬から5月中旬は西風の強風（颪）が吹きやすく、気温の日較差も激しい。日照時間の多い季節であり、5月から6月の好天時には真夏日を観測することもある。ただし、南東の風が吹きやすい6月中旬以降は朝晩を中心に霧や曇り日が多くなる。
夏
7月上旬から中旬は引き続き曇りや雨の日が多い。明確な梅雨の時期は無いが、この時期を「蝦夷梅雨」と呼ぶことがある。天気の良い日には真夏日や猛暑日を観測することもあるが、湿度が低いため比較的過ごしやすく、朝晩は気温が15℃から18℃くらいまで下がる。8月、9月は最も降水量の多い時期となる。
秋
9月下旬以降は晴天が多くなる。初氷の平年値は10月8日、初雪の平年値は11月6日で、北海道の日本海側よりも初雪の観測が遅い傾向となっている。市街地では10月下旬が紅葉の見ごろとなる。
冬
冬期は晴天の日が続くため、乾燥注意報が発表されることが多い。降雪は日本海側の継続的な降り方とは異なり、低気圧通過時に降る。累積降雪量の平均値は214 cmで、最深積雪は50 cm〜70 cmとなっている。内陸部に位置しているため冬の寒さが厳しく、晴れた日の放射冷却現象も加わって最低気温が-20℃を下回ることが多くなる（1月下旬の最低気温の平年値は-15.5℃）。最低気温が氷点下となる冬日の平年値は年間156日で、最高気温も氷点下となる真冬日の平年値は56日となっている。この時期はとりわけ気象観測露場がある帯広市街地においてのヒートアイランド現象が顕著であり、寒冷な十勝平野の中でも最も高温となることが多く、特に十勝山脈からの北西の風が吹くと気温が下がらず、数キロ離れた北西の風の影響を受けにくい幕別町糠内や帯広空港とは10度以上の気温差になることも多い。
| 帯広市東4条南（帯広測候所、標高38m）の気候              | 帯広市東4条南（帯広測候所、標高38m）の気候 | 帯広市東4条南（帯広測候所、標高38m）の気候 | 帯広市東4条南（帯広測候所、標高38m）の気候 | 帯広市東4条南（帯広測候所、標高38m）の気候 | 帯広市東4条南（帯広測候所、標高38m）の気候 | 帯広市東4条南（帯広測候所、標高38m）の気候 | 帯広市東4条南（帯広測候所、標高38m）の気候 | 帯広市東4条南（帯広測候所、標高38m）の気候 | 帯広市東4条南（帯広測候所、標高38m）の気候 | 帯広市東4条南（帯広測候所、標高38m）の気候 | 帯広市東4条南（帯広測候所、標高38m）の気候 | 帯広市東4条南（帯広測候所、標高38m）の気候 | 帯広市東4条南（帯広測候所、標高38m）の気候 |
| 月                                                      | 1月                                        | 2月                                        | 3月                                        | 4月                                        | 5月                                        | 6月                                        | 7月                                        | 8月                                        | 9月                                        | 10月                                       | 11月                                       | 12月                                       | 年                                         |
| ------------------------------------------------------- | ------------------------------------------ | ------------------------------------------ | ------------------------------------------ | ------------------------------------------ | ------------------------------------------ | ------------------------------------------ | ------------------------------------------ | ------------------------------------------ | ------------------------------------------ | ------------------------------------------ | ------------------------------------------ | ------------------------------------------ | ------------------------------------------ |
| 最高気温記録 °C （°F）                                  | 8.0 (46.4)                                 | 14.7 (58.5)                                | 20.3 (68.5)                                | 31.7 (89.1)                                | 38.8 (101.8)                               | 36.0 (96.8)                                | 37.8 (100)                                 | 37.0 (98.6)                                | 34.4 (93.9)                                | 29.7 (85.5)                                | 23.5 (74.3)                                | 16.0 (60.8)                                | 38.8 (101.8)                               |
| 平均最高気温 °C （°F）                                  | −1.5 (29.3)                                | −0.2 (31.6)                                | 4.8 (40.6)                                 | 12.2 (54)                                  | 18.2 (64.8)                                | 21.3 (70.3)                                | 24.3 (75.7)                                | 25.4 (77.7)                                | 22.0 (71.6)                                | 15.9 (60.6)                                | 8.4 (47.1)                                 | 1.0 (33.8)                                 | 12.7 (54.9)                                |
| 日平均気温 °C （°F）                                    | −6.9 (19.6)                                | −5.7 (21.7)                                | −0.4 (31.3)                                | 6.0 (42.8)                                 | 11.6 (52.9)                                | 15.2 (59.4)                                | 18.9 (66)                                  | 20.3 (68.5)                                | 16.9 (62.4)                                | 10.3 (50.5)                                | 3.5 (38.3)                                 | −3.8 (25.2)                                | 7.2 (45)                                   |
| 平均最低気温 °C （°F）                                  | −13.0 (8.6)                                | −12.0 (10.4)                               | −5.4 (22.3)                                | 0.8 (33.4)                                 | 6.2 (43.2)                                 | 10.8 (51.4)                                | 15.1 (59.2)                                | 16.5 (61.7)                                | 12.7 (54.9)                                | 5.3 (41.5)                                 | −1.1 (30)                                  | −8.9 (16)                                  | 2.2 (36)                                   |
| 最低気温記録 °C （°F）                                  | −38.2 (−36.8)                              | −36.0 (−32.8)                              | −35.2 (−31.4)                              | −22.4 (−8.3)                               | −7.9 (17.8)                                | −1.9 (28.6)                                | 1.8 (35.2)                                 | 2.1 (35.8)                                 | −4.7 (23.5)                                | −10.6 (12.9)                               | −20.3 (−4.5)                               | −34.2 (−29.6)                              | −38.2 (−36.8)                              |
| 降水量 mm （inch）                                      | 40.5 (1.594)                               | 28.8 (1.134)                               | 43.8 (1.724)                               | 60.1 (2.366)                               | 84.7 (3.335)                               | 81.1 (3.193)                               | 107.1 (4.217)                              | 141.3 (5.563)                              | 140.2 (5.52)                               | 85.7 (3.374)                               | 54.2 (2.134)                               | 52.3 (2.059)                               | 919.7 (36.209)                             |
| 降雪量 cm （inch）                                      | 52 (20.5)                                  | 37 (14.6)                                  | 36 (14.2)                                  | 9 (3.5)                                    | 1 (0.4)                                    | 0 (0)                                      | 0 (0)                                      | 0 (0)                                      | 0 (0)                                      | 0 (0)                                      | 10 (3.9)                                   | 51 (20.1)                                  | 198 (78)                                   |
| 平均降水日数 （≥0.5 mm）                                | 6.2                                        | 5.6                                        | 8.5                                        | 9.7                                        | 10.3                                       | 9.6                                        | 11.1                                       | 12.0                                       | 11.6                                       | 8.8                                        | 8.1                                        | 7.3                                        | 108.9                                      |
| 平均降雪日数                                            | 13.8                                       | 14.8                                       | 16.4                                       | 9.1                                        | 0.4                                        | 0.0                                        | 0.0                                        | 0.0                                        | 0.0                                        | 1.2                                        | 9.8                                        | 13.6                                       | 79.2                                       |
| % 湿度                                                  | 69                                         | 67                                         | 65                                         | 65                                         | 69                                         | 79                                         | 82                                         | 82                                         | 80                                         | 74                                         | 68                                         | 68                                         | 72                                         |
| 平均月間日照時間                                        | 188.2                                      | 191.5                                      | 217.9                                      | 192.9                                      | 188.8                                      | 148.2                                      | 121.9                                      | 125.2                                      | 137.8                                      | 167.6                                      | 168.2                                      | 172.0                                      | 2,020.1                                    |
| 出典：気象庁 (平均値：1991年-2020年、極値：1892年-現在) |                                            |                                            |                                            |                                            |                                            |                                            |                                            |                                            |                                            |                                            |                                            |                                            |                                            |

| 帯広（帯広測候所）1961—1990年平均の気候 | 帯広（帯広測候所）1961—1990年平均の気候 | 帯広（帯広測候所）1961—1990年平均の気候 | 帯広（帯広測候所）1961—1990年平均の気候 | 帯広（帯広測候所）1961—1990年平均の気候 | 帯広（帯広測候所）1961—1990年平均の気候 | 帯広（帯広測候所）1961—1990年平均の気候 | 帯広（帯広測候所）1961—1990年平均の気候 | 帯広（帯広測候所）1961—1990年平均の気候 | 帯広（帯広測候所）1961—1990年平均の気候 | 帯広（帯広測候所）1961—1990年平均の気候 | 帯広（帯広測候所）1961—1990年平均の気候 | 帯広（帯広測候所）1961—1990年平均の気候 | 帯広（帯広測候所）1961—1990年平均の気候 |
| 月                                      | 1月                                     | 2月                                     | 3月                                     | 4月                                     | 5月                                     | 6月                                     | 7月                                     | 8月                                     | 9月                                     | 10月                                    | 11月                                    | 12月                                    | 年                                      |
| --------------------------------------- | --------------------------------------- | --------------------------------------- | --------------------------------------- | --------------------------------------- | --------------------------------------- | --------------------------------------- | --------------------------------------- | --------------------------------------- | --------------------------------------- | --------------------------------------- | --------------------------------------- | --------------------------------------- | --------------------------------------- |
| 平均最高気温 °C （°F）                  | −2.2 (28)                               | −1.3 (29.7)                             | 3.3 (37.9)                              | 11.2 (52.2)                             | 17.8 (64)                               | 20.5 (68.9)                             | 23.6 (74.5)                             | 24.9 (76.8)                             | 21.0 (69.8)                             | 15.4 (59.7)                             | 7.6 (45.7)                              | 1.0 (33.8)                              | 11.9 (53.4)                             |
| 日平均気温 °C （°F）                    | −8.2 (17.2)                             | −7.2 (19)                               | −1.9 (28.6)                             | 5.2 (41.4)                              | 11.1 (52)                               | 14.6 (58.3)                             | 18.3 (64.9)                             | 19.9 (67.8)                             | 15.6 (60.1)                             | 9.2 (48.6)                              | 2.5 (36.5)                              | −4.0 (24.8)                             | 6.3 (43.3)                              |
| 平均最低気温 °C （°F）                  | −14.7 (5.5)                             | −13.8 (7.2)                             | −7.2 (19)                               | 0.0 (32)                                | 5.4 (41.7)                              | 9.9 (49.8)                              | 14.3 (57.7)                             | 16.2 (61.2)                             | 11.1 (52)                               | 3.7 (38.7)                              | −2.2 (28)                               | −9.3 (15.3)                             | 1.1 (34)                                |
| 出典：理科年表                          |                                         |                                         |                                         |                                         |                                         |                                         |                                         |                                         |                                         |                                         |                                         |                                         |                                         |

| 帯広泉（帯広空港）2003—2020年（降雪量は2006年〜2020年）平均の気候 | 帯広泉（帯広空港）2003—2020年（降雪量は2006年〜2020年）平均の気候 | 帯広泉（帯広空港）2003—2020年（降雪量は2006年〜2020年）平均の気候 | 帯広泉（帯広空港）2003—2020年（降雪量は2006年〜2020年）平均の気候 | 帯広泉（帯広空港）2003—2020年（降雪量は2006年〜2020年）平均の気候 | 帯広泉（帯広空港）2003—2020年（降雪量は2006年〜2020年）平均の気候 | 帯広泉（帯広空港）2003—2020年（降雪量は2006年〜2020年）平均の気候 | 帯広泉（帯広空港）2003—2020年（降雪量は2006年〜2020年）平均の気候 | 帯広泉（帯広空港）2003—2020年（降雪量は2006年〜2020年）平均の気候 | 帯広泉（帯広空港）2003—2020年（降雪量は2006年〜2020年）平均の気候 | 帯広泉（帯広空港）2003—2020年（降雪量は2006年〜2020年）平均の気候 | 帯広泉（帯広空港）2003—2020年（降雪量は2006年〜2020年）平均の気候 | 帯広泉（帯広空港）2003—2020年（降雪量は2006年〜2020年）平均の気候 | 帯広泉（帯広空港）2003—2020年（降雪量は2006年〜2020年）平均の気候 |
| 月                                                                | 1月                                                               | 2月                                                               | 3月                                                               | 4月                                                               | 5月                                                               | 6月                                                               | 7月                                                               | 8月                                                               | 9月                                                               | 10月                                                              | 11月                                                              | 12月                                                              | 年                                                                |
| ----------------------------------------------------------------- | ----------------------------------------------------------------- | ----------------------------------------------------------------- | ----------------------------------------------------------------- | ----------------------------------------------------------------- | ----------------------------------------------------------------- | ----------------------------------------------------------------- | ----------------------------------------------------------------- | ----------------------------------------------------------------- | ----------------------------------------------------------------- | ----------------------------------------------------------------- | ----------------------------------------------------------------- | ----------------------------------------------------------------- | ----------------------------------------------------------------- |
| 最高気温記録 °C （°F）                                            | 5.4 (41.7)                                                        | 14.4 (57.9)                                                       | 15.8 (60.4)                                                       | 29.2 (84.6)                                                       | 37.8 (100)                                                        | 35.0 (95)                                                         | 36.0 (96.8)                                                       | 35.8 (96.4)                                                       | 32.3 (90.1)                                                       | 27.3 (81.1)                                                       | 21.2 (70.2)                                                       | 12.0 (53.6)                                                       | 37.8 (100)                                                        |
| 平均最高気温 °C （°F）                                            | −3 (27)                                                           | −1.9 (28.6)                                                       | 3.1 (37.6)                                                        | 10.2 (50.4)                                                       | 17.2 (63)                                                         | 20.1 (68.2)                                                       | 22.9 (73.2)                                                       | 24.5 (76.1)                                                       | 21.2 (70.2)                                                       | 15.1 (59.2)                                                       | 7.7 (45.9)                                                        | 0.0 (32)                                                          | 11.4 (52.5)                                                       |
| 日平均気温 °C （°F）                                              | −9.3 (15.3)                                                       | −7.8 (18)                                                         | −1.9 (28.6)                                                       | 4.6 (40.3)                                                        | 10.8 (51.4)                                                       | 14.5 (58.1)                                                       | 18.0 (64.4)                                                       | 19.6 (67.3)                                                       | 15.9 (60.6)                                                       | 9.1 (48.4)                                                        | 2.2 (36)                                                          | −5.8 (21.6)                                                       | 5.8 (42.4)                                                        |
| 平均最低気温 °C （°F）                                            | −16.9 (1.6)                                                       | −15.7 (3.7)                                                       | −8.2 (17.2)                                                       | −1.2 (29.8)                                                       | 4.7 (40.5)                                                        | 9.8 (49.6)                                                        | 14.1 (57.4)                                                       | 15.6 (60.1)                                                       | 11.1 (52)                                                         | 3.0 (37.4)                                                        | −3.5 (25.7)                                                       | −12.6 (9.3)                                                       | 0.0 (32)                                                          |
| 最低気温記録 °C （°F）                                            | −26.7 (−16.1)                                                     | −29.6 (−21.3)                                                     | −22.6 (−8.7)                                                      | −12.5 (9.5)                                                       | −3.8 (25.2)                                                       | 0.3 (32.5)                                                        | 4.7 (40.5)                                                        | 5.5 (41.9)                                                        | 0.3 (32.5)                                                        | −5.6 (21.9)                                                       | −16.7 (1.9)                                                       | −25.3 (−13.5)                                                     | −29.6 (−21.3)                                                     |
| 降水量 mm （inch）                                                | —                                                                 | —                                                                 | —                                                                 | —                                                                 | 78.0 (3.071)                                                      | 83.3 (3.28)                                                       | 94.1 (3.705)                                                      | 123.2 (4.85)                                                      | 126.2 (4.969)                                                     | 93.0 (3.661)                                                      | —                                                                 | —                                                                 | —                                                                 |
| 降雪量 cm （inch）                                                | 60 (23.6)                                                         | 64 (25.2)                                                         | 54 (21.3)                                                         | 25 (9.8)                                                          | 1 (0.4)                                                           | 0 (0)                                                             | 0 (0)                                                             | 0 (0)                                                             | 0 (0)                                                             | 2 (0.8)                                                           | 19 (7.5)                                                          | 69 (27.2)                                                         | 298 (117.3)                                                       |
| 出典：帯広空港出張所による独自観測 気象庁                         |                                                                   |                                                                   |                                                                   |                                                                   |                                                                   |                                                                   |                                                                   |                                                                   |                                                                   |                                                                   |                                                                   |                                                                   |                                                                   |

### 地域

#### 市街地形成

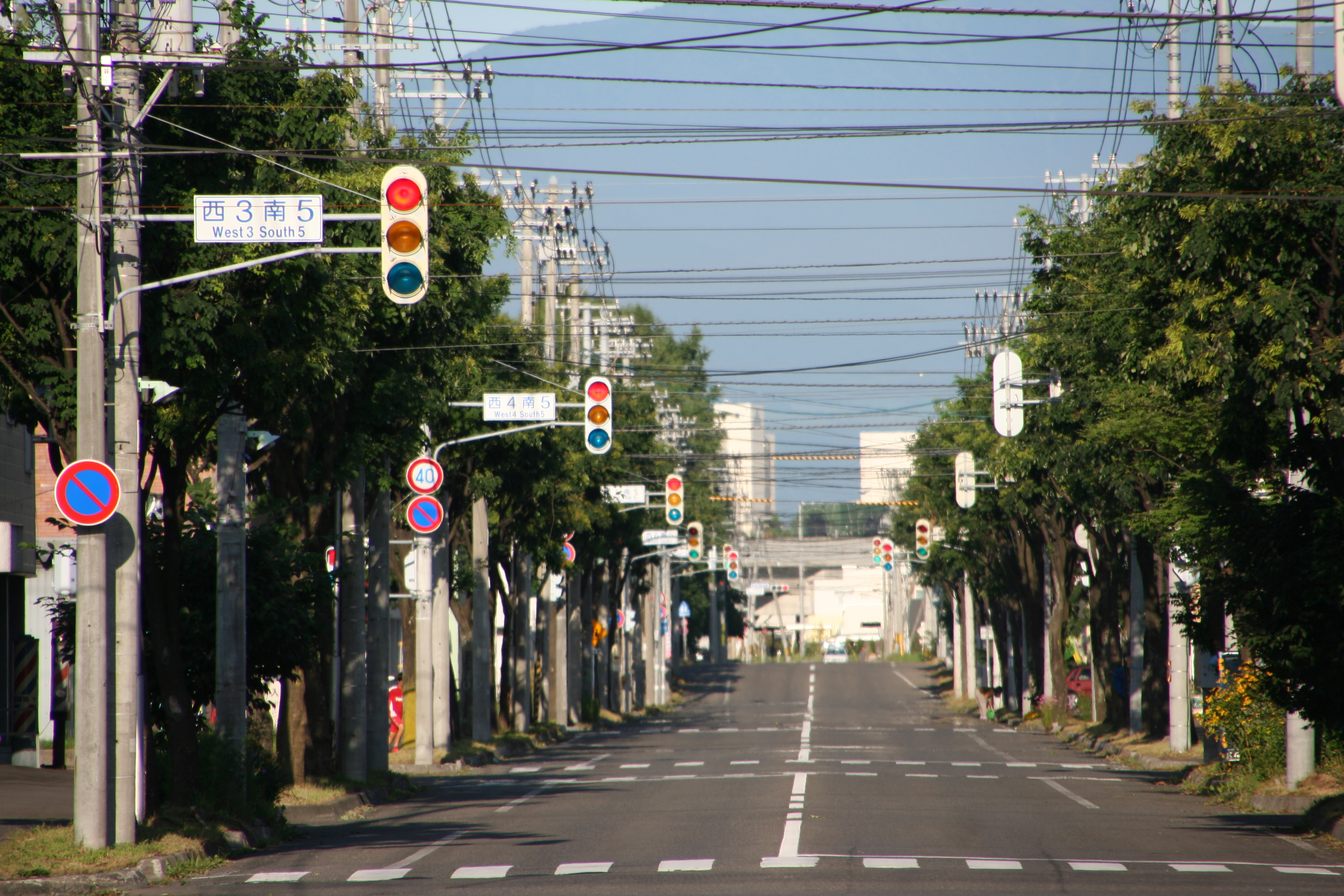
帯広市中心部の街並み（2011年8月）

帯広市の市街地形成は1892年（明治25年）の北海道庁による殖民区画に基づいている。
市街地の区画は当初現在の帯広駅北側エリアにおよそ約1900戸分を画地した。1区画およそ1.2ヘクタールで道路をはさんだ2街区からなり、区画は丁目で数えた。さらに区画を20等分して番地とし、番地は道路をはさんで交互に数えている。
道路は東西を走る国道38号（旧石狩街道）と南北を走る国道236号（旧広尾街道）を軸にほぼ500mごとに碁盤目状の幹線道路があり、大半の市街地で「西（東）〇条南（北）〇丁目」という住居表示を用いている。これに斜交して「火防線」という延焼防止地帯が設けられており、現在では道路や緑地帯として利用している。一説には、帯広市街地を区画する道路が碁盤目状の街路に斜めにも道路が走っていることから、計画的に造られた都市として知られるアメリカの首都ワシントンD.C.をモデルに建設されたといわれている。
大通りは1892年（明治26年）に初めて整備されたメインストリートであり、1900年（明治33年）にはそれに平行して西2条通りが整備され、1905年（明治38年）に帯広駅が開業したことで駅前通りとして発展した。さらに晩成社から国へ土地が寄付され、1897年（明治30年）に電信通りが整備された。
大正時代になると現在の帯広駅南側エリアへ地造成が進み、1922年（大正11年）には十勝監獄用地解放に伴いおよそ2,000戸分が画地された。戦後は帰還者や離農者の流入などにより人口が急激に増加。1945年（昭和20年）の人口およそ4万人は1965年（昭和40年）におよそ12万人となった。この間、1957年（昭和32年）には川西村・大正村と合併し市域が拡大。1959年（昭和34年）には全国に先駆けて総合計画を策定し、都市と農村がともに発展していく「近代的田園都市」を目指した。1967年（昭和42年）からは、新住宅市街地開発事業として大空団地（およそ103ヘクタール）を造成した。1969年（昭和44年）の「新都市計画法」施行に伴い、帯広市・音更町・芽室町・幕別町の1市3町による「帯広圏都市計画区域」「市街化区域及び市街化調整区域」を定め、より計画的な市街化を進めた。1974年（昭和49年）に都市計画決定された「帯広の森」事業は、十勝川や札内川河畔林までを森でつないで市街地をグリーンベルトで囲む100年計画になっている。1989年（平成元年）に根室本線の連続立体交差事業に着手し、1996年（平成8年）に鉄道高架が供用開始した。同時に帯広駅周辺の土地区画整理事業を実施し、中心市街地の都市機能充実化を計った。また、「みどりのまちづくり条例」「帯広市環境基本条例」を策定するなど、循環型・環境保全型の環境共生都市を目指している。

#### 歴史的建造物
市街地には大正時代の建造物がいくつか残されている。
- 旧双葉幼稚園園舎（1922年築、国指定重要文化財）[22]
- 宮本商産旧本社ビル（1919年築、国登録有形文化財）現さかい珈琲帯広店[22]
- 旧三井金物店（1912年築）[22]
- 旧岩野商店（1913年築）[22]
- 旧横瀬邸（1932年築）[22]
  - 和洋折衷様式の建築で知られた旧横瀬邸については2023年5月にも解体されることになった[23]。20年間、そば店「そば切り工房 久呂無木」の店舗として利用されていたが、2023年3月15日で旧横瀬邸での営業を終了し移転した[23]。

### 人口
| |                                        |  |
| 帯広市と全国の年齢別人口分布（2005年） | 帯広市の年齢・男女別人口分布（2005年） |  |
| ■紫色 ― 帯広市 ■緑色 ― 日本全国 | ■青色 ― 男性 ■赤色 ― 女性              |  |
| 帯広市（に相当する地域）の人口の推移 \| 1970年（昭和45年） \| 131,568人 \| \| \| 1975年（昭和50年） \| 141,774人 \| \| \| 1980年（昭和55年） \| 153,861人 \| \| \| 1985年（昭和60年） \| 162,932人 \| \| \| 1990年（平成2年） \| 167,384人 \| \| \| 1995年（平成7年） \| 171,715人 \| \| \| 2000年（平成12年） \| 173,030人 \| \| \| 2005年（平成17年） \| 170,580人 \| \| \| 2010年（平成22年） \| 167,860人 \| \| \| 2015年（平成27年） \| 169,327人 \| \| \| 2020年（令和2年） \| 166,536人 \| \| |                                        |  |
| 総務省統計局 国勢調査より |                                        |  |
| 1970年（昭和45年） | 131,568人                              |  |
| 1975年（昭和50年） | 141,774人                              |  |
| 1980年（昭和55年） | 153,861人                              |  |
| 1985年（昭和60年） | 162,932人                              |  |
| 1990年（平成2年） | 167,384人                              |  |
| 1995年（平成7年） | 171,715人                              |  |
| 2000年（平成12年） | 173,030人                              |  |
| 2005年（平成17年） | 170,580人                              |  |
| 2010年（平成22年） | 167,860人                              |  |
| 2015年（平成27年） | 169,327人                              |  |
| 2020年（令和2年） | 166,536人                              |  |

### 隣接する自治体
十勝総合振興局
- 河東郡音更町
- 河西郡芽室町
- 河西郡更別村
- 河西郡中札内村
- 中川郡幕別町

日高振興局
- 沙流郡平取町
- 沙流郡日高町
- 新冠郡新冠町

## 歴史
帯広市市勢要覧「年表」参照

### 江戸以前
- 縄文時代より栄えた。アイヌ民族と関わりがあり、精霊コロポックルの民俗伝承がある。

### 明治
- 1869年（明治02年）：蝦夷地を北海道と改め、十勝国を創設。7郡が置かれ河西郡下帯広村となる。
- 1882年（明治15年）：晩成社が静岡県伊豆国で組織され、依田勉三・鈴木銃太郎は下帯広村オベリベリを開墾地に選定。
- 1883年（明治16年）：晩成社開拓団が下帯広村オベリベリに入植[25]。
- 1893年（明治26年）：北海道集治監釧路分監帯広外役所を下帯広村に置く。下帯広村に官設駅逓所開設。 河西外2郡各村戸長役場を下帯広村に置く。
- 1897年（明治30年）：北海道の郡役所を廃止。釧路外12郡役所を分割していた河西外6郡役所は河西支庁となる。
- 1900年（明治33年）：下帯広外11ヶ村戸長役場と改称。
- 1901年（明治34年）：下帯広外8ヶ村戸長役場と改称。
- 1902年（明治35年）：下帯広外8ヶ村を廃合。帯広町・伏古村・幸震村・売買村・上帯広村の1町4村組合として二級町村制施行。帯広町となる。
- 1905年（明治38年）：釧路線（帯広—釧路間）全通。帯広駅開設。十勝川に開成橋（十勝大橋の前身）架設。
- 1907年（明治40年）：十勝線（帯広—旭川間）全通。

### 大正
- 1915年（大正04年）：伏古村の一部を併合し、一級町村制施行。
- 1920年（大正09年）：帯広町外12ヶ村組合立十勝農業学校（現在の北海道帯広農業高等学校）創立。
- 1923年（大正12年）：十勝鉄道設立。
- 1925年（大正14年）：士幌線（帯広—士幌間）開通。翌年には上士幌まで延伸[25]。

### 昭和（終戦まで）
- 1929年（昭和04年）：緑ヶ丘公園開設。広尾線（帯広—中札内間）開通。
- 1930年（昭和05年）：藤丸が百貨店を新築（藤丸百貨店）[25]。
- 1932年（昭和07年）：帯広飛行場完成。河西支庁を十勝支庁（現在の十勝総合振興局）と改称。晩成社解散。
- 1933年（昭和08年）：市制施行。帯広市となる[26]。市章を制定[27]。
- 1936年（昭和11年）：NHK帯広放送局開局。
- 1936年（昭和11年）： 昭和天皇が市内を巡幸。帯広飛行場に御親閲場が設けられた[28]。
- 1939年（昭和14年）：士幌線全通（帯広—十勝三股間）。
- 1940年（昭和15年）：十勝大橋完成。北部七三隊・帯広憲兵分隊（北部軍）開隊。
- 1941年（昭和16年）：帯広高等獣医学校（現在の帯広畜産大学）開校。
- 1944年（昭和19年）：第1飛行師団（鏑）、第7師団（熊）帯広に移駐。
- 1945年（昭和20年）：北農病院（現在の帯広厚生病院）開設。帯広・音更・幕別・本別・池田をグラマン艦載機が空襲（北海道空襲）。米軍進駐。

### 昭和（戦後）
- 1949年（昭和24年）：帯広畜産大学開学。
- 1950年（昭和25年）：帯広市消防本部設置。『第4回全国レクリエーション大会』開催。警察予備隊帯広部隊創設。
- 1952年（昭和27年）：3月4日、十勝沖地震発生（死傷者217人、家屋全壊311戸）。3月31日、「帯広市市歌」を制定。
- 1954年（昭和29年）：8月、昭和天皇、香淳皇后のお召し列車が市内を行幸啓[29]。
- 1955年（昭和30年）：『おびひろ広小路七夕まつり』初開催。
- 1957年（昭和32年）：川西村・大正村が帯広市に編入合併。
- 1958年（昭和33年）：北海道内初のスーパーマーケットとなる帯広フードセンター開店[30][31]。
- 1960年（昭和35年）：帯広大谷短期大学開学（1989年音更町に移転）。
- 1962年（昭和37年）：帯広市民会館開館（1988年閉館）。「交通安全都市」宣言。
- 1963年（昭和38年）：おびひろ動物園開園。十勝日報創刊[32]。
- 1964年（昭和39年）：『帯広氷まつり』初開催。児童文化センターと青少年科学館の機能を併せ持つ帯広市児童会館開館。帯広空港開港（現在の陸上自衛隊十勝飛行場）。
- 1966年（昭和41年）：大分市と「姉妹都市」提携。帯広民衆駅（帯広ステーションビル）竣工[32]。
- 1968年（昭和43年）：スワード市と「姉妹都市」提携。
- 1972年（昭和47年）：市旗を制定[33]。帯広市総合体育館完成。
- 1974年（昭和49年）：帯広バスターミナル開業（1987年廃止）[32][34]。
- 1975年（昭和50年）：「帯広の森」事業開始。
- 1977年（昭和52年）：中央公園開設。
- 1978年（昭和53年）：松崎町と「姉妹都市」提携。
- 1980年（昭和55年）：広小路全蓋アーケード完成。
- 1981年（昭和56年）：現在地に新帯広空港（とかち帯広空港）が開港。石勝線開通。
- 1982年（昭和57年）：帯広市開基100年、市制施行50年記念式典。徳島市と「姉妹都市」提携。帯広百年記念館開館。
- 1983年（昭和58年）：帯広の森陸上競技場完成。
- 1985年（昭和60年）：帯広シティーケーブル開局。帯広の森体育館、帯広の森スピードスケート場完成。
- 1987年（昭和62年）：広尾線・士幌線廃線。帯広の森アイスアリーナ完成。
- 1988年（昭和63年）：「健康スポーツ都市」宣言。

### 平成
- 1989年（平成元年）：帯広市民文化ホール開館[35]。グリュック王国開園（2007年閉園）[36]。
- 1990年（平成02年）：帯広の森野球場完成。『第37回国際学生会議』開催。
- 1991年（平成03年）：平原大橋（帯広北バイパス）暫定2車線供用（2003年4車線供用）。「核兵器廃絶平和都市」宣言。国道274号（石勝樹海ロード）全面開通。北海道立帯広美術館開館。
- 1992年（平成04年）：開基110年・市制施行60年を記念する「十勝・緑の地球博 みどりいむ'92」開催。
- 1993年（平成05年）：釧路沖地震発生。「地方拠点都市」指定。
- 1995年（平成07年）：とかちプラザ完成。道東自動車道（道東道）十勝清水IC—池田IC間開通。
- 1996年（平成08年）：帯広の森市民プール完成。鉄道高架事業完了。
- 1997年（平成09年）：国道236号（天馬街道）開通。
- 1998年（平成10年）：ジェイ・アール北海道バス（JR北海道バス）が帯広市内のバス22系統を全線廃止し、十勝バス・北海道拓殖バスが継承。
- 2000年（平成12年）：すずらん大橋開通。朝陽市と「友好都市」提携。
- 2001年（平成13年）：帯広の森スポーツセンター完成。
- 2003年（平成15年）：帯広広尾自動車道（帯広広尾道）帯広JCT—帯広川西IC間開通。十勝沖地震発生。
- 2004年（平成16年）：帯広市立病院廃止。
- 2005年（平成17年）：『コミテ・プレニエ・フロマージュ』（ナチュラルチーズ国際会議）開催。
- 2006年（平成18年）：新帯広市図書館開館。帯広広尾道帯広川西IC—幸福IC間開通。帯広市中心部10商店街等（帯広市商店街振興組合連合会）が中小企業庁の「がんばる商店街77選」に選定[37]。マディソン市と「姉妹都市」提携。
- 2007年（平成19年）：ばんえい競馬が帯広市の単独開催となる。
- 2008年（平成20年）：「環境モデル都市」認定[4]。
- 2009年（平成21年）：明治北海道十勝オーバル完成。
- 2011年（平成23年）：道東道夕張IC—占冠IC間開通し、道東と道央が高速道路でつながる。十勝19市町村が「北海道フード・コンプレックス国際戦略総合特区」指定[38]。
- 2012年（平成24年）：十勝鉄道の鉄道輸送事業終了[39][40]。
- 2013年（平成25年）：十勝管内19市町村が「バイオマス産業都市」全国第1号選定[41]。「健康都市連合」加盟[42]。
- 2014年（平成26年）：市長選挙が戦後公選制では初の無投票となる[43]。
- 2016年（平成28年）：十勝圏域6消防本部統合したとかち広域消防事務組合業務開始[44]。

### 令和
- 2022年（令和04年） ：帯広畜産大学に小樽商科大学、北見工業大学が経営統合し、国立大学法人北海道国立大学機構が発足[45]。

## 行政

### 市長
歴代首長
| 代 | 氏名       | 就任日                     | 退任日                     | 備考 |
| -- | ---------- | -------------------------- | -------------------------- | ---- |
| 初 | 神崎延太郎 | 1902年（明治35年）4月1日   | 1906年（明治39年）3月31日  |      |
| 2  | 石原重方   | 1906年（明治39年）4月1日   | 1906年（明治39年）12月22日 |      |
| 3  | 遠藤守     | 1906年（明治39年）12月22日 | 1908年（明治41年）3月27日  |      |
| 4  | 鈴木簾四郎 | 1908年（明治41年）4月22日  | 1909年（明治42年）10月31日 |      |
| 5  | 神崎延太郎 | 1909年（明治42年）11月1日  | 1913年（大正2年）6月27日   |      |
| 6  | 松宮直次郎 | 1913年（大正2年）8月8日    | 1914年（大正3年）1月2日    |      |
| 7  | 岡田熊太郎 | 1914年（大正3年）3月26日   | 1915年（大正4年）3月31日   |      |

| 代 | 氏名       | 就任日                    | 退任日                    | 備考 |
| -- | ---------- | ------------------------- | ------------------------- | ---- |
| 初 | 奥野小四郎 | 1915年（大正4年）7月22日  | 1915年（大正4年）12月31日 |      |
| 2  | 岡田熊太郎 | 1916年（大正5年）2月9日   | 1924年（大正13年）2月22日 |      |
| 3  | 飯田誠一   | 1924年（大正13年）4月17日 | 1928年（昭和3年）4月16日  |      |
| 4  | 横瀬農夫也 | 1928年（昭和3年）5月25日  | 1933年（昭和8年）3月31日  |      |

| 代 | 氏名       | 就任日                    | 退任日                     | 備考 |
| -- | ---------- | ------------------------- | -------------------------- | ---- |
| 初 | 渡部守治   | 1933年（昭和8年）7月10日  | 1941年（昭和16年）11月24日 |      |
| 2  | 橋本東三   | 1942年（昭和17年）2月13日 | 1945年（昭和20年）12月13日 |      |
| 3  | 奥野小四郎 | 1946年（昭和21年）1月28日 | 1947年（昭和22年）1月4日   |      |

| 代 | 氏名       | 就任日                    | 退任日                    | 備考 |
| -- | ---------- | ------------------------- | ------------------------- | ---- |
| 4  | 佐藤亀太郎 | 1947年（昭和22年）4月5日  | 1955年（昭和30年）6月25日 | 3期  |
| 5  | 吉村博     | 1955年（昭和30年）8月6日  | 1974年（昭和49年）3月4日  | 5期  |
| 6  | 田本憲吾   | 1974年（昭和49年）4月21日 | 1990年（平成2年）4月20日  | 4期  |
| 7  | 高橋幹夫   | 1990年（平成2年）4月21日  | 1998年（平成10年）4月20日 | 2期  |
| 8  | 砂川敏文   | 1998年（平成10年）4月21日 | 2010年（平成22年）4月20日 | 3期  |
| 9  | 米沢則寿   | 2010年（平成22年）4月21日 | 現職                      | 4期  |

### 市役所
- 帯広市役所

### 市民憲章・都市宣言
帯広市民憲章
都市宣言
- 交通安全都市宣言（昭和37年5月17日）[49]
- 健康スポーツ都市宣言（昭和63年10月10日）[49]
- 暴力追放・防犯宣言（平成元年8月5日）[49]
- 核兵器廃絶平和都市宣言（平成3年8月15日）[49]

## 議会

### 市議会
- 定数：29名
- 任期：2019年（令和元年）5月1日—2023年（令和5年）4月30日
- 議長：有城正憲
- 副議長：鈴木仁志
- 本会議
  - 定例会（3月、6月、9月、12月）
  - 臨時会
- 委員会
  - 常任委員会（総務、厚生、産業経済、建設文教）
  - 特別委員会
  - 議会運営委員会

| 会派名                     | 議席数 | 議員名（◎は代表） |
| -------------------------- | ------ | --- |
| 市政会                     | 12     | ◎大塚徹、佐々木勇一、横山明美、西本嘉伸、石井宏治、上野庸介 木幡裕之、大和田三朗、鬼塚英喜、小椋則幸、林佳奈子、清水誠一 |
| 立憲民主・市民連合         | 5      | ◎楢山直義、大林愛慶、石橋勝美、菊地ルツ、佐々木直美                                                                      |
| 公明党                     | 3      | ◎大竹口武光、藤澤昌隆、今野祐子、椎名成                                                                                  |
| 開政会                     | 2      | ◎稗貫秀次、小森唯永、清水隆吉                                                                                            |
| 日本共産党帯広市議会議員団 | 3      | ◎稲葉典昭、杉野智美、大平亮介                                                                                            |
| 無会派                     | 3      | 鈴木正孝、有城正憲、鈴木仁志                                                                                             |
| 計                         | 28     | |

2022年（令和4年）3月26日、小森議員辞職

同年4月17日、清水議員補欠当選

同年8月19日、藤澤議員辞職　欠員1名

### 道議会
- 定数：3名
- 選挙区：帯広市選挙区
- 任期：2019年（平成31年）4月30日—2023年（令和5年）4月29日

| 議員名   | 会派名           | 当選回数 |
| -------- | ---------------- | -------- |
| 清水拓也 | 自民党・道民会議 | 2        |
| 三津丈夫 | 民主・道民連合   | 7        |
| 村田光成 | 自民党・道民会議 | 1        |

### 衆議院
- 選挙区：北海道11区（帯広市・十勝総合振興局管内）
- 任期：2021年10月31日 - 2025年10月30日
- 投票日：2021年10月31日
- 当日有権者数：283,874人
- 投票率：63.51％

| 当落 | 候補者名 | 年齢 | 所属党派   | 新旧別 | 得票数   | 重複 |
| ---- | -------- | ---- | ---------- | ------ | -------- | ---- |
| 当   | 石川香織 | 37   | 立憲民主党 | 前     | 91,538票 | ○    |
| 比当 | 中川郁子 | 62   | 自由民主党 | 元     | 85,336票 | ○    |

## 国家機関

### 官公庁
- 法務省
  - 釧路地方法務局帯広支局
  - 釧路保護観察所帯広駐在官事務所
  - 札幌矯正管区
    - 帯広刑務所
    - 帯広少年院（2021年度末で廃止[50]）

  - 検察庁釧路地方検察庁帯広支部
    - 帯広区検察庁・本別区検察庁
- 財務省
  - 北海道財務局帯広財務事務所
  - 国税庁札幌国税局帯広税務署
- 厚生労働省
  - 北海道労働局
    - 帯広労働基準監督署
    - 帯広公共職業安定所（ハローワーク帯広、ハローワークプラザ帯広）
- 農林水産省
  - 北海道農政事務所帯広拠点
  - 北海道森林管理局
    - 帯広事務所
    - 十勝西部森林管理署
- 国土交通省
  - 北海道開発局帯広開発建設部
    - 帯広農業事務所

  - 北海道運輸局帯広運輸支局
  - 東京航空局帯広空港出張所
  - 気象庁札幌管区気象台
    - 釧路地方気象台帯広測候所[注 1]
    - 新千歳航空測候所帯広航空気象観測所
- 環境省
  - 北海道地方環境事務所
    - 帯広自然保護官事務所
- 防衛省
  - 北海道防衛局帯広防衛支局
  - 陸上自衛隊北部方面隊
    - 第5旅団司令部（帯広駐屯地内）
    - 帯広駐屯地（十勝飛行場）

  - 自衛隊帯広地方協力本部
    - 帯広募集案内所

### 裁判所
- 釧路地方裁判所帯広支部
- 釧路家庭裁判所帯広支部
- 帯広簡易裁判所
- 帯広検察審査会

### 独立行政法人・特殊法人等
独立行政法人
- 国際協力機構（JICA）北海道国際センター（帯広）[51]
- 国立病院機構帯広病院
- 日本貿易振興機構北海道貿易情報センター帯広相談窓口
- 航空大学校帯広分校
- 自動車技術総合機構北海道検査部帯広事務所
- 国立研究開発法人農業・食品産業技術総合研究機構種苗管理センター十勝農場
- 国立大学法人北海道国立大学機構本部

特殊法人等
- 日本放送協会帯広放送局
- 日本政策金融公庫帯広支店
- 日本銀行帯広事務所
- 日本年金機構帯広年金事務所
- 商工組合中央金庫帯広支店
- 日本貨物鉄道北海道支社道東支店
- 東日本高速道路北海道支社帯広工事事務所

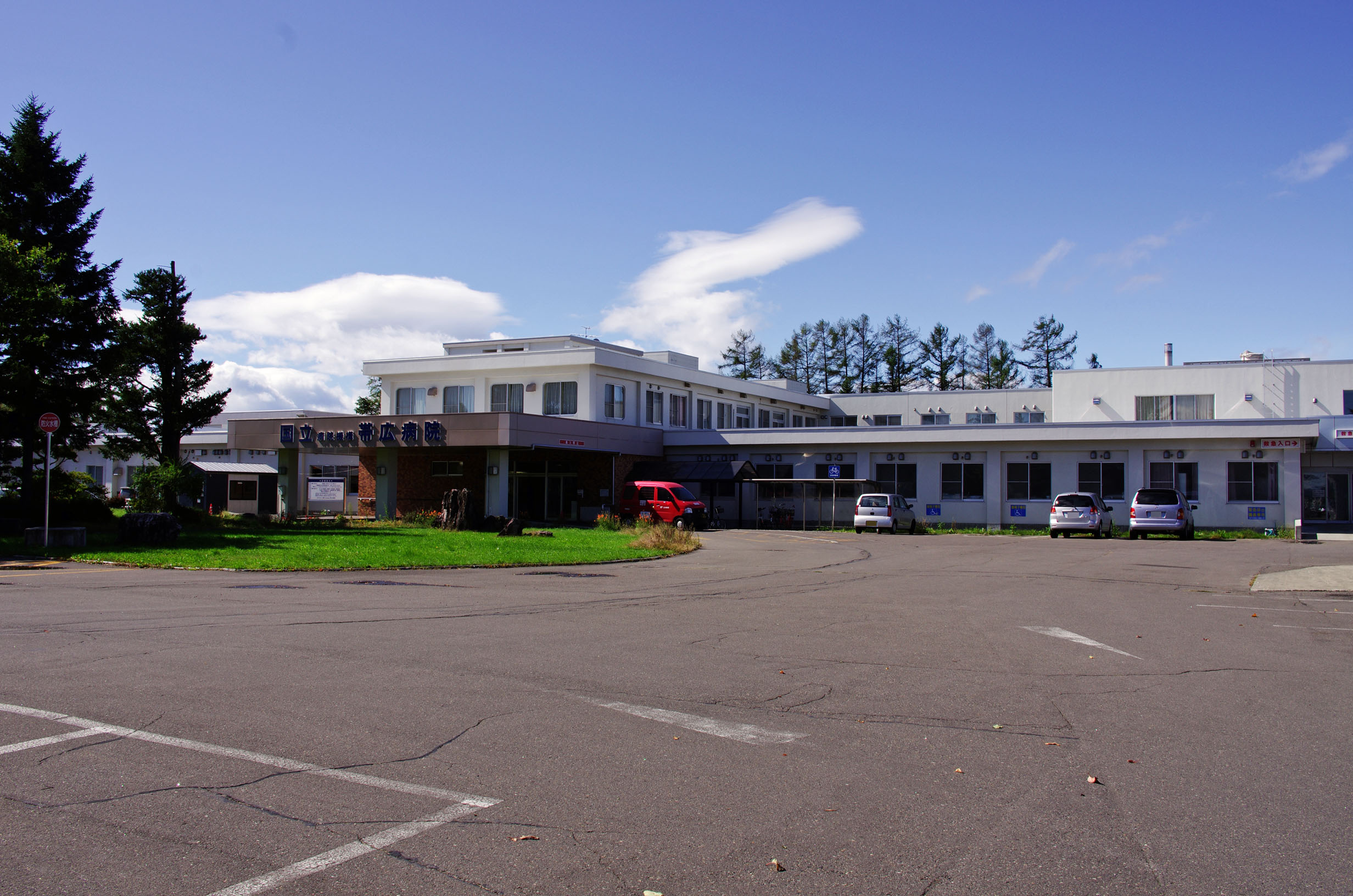
国立病院機構帯広病院（2011年10月）
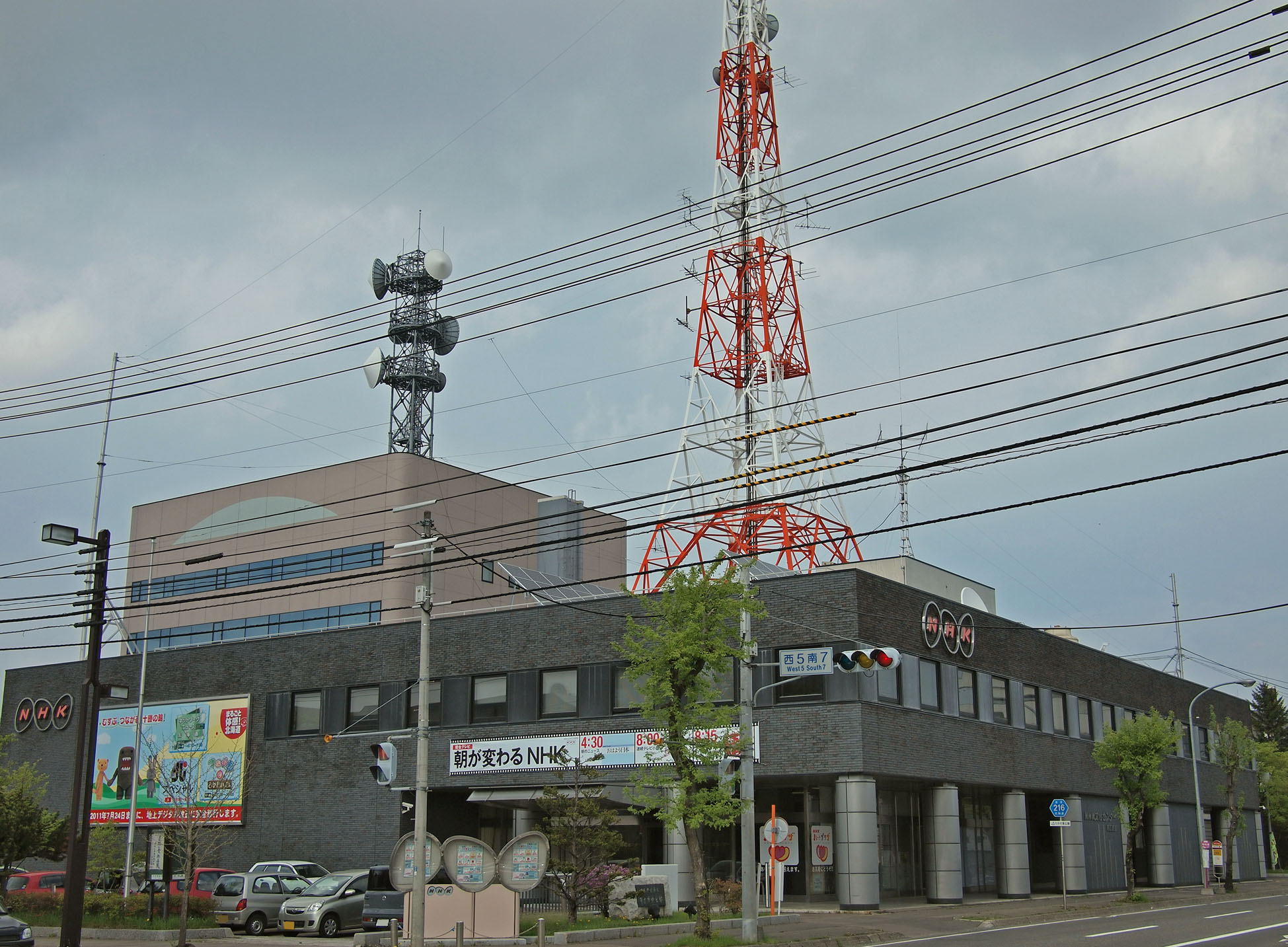
NHK帯広放送局（2010年5月）

### 道の機関
- 十勝合同庁舎（十勝総合振興局）
  - 北海道教育庁十勝教育局
  - 北海道帯広保健所
  - 帯広建設管理部
- 北海道帯広児童相談所
- 北海道十勝家畜保健衛生所
- 北海道帯広食肉衛生検査所
- 北海道立十勝圏地域食品加工技術センター[52]
- 北海道立帯広高等技術専門学院[53]

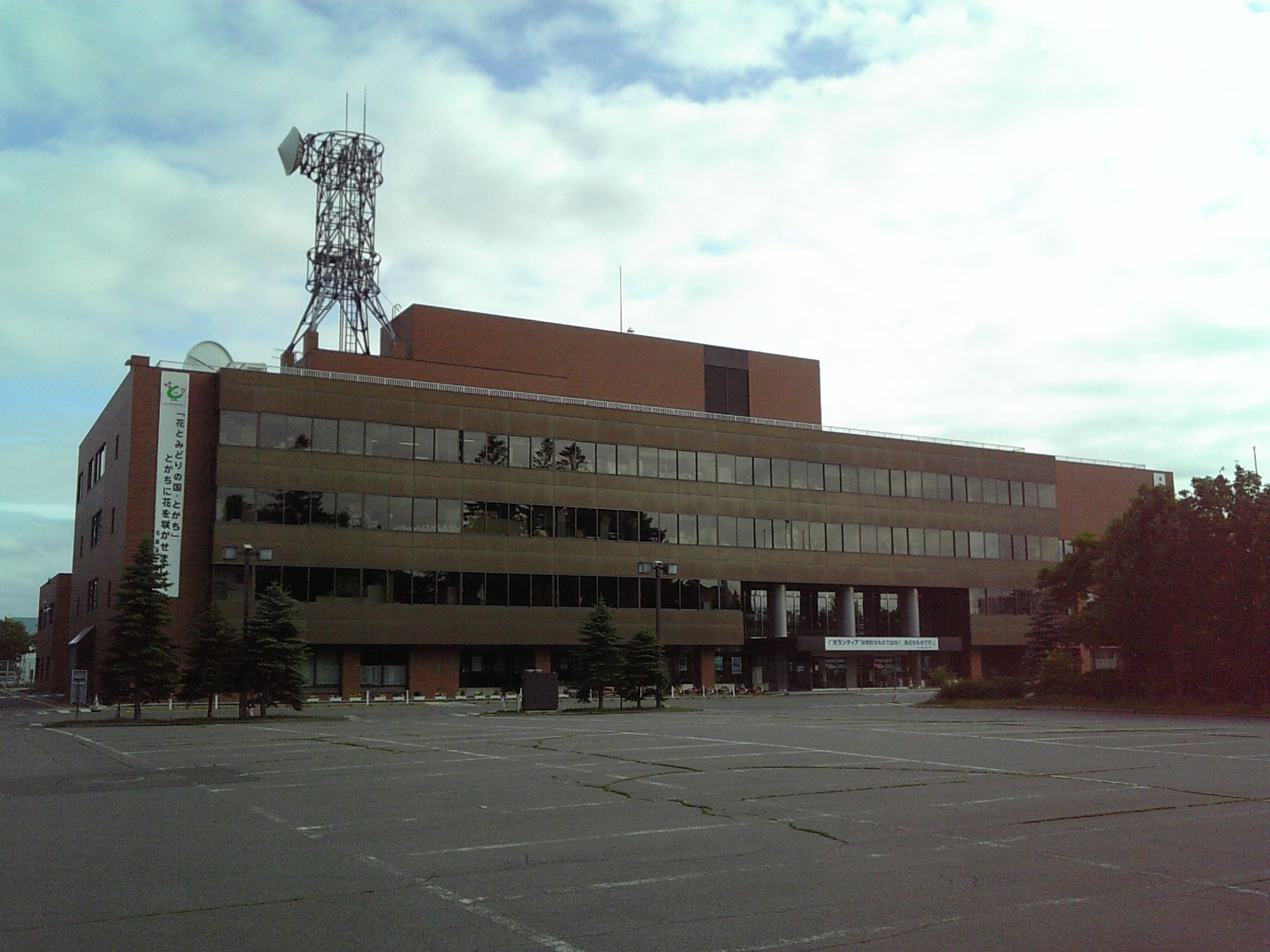
十勝合同庁舎（2007年7月）

## 施設

### 警察
本部
- 北海道警察釧路方面本部十勝機動警察隊
- 北海道警察航空隊帯広分遣隊（帯広空港敷地内）
- 帯広運転免許試験場

警察署
- 北海道釧路方面帯広警察署
  - 駅前交番、西五条交番、大通交番、緑が丘交番、西十七条交番、柏林台交番、西帯広交番、新緑通交番、東四条交番、稲田交番、大空交番、帯広空港警備派出所、川西駐在所、大正駐在所

### 消防
本部
- とかち広域消防事務組合とかち広域消防局

消防署
- 帯広消防署
  - 柏林台出張所、南出張所、大正出張所、東出張所、森の里出張所、川西分遣所

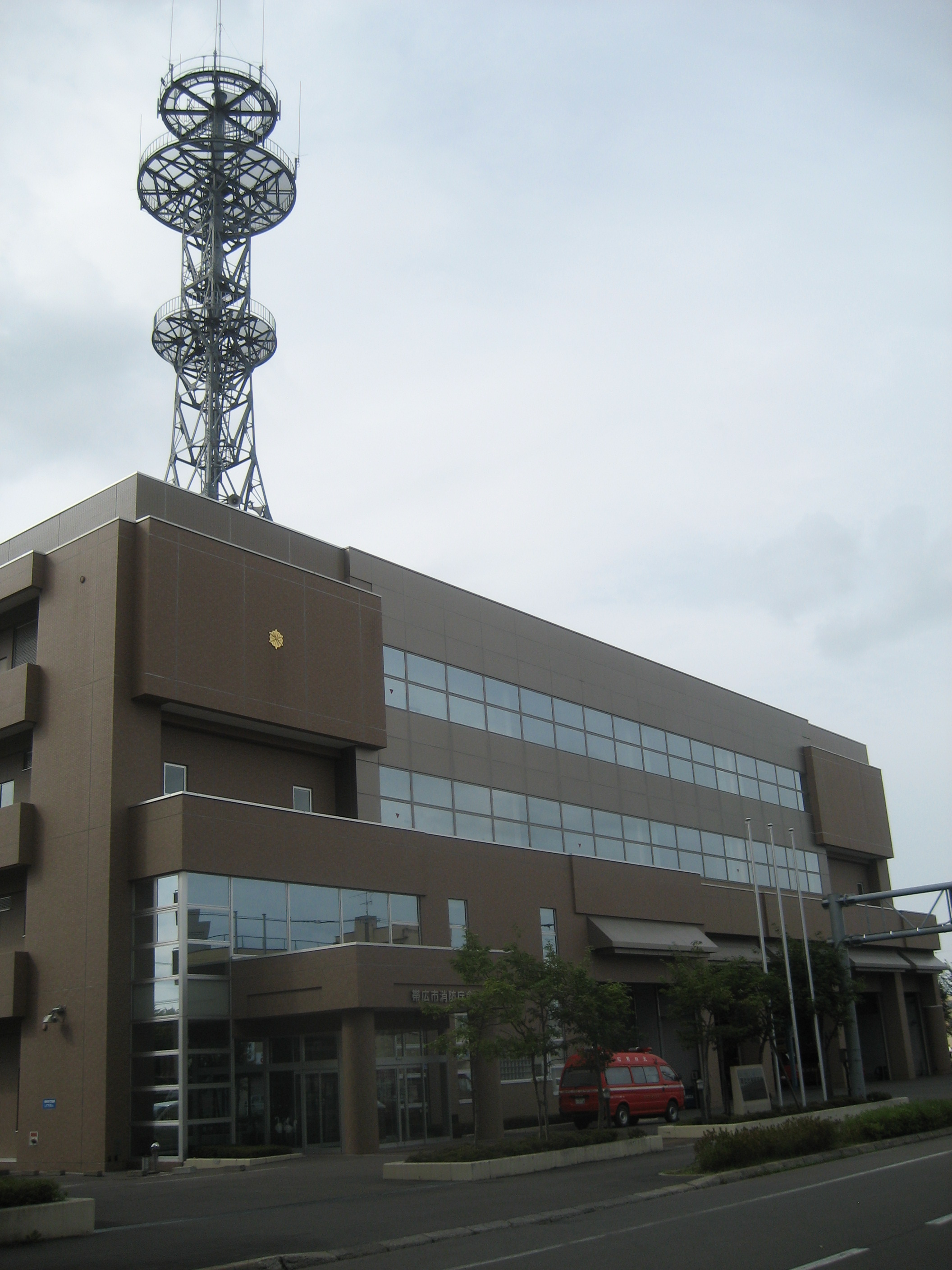
帯広消防署（2014年9月）

### 医療
主な病院
- 新井病院
- いのちの木クリニック
- 大江病院
- 帯広厚生病院
- 帯広中央病院
- 帯広記念病院
- 帯広耳鼻咽喉科
- 帯広光南病院
- 帯広第一病院
- 帯広西病院
- 開西病院
- 協立病院
- 慶愛病院
- 国立病院機構帯広病院
- 十勝勤医協帯広病院
- 十勝脳神経外科病院
- 西2条腎泌尿器科病院
- 北斗病院
- 北海道社会事業協会帯広病院（帯広協会病院）

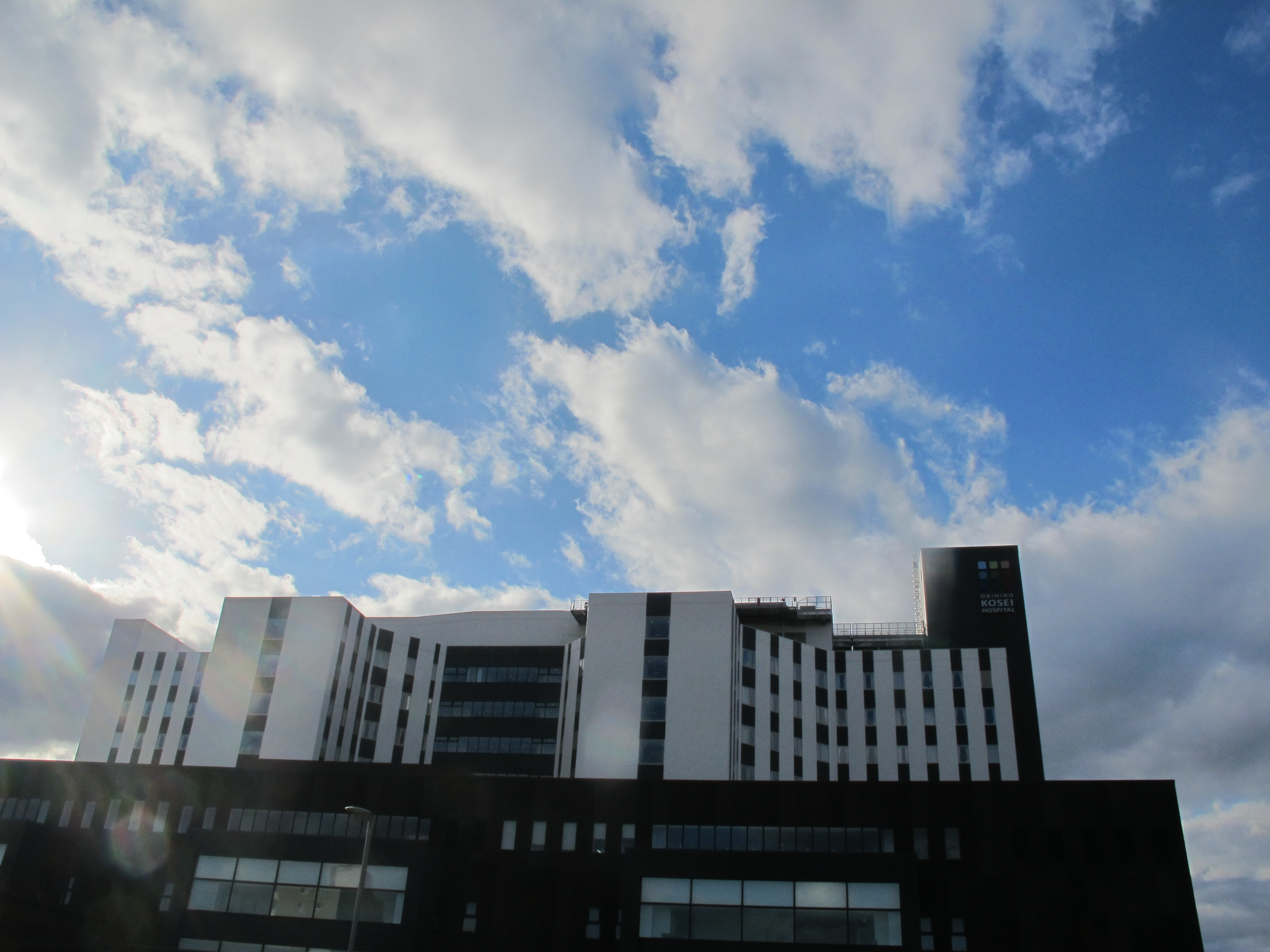
帯広厚生病院（2018年11月）
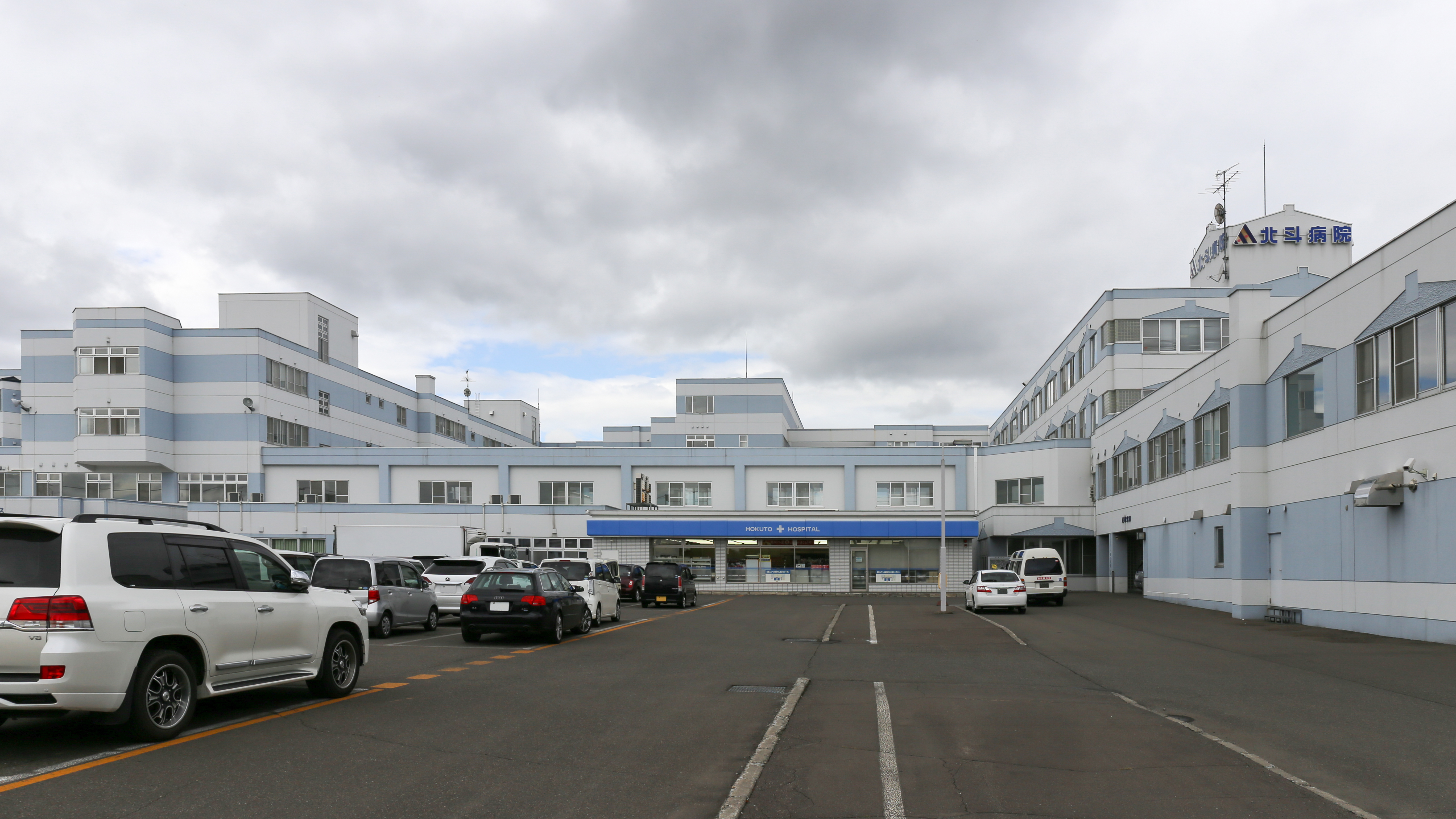
北斗病院（2017年9月）
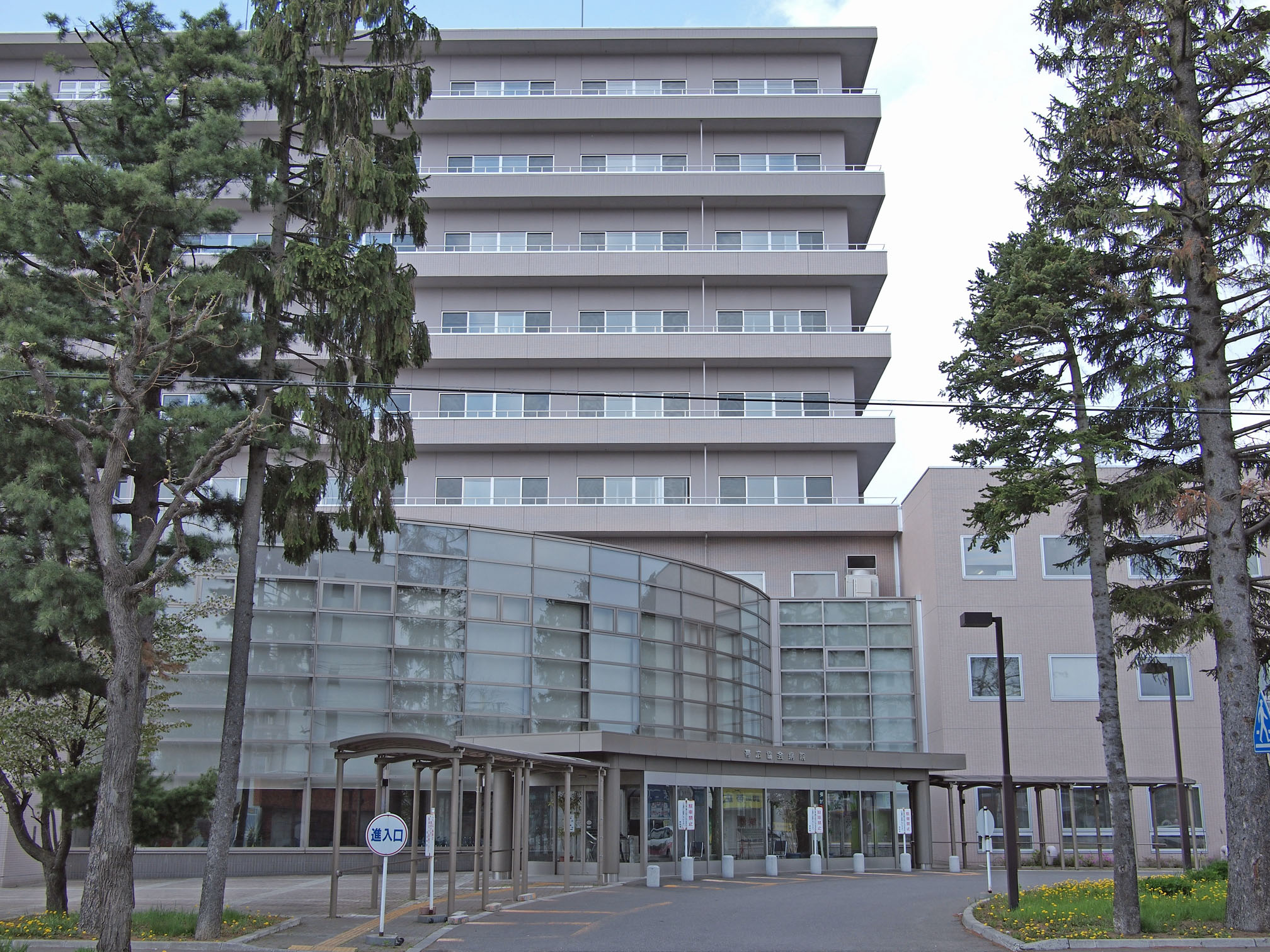
帯広協会病院（2010年5月）

### 郵便局
- 帯広郵便局（集配局・ゆうちょ銀行帯広店併設）
- 西帯広郵便局（集配局）
- 大正郵便局（集配局）

- 清川郵便局
- 広野郵便局
- 川西郵便局
- 上帯広郵便局
- 帯広大通郵便局
- 帯広鉄南郵便局
- 帯広電信通郵便局
- 帯広東六条郵便局
- 帯広東十一条郵便局
- 帯広西二条郵便局
- 帯広西二条南郵便局
- 帯広長崎屋内郵便局
- 帯広西六条郵便局
- 帯広西八条郵便局
- 帯広西十三条郵便局
- 帯広緑ヶ丘郵便局
- 帯広緑南郵便局
- 帯広白樺郵便局
- 帯広西十七条郵便局
- 帯広柏林台郵便局
- 帯広南町郵便局
- 帯広自由が丘郵便局
- 帯広西二十条郵便局
- 帯広開西郵便局
- 帯広つつじが丘郵便局
- 帯広大空郵便局
- 愛国簡易郵便局
- 幸福簡易郵便局
- 帯広西七条簡易郵便局
- 帯広西十八条簡易郵便局
- 帯広西二十一条簡易郵便局

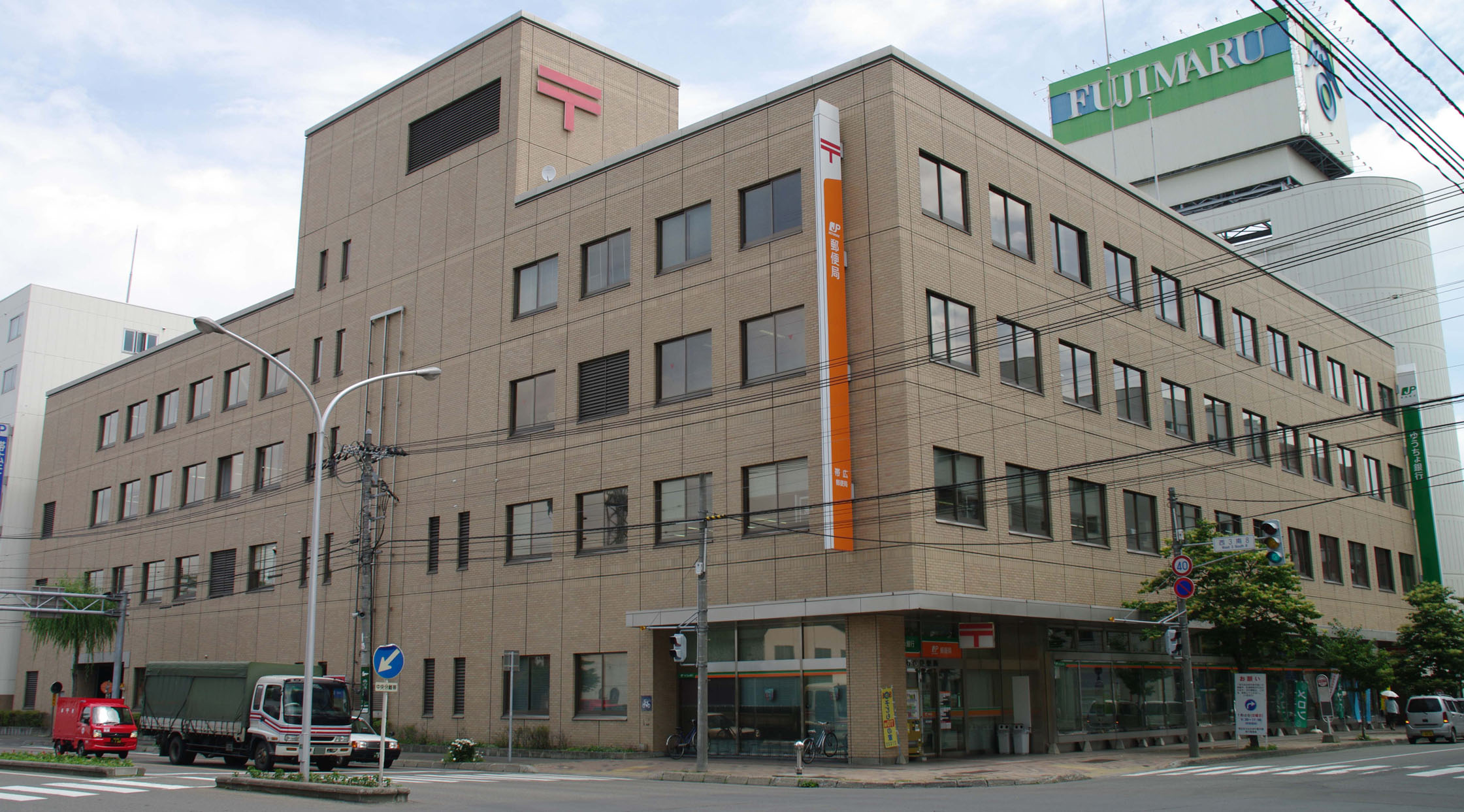
帯広郵便局（2009年7月）
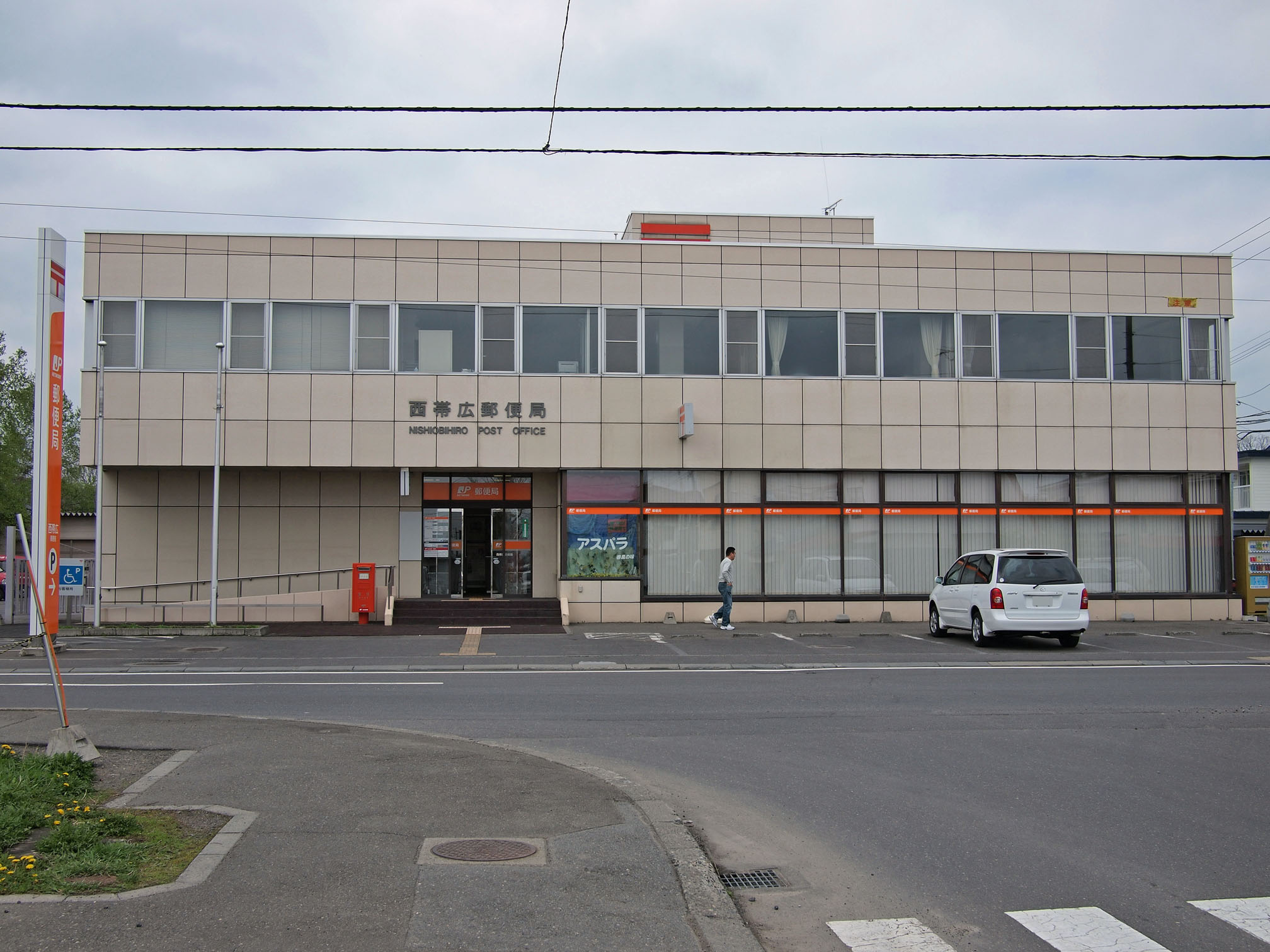
西帯広郵便局（2010年5月）

### 公共施設
- 十勝産業振興センター[54]
- コミュニティーセンター(帯広の森、南、森の里、緑西、啓北、西帯広)
- 八千代公共育成牧場
  - 畜産物加工研修センター
- 帯広市農業技術センター
- とかち農機具歴史館
- くりりんセンター[55]
- 駅北多目的広場
- 北愛国交流広場
- 帯広市図書館
- とかちプラザ[56][57]
- おびひろ動物園
- 帯広百年記念館
- 帯広市民文化ホール
- 帯広市民ギャラリー（帯広駅地下1階）
- 帯広市市民活動交流センター（藤丸百貨店に開設されていた施設。2023年2月15日に北海道新聞帯広ビルに一時移転[58]）
- 十勝歯科保健センター（十勝歯科医師会館内）
- 帯広市保健福祉センター
- 駅北地下駐車場
- 駅南駐車場

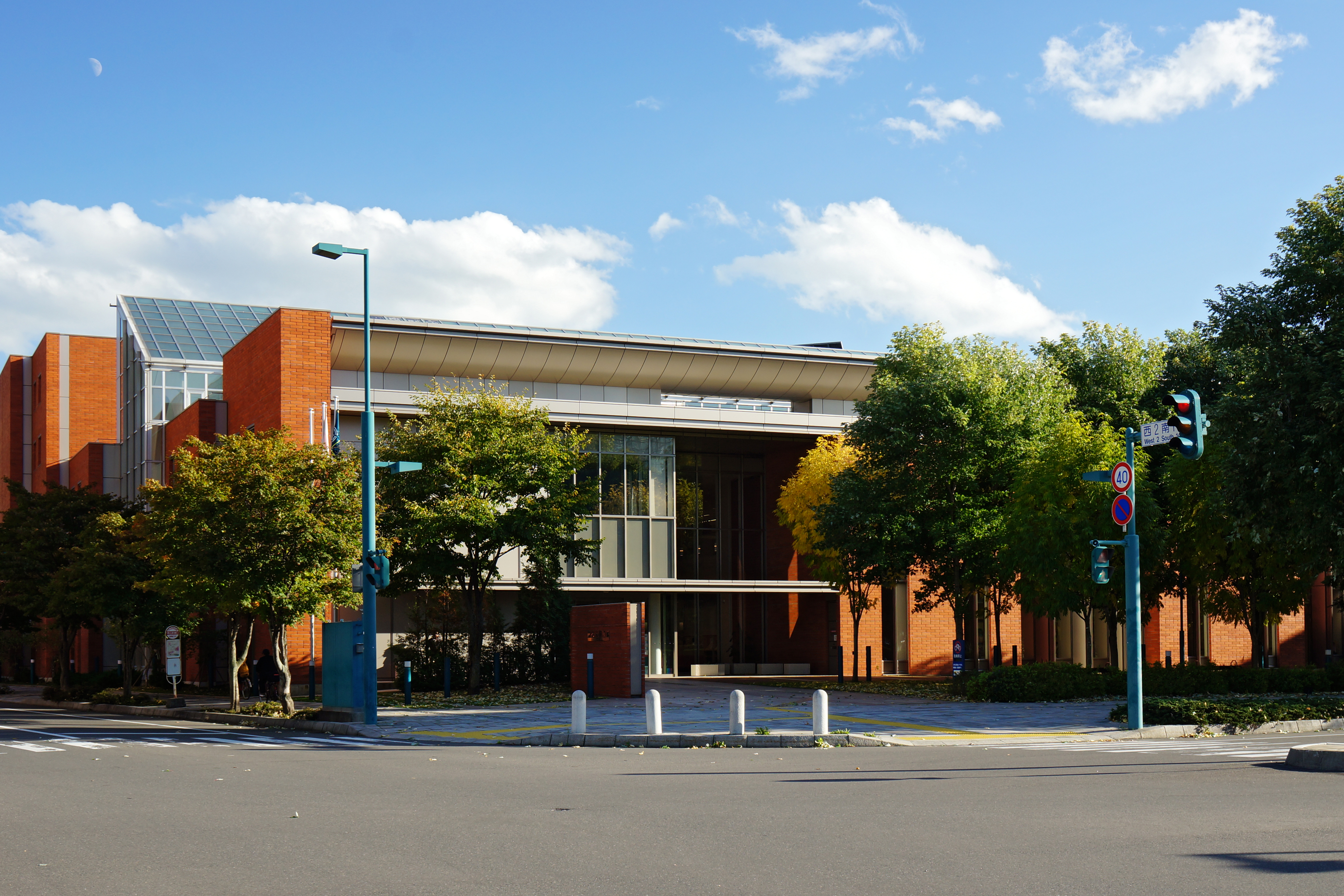
帯広市図書館（2013年10月）
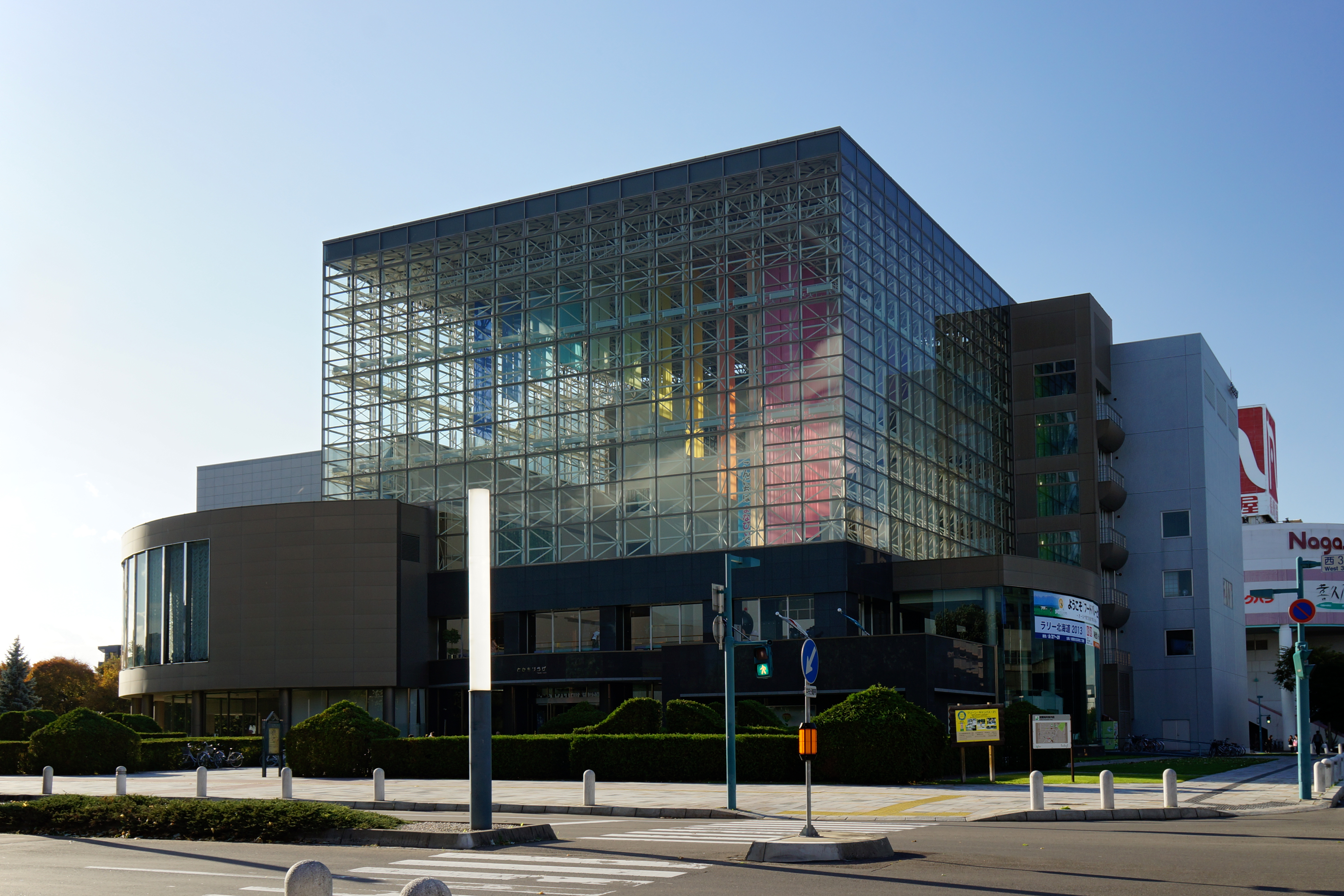
とかちプラザ（2013年10月）
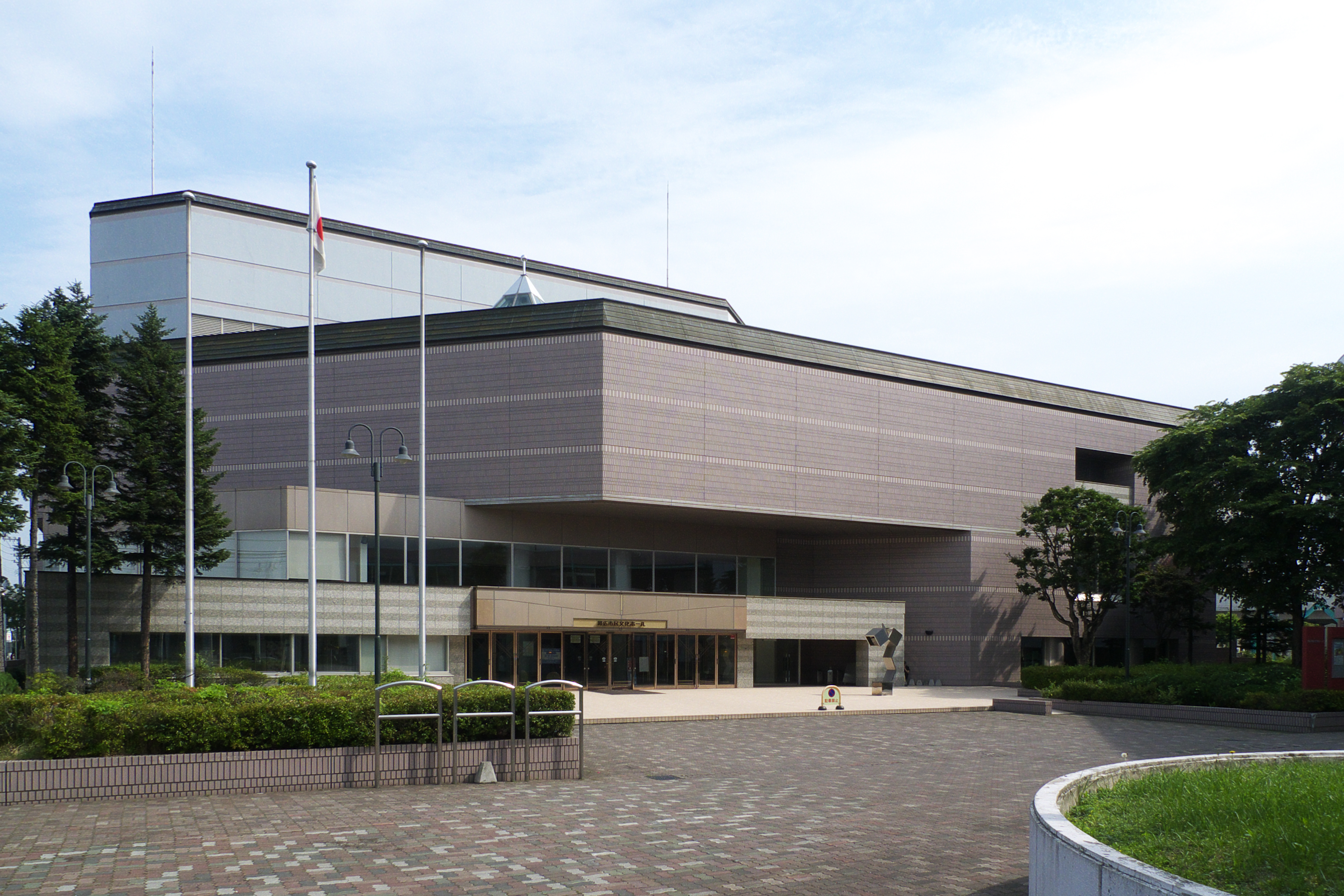
帯広市民文化ホール（2015年7月）

### 運動施設
体育館
- 帯広市総合体育館（よつ葉アリーナ十勝）
- 帯広の森体育館
- 帯広の森スポーツセンター

スケート場
- 帯広の森スピードスケート場（明治北海道十勝オーバル）
- 帯広の森アイスアリーナ
- 帯広の森第二アイスアリーナ
- 帯広の森スポーツセンター
- 緑ヶ丘公園市民リンク

野球場・ソフトボール場
- 帯広の森野球場
- 伏古別公園野球場
- 帯広の森平和野球場
- 南町球場
- 札内川河川敷運動施設

サッカー場・ラグビー場
- 帯広の森球技場
- 十勝川河川敷運動施設
- 札内川河川敷運動施設

陸上競技場
- 帯広の森陸上競技場

テニスコート・フットサル
- 帯広の森テニスコート
- 南町テニスコート場
- 自由が丘公園庭球場
- 緑ヶ丘公園テニスコート
- 札内川河川敷運動施設
- すぱーく帯広

プール
- 帯広の森市民プール（スインピア）
- 光南小学校屋内プール
- 豊成小学校屋内プール
- 啓西小学校屋内プール

カーリング
- カールプレックスおびひろ
- クロスカントリースキーコース
- 帯広の森クロスカントリーコース

研修・宿泊施設
- 帯広の森研修センター

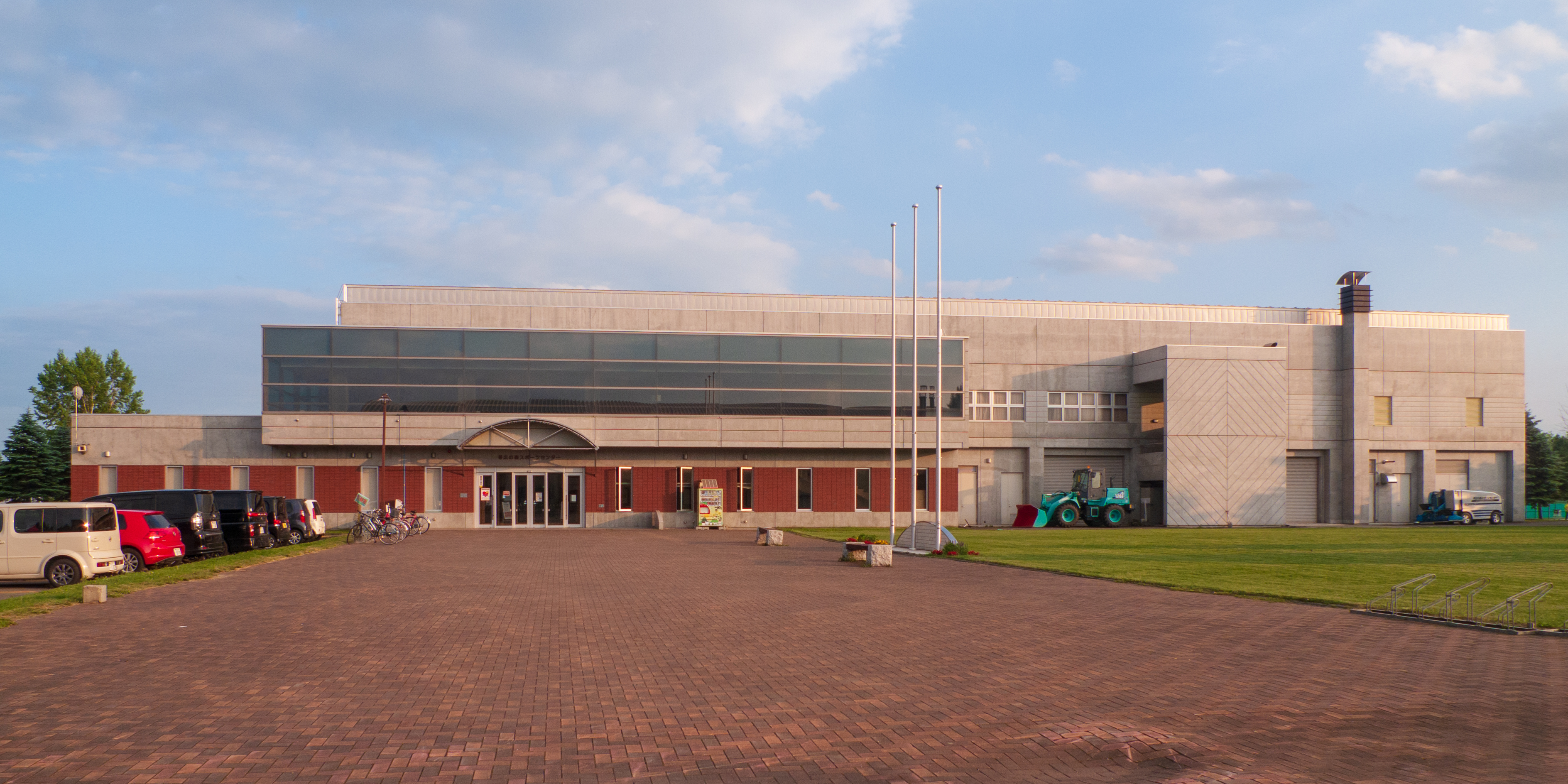
帯広の森スポーツセンター（2016年7月）
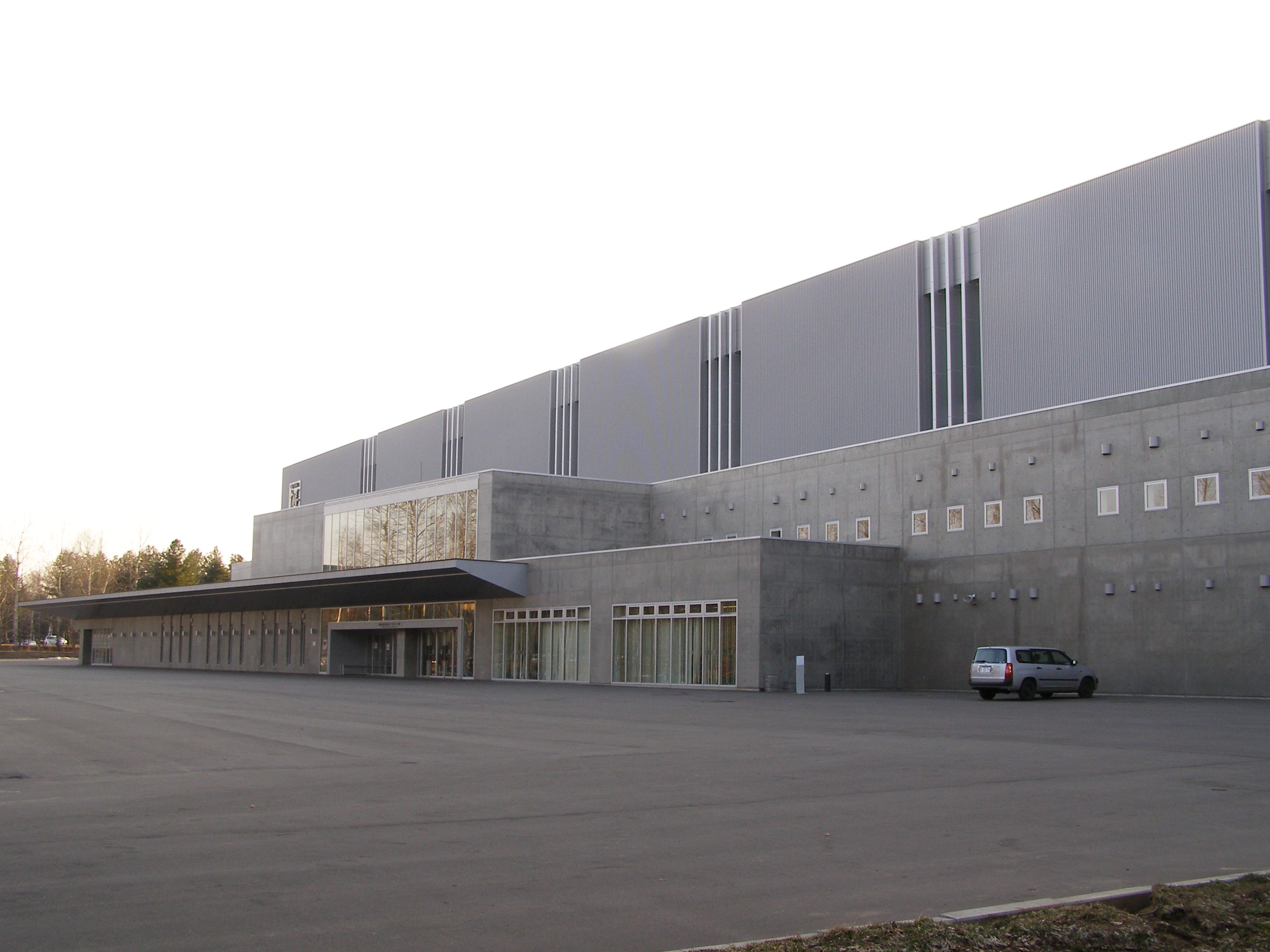
明治北海道十勝オーバル（2011年4月）
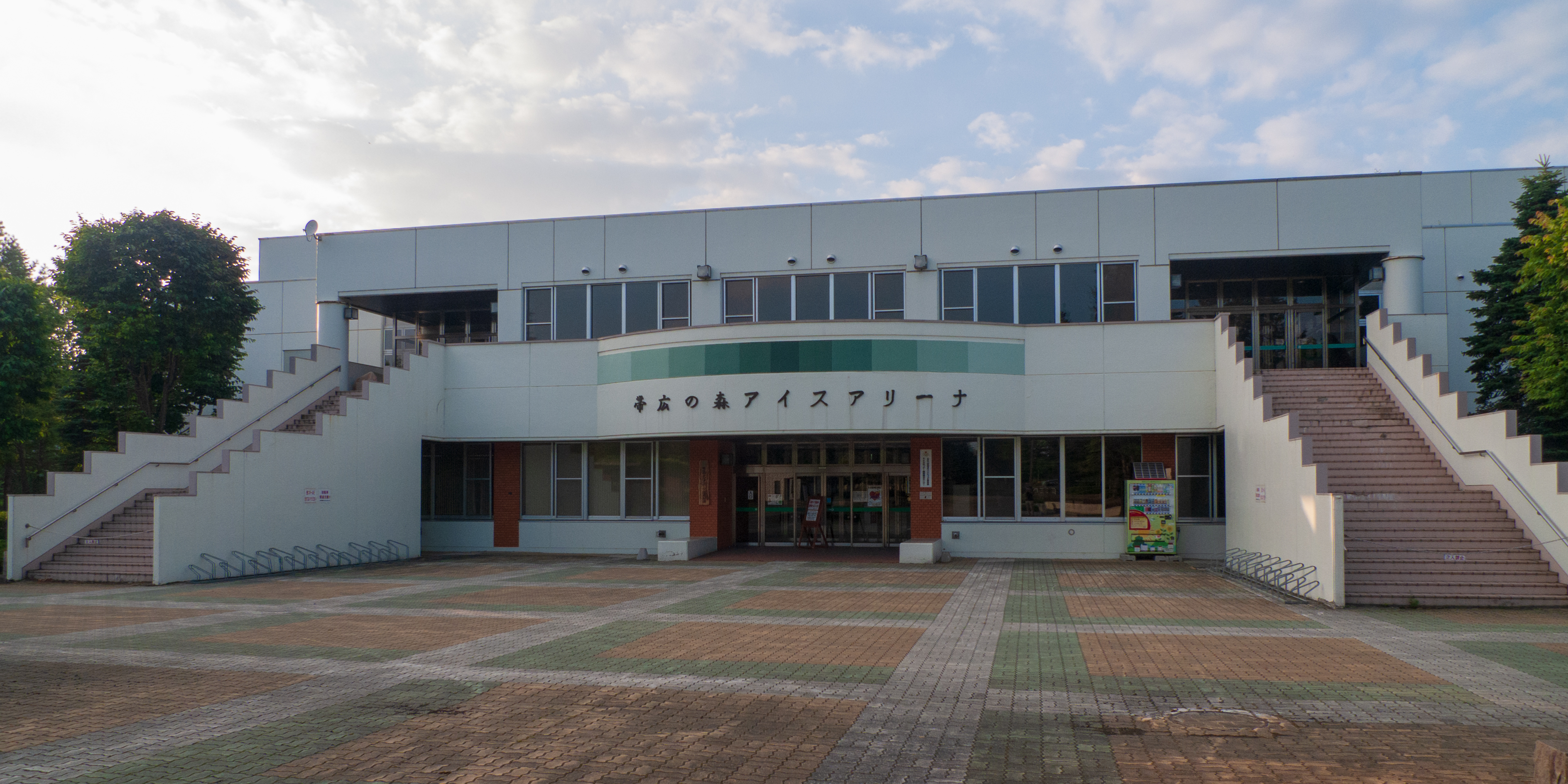
帯広の森アイスアリーナ（2016年7月）
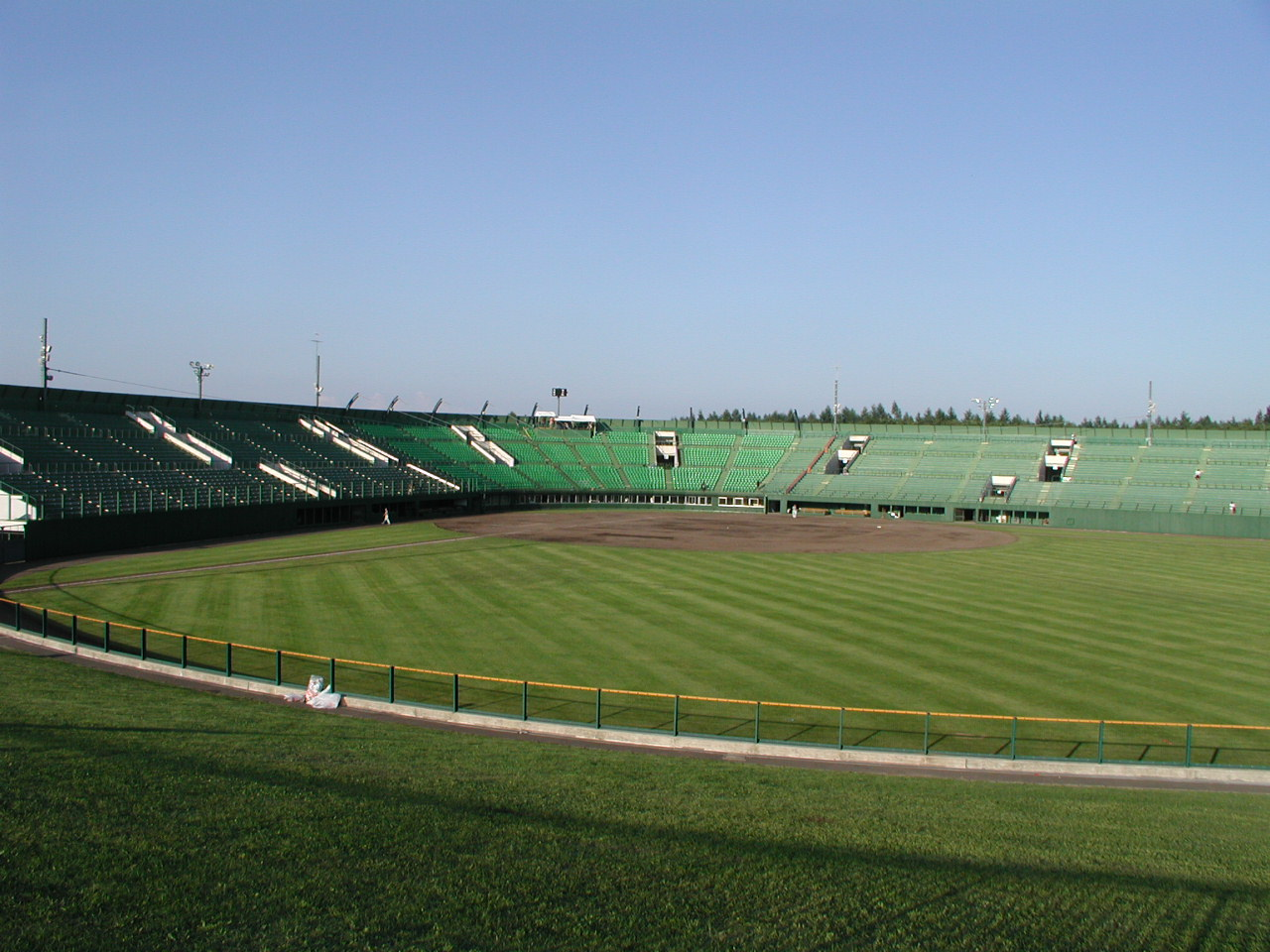
帯広の森野球場（2006年8月）

パークゴルフ場
- 札内川第1
- 札内川第2
- 札内川第3
- 札内川川西
- 帯広の森運動公園
- 十勝川平原
- 十勝川親水
- 啓北公園
- 伏古別公園
- 十勝川公園
- 帯広の森・ふるさとの森
- 帯広の森・林間コース
- あづさ公園
- 柏林台公園
- 西帯広公園
- 緑ヶ丘公園
- 大空公園
- 大正公園
- 帯広川緑地
- 大正泉公園
- 戸蔦農村公園
- 清川農村公園
- 以平農村公園
- くりりんセンター
- ポロシリ高原
- ポロシリ自然公園拓成

## 対外関係

### 姉妹都市･提携都市

#### 海外
姉妹都市
- スワード市（アメリカ合衆国 アラスカ州）
1968年（昭和43年）3月27日 - スワード市長が帯広市との文化交流を希望し、当時アラスカに出張していた水産会社社員（帯広農業高校教諭の実弟）を介して書簡を送ったことが契機となり、[59][60][61]姉妹都市提携[62][59]。
- マディソン市（ウィスコンシン州）
2006年（平成18年）10月25日 - 第二次世界大戦後、十勝の多くの農業後継者がウィスコンシン州に渡って研修し農業技術や経営ノウハウを取り入れたり、ウィスコンシン州から搾乳牛を十勝に輸入するなどの関係があった[59]。これに加え、保健衛生分野の先進事例（マディソンモデル）の研修などで相互訪問などの交流が深まり、いっそうの交流拡大のため[59]、姉妹都市提携[62][59]。

提携都市
- 朝陽市 （中華人民共和国遼寧省）
2000年（平成12年）11月17日 - 1985年（昭和60年）朝陽市の訪問団を受け入れたことから交流が始まり[62][59]、友好都市提携[62][59]。

#### 国内
姉妹都市
- 大分市（九州地方 大分県）
1966年（昭和41年）10月26日 - 帯広・羽田間、大分・羽田間の航空路線が同時に開設された縁により[63]、空港姉妹都市提携[63]。1992年（平成4年）8月には、提携名称を「観光文化姉妹都市」に変更[63]。
- 徳島市（四国地方 徳島県）
1977年（昭和52年）7月1日 - 両市の観光協会が観光姉妹協会提携[63]。帯広開基100年を期し[63]、1982年（昭和57年）8月7日に産業文化姉妹都市提携[63][64]
- 松崎町（中部地方 静岡県）
1978年（昭和53年）5月20日 - 帯広開拓の嚆矢となった依田勉三の出身地である縁により[63]、開拓姉妹都市提携[63]。

## 経済

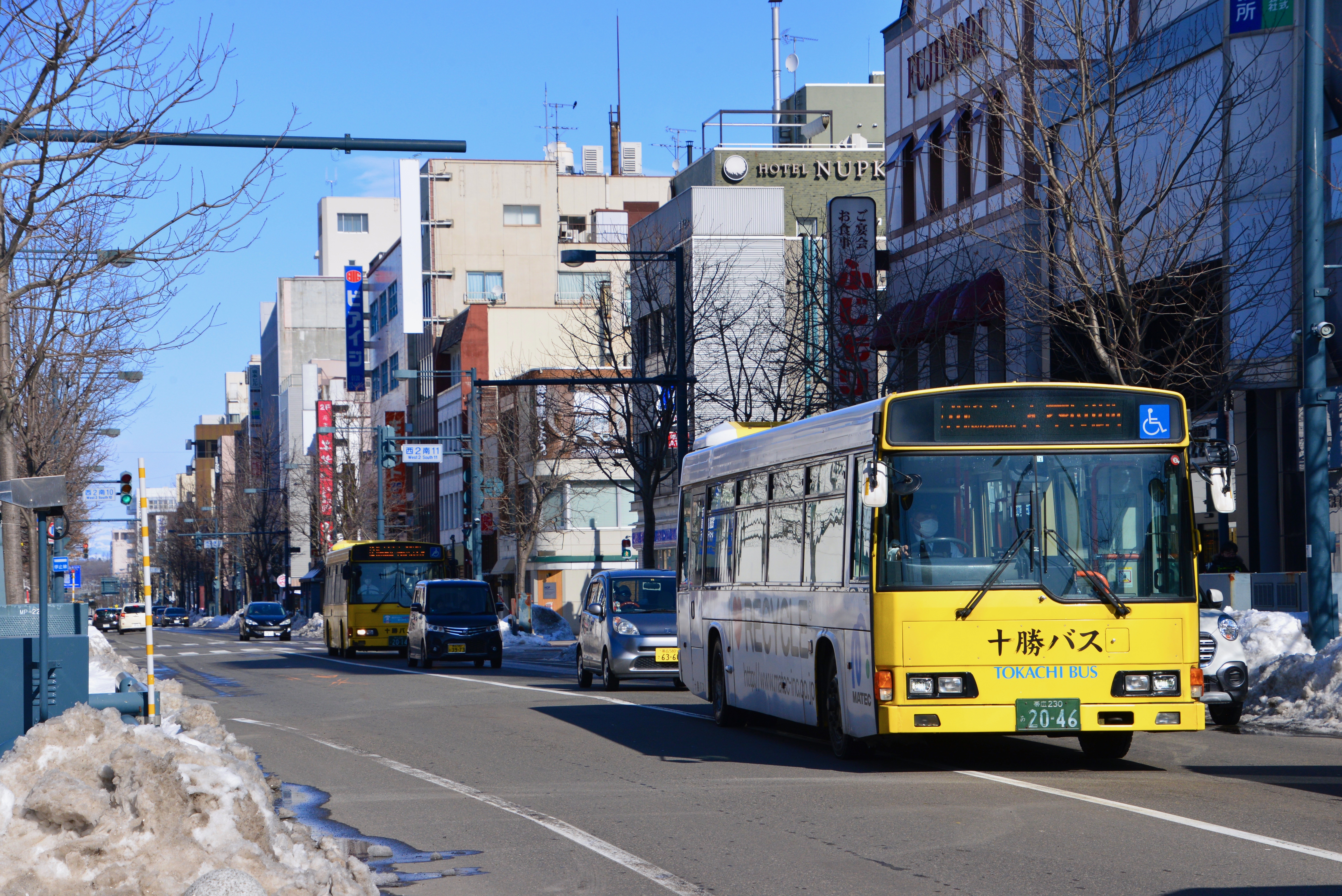
帯広市中心市街地

### 組合
- 帯広市川西農業協同組合（JA帯広かわにし）
- 帯広大正農業協同組合（JA帯広大正）
- 北海道農業共済組合（NOSAI北海道）十勝統括センター・十勝中部支所・十勝中部家畜診療所
- ホクレン帯広支所・帯広生活総合事業所
- 北海道森林組合連合会帯広営業所
- 十勝広域森林組合帯広事業所
- 生活協同組合コープさっぽろ帯広日高地区本部
- 全労済（全国労働者共済生活協同組合連合会）帯広
- 帯広地域労働組合
- 十勝電気工事業協同組合
- 帯広管工事業協同組合
- 協同組合帯広卸売センター
- 赤帽北海道軽自動車運送協同組合帯広支部

### 第一次産業

#### 農業
農業が基幹産業となっており、輪作体系に基づく小麦・てん菜・豆類・ジャガイモ（馬鈴薯）などの畑作、大規模な土地で酪農・畜産などを展開している。1戸あたりの平均耕地面積は27.7ヘクタール（2008年度）と都府県平均のおよそ20倍となっている。総農家数に対する専業農家数がおよそ8割に達し、家族経営を主とした農業が行われている。帯広市は「バイオマスタウン構想」「環境モデル都市行動計画」を策定し、環境に配慮した農業の展開を目指している。また、農業に関連して農協施設・卸売市場・食品加工施設・選果場などが集積しており、十勝地方や道東圏の農産物を道央圏や北海道外へ出荷する役割を担っている。

### 第二次産業

#### 工業
帯広広尾自動車道芽室帯広IC近くに帯広工業団地・新帯広工業団地・帯広市西20条北工業団地の工業団地が立地している。

### 第三次産業
卸売業・小売業の年間商品販売額は8,927億円（2007年）で北海道内では札幌市、旭川市に次ぐ規模となっている。

#### 商業
百貨店
- 藤丸
  - 藤丸百貨店（2023年1月31日閉店）[68]

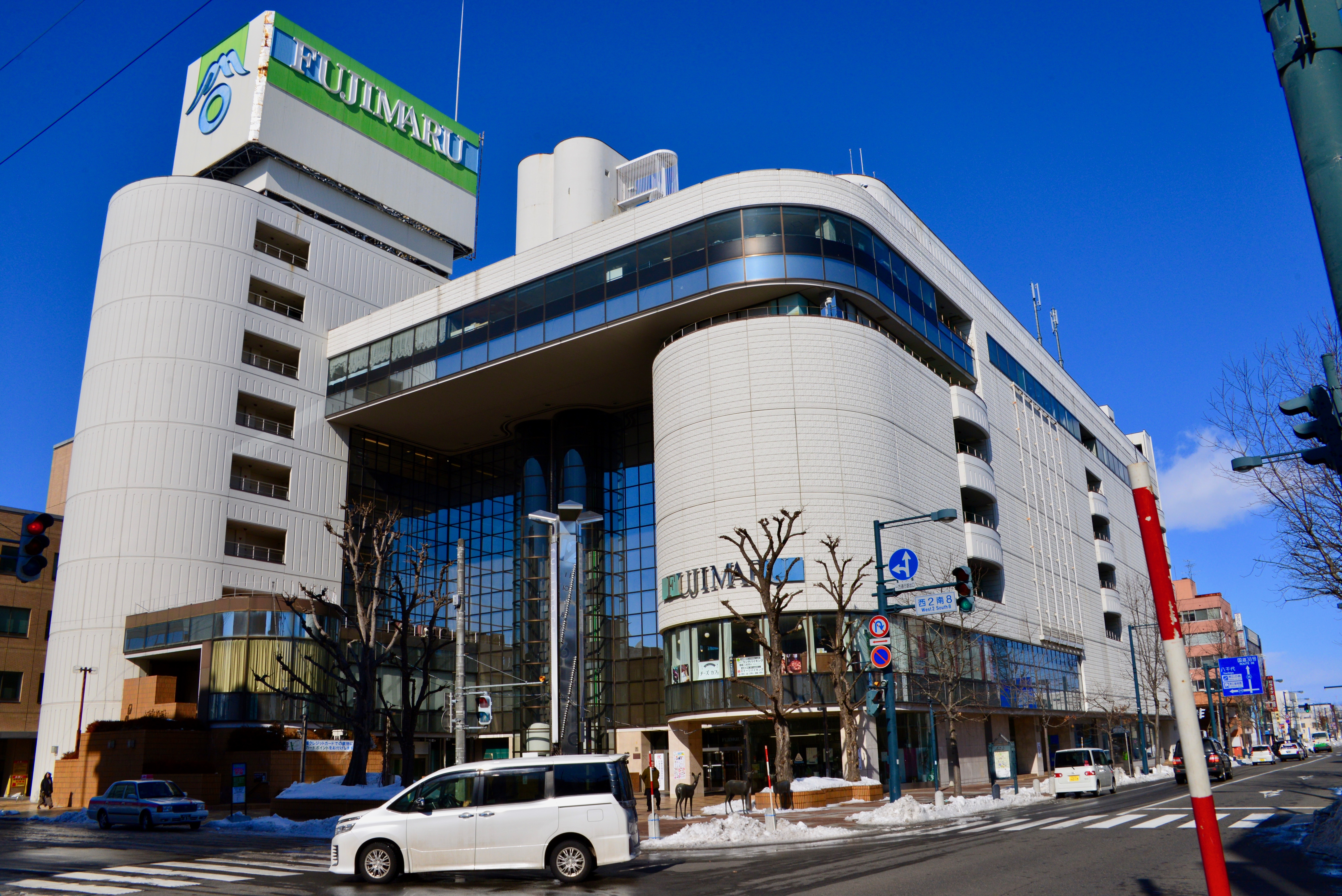
藤丸百貨店（2020年2月）

ショッピングセンター・スーパーマーケット
「都道府県別・政令指定都市別・市町村別SC」参照
- イオン北海道（イオングループ）
  - イオン帯広店
  - マックスバリュ稲田店
  - ザ・ビッグイーストモール店
  - ザ・ビッグエクスプレス春駒通店
  - ザ・ビッグエクスプレス西陵店
- 長崎屋（パン・パシフィック・インターナショナルホールディングス）
  - 長崎屋帯広店（2023年7月31日閉店）[70]
  - MEGAドン・キホーテ西帯広店
- 北海道旅客鉄道（JR北海道）
  - エスタ帯広
- 日本甜菜製糖
  - ニッテンスズランプラザ（イトーヨーカドー帯広店（2024年6月30日閉店）[71]）
  - フレスポ・ニッテン
- ダイイチ（セブン&アイグループ）
  - 東店
  - 啓北店
  - 白樺店
  - みなみ野店
  - 自衛隊前店
  - 稲田店
- 福原（アークスグループ）
  - フクハラ自由が丘店
  - ぴあざフクハラ西18条店
  - ぴあざフクハラ西帯広店
  - フクハラ弥生店
  - フクハラいっきゅう店
  - フクハラ西15条店
  - フクハラ西12条店
  - フクハラ西5条店
- 生活協同組合コープさっぽろ帯広地区
  - ベルデ店
  - かしわ店
- トライアルカンパニー
  - スーパーセンタートライアル帯広東店
- テキサス
  - 売鮮市場テキサス本店
  - 売鮮市場どんどん西5条店

商店街
「帯広市内の商店街」参照
- 帯広平原通商店街振興組合[73]
- 帯広広小路商店街振興組合[74]
- 帯広大通商店街振興組合
- 帯広東銀座商店街振興組合
- 帯広栄通商店街振興組合
- 帯広西一条中央商店街振興組合
- 帯広名門通商店街振興組合
- 帯広駅前東商店会協同組合
- 帯広北平原通商店会協同組合
- 都通り振興会
- 西帯広商工振興会
- 帯広電信通り商店街振興組合[75]
- 大正商工同友会
- 帯広緑ヶ丘商店街
- 帯広駅南地区商工振興会

市内商業の沿革

#### 物流
- ヤマト運輸道東主管支店（所在地は芽室町）
  - 西帯広センター
  - 帯広南センター
  - 帯広ニュータウンセンター
  - 帯広東センター
  - 帯広中央センター・帯広新緑センター
- 佐川急便帯広営業所
- 札樽自動車運輸帯広支店
- 札幌通運十勝支店（所在地は芽室町）
  - 帯広センター
- 日本通運帯広支店
- 北海道福山通運帯広支店
- 松岡満運輸帯広支店

### 金融機関

#### 銀行
- みずほ銀行帯広支店
- 北陸銀行帯広支店
- 北洋銀行帯広中央支店・帯広南支店、柏林台支店、帯広西支店
- 北海道銀行帯広支店、西五条支店、帯広西支店

#### 協同組織金融機関
- 帯広信用金庫本店、中央支店、南出張所、東支店、緑ヶ丘支店、西支店、柏林台支店、稲田支店、電信通支店、北支店、緑西支店、開西支店、つつじが丘支店、春駒通支店、大正支店
- 北見信用金庫帯広支店、南支店、しらかば支店
- 釧路信用金庫帯広支店、帯広西支店
- 網走信用金庫帯広支店
- 十勝信用組合本店、緑ヶ丘支店、北支店、南支店、西支店、啓北支店
- JAバンク北海道（北海道信用農業協同組合連合会）
  - JA帯広かわにし本店、帯広中央支店、稲田支店、大空支店、みなみ野支店、西帯広支店、清川支店、戸蔦店、広野支店、上帯広店
  - JA帯広大正本所
- 北海道労働金庫帯広支店

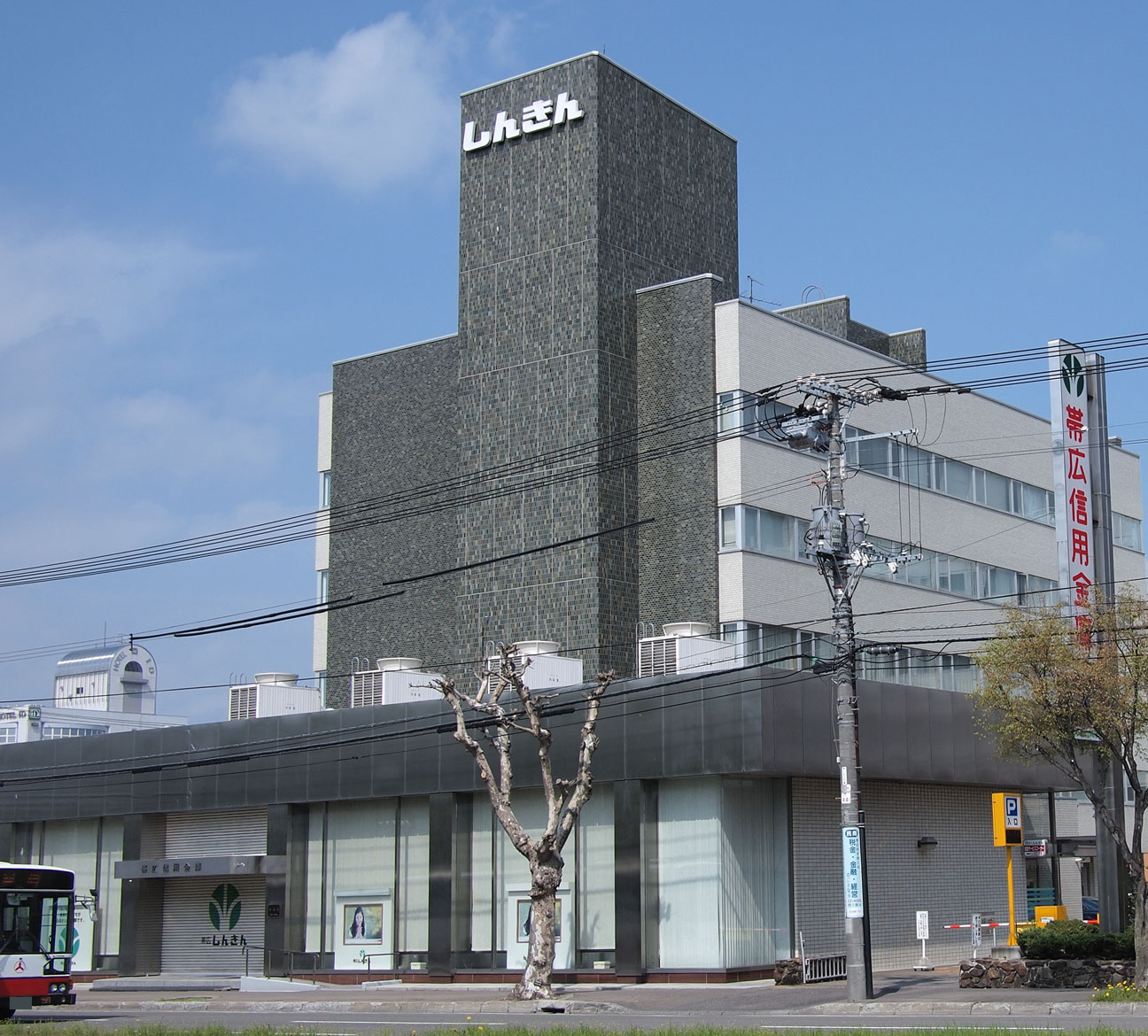
帯広信用金庫本店（2010年5月）
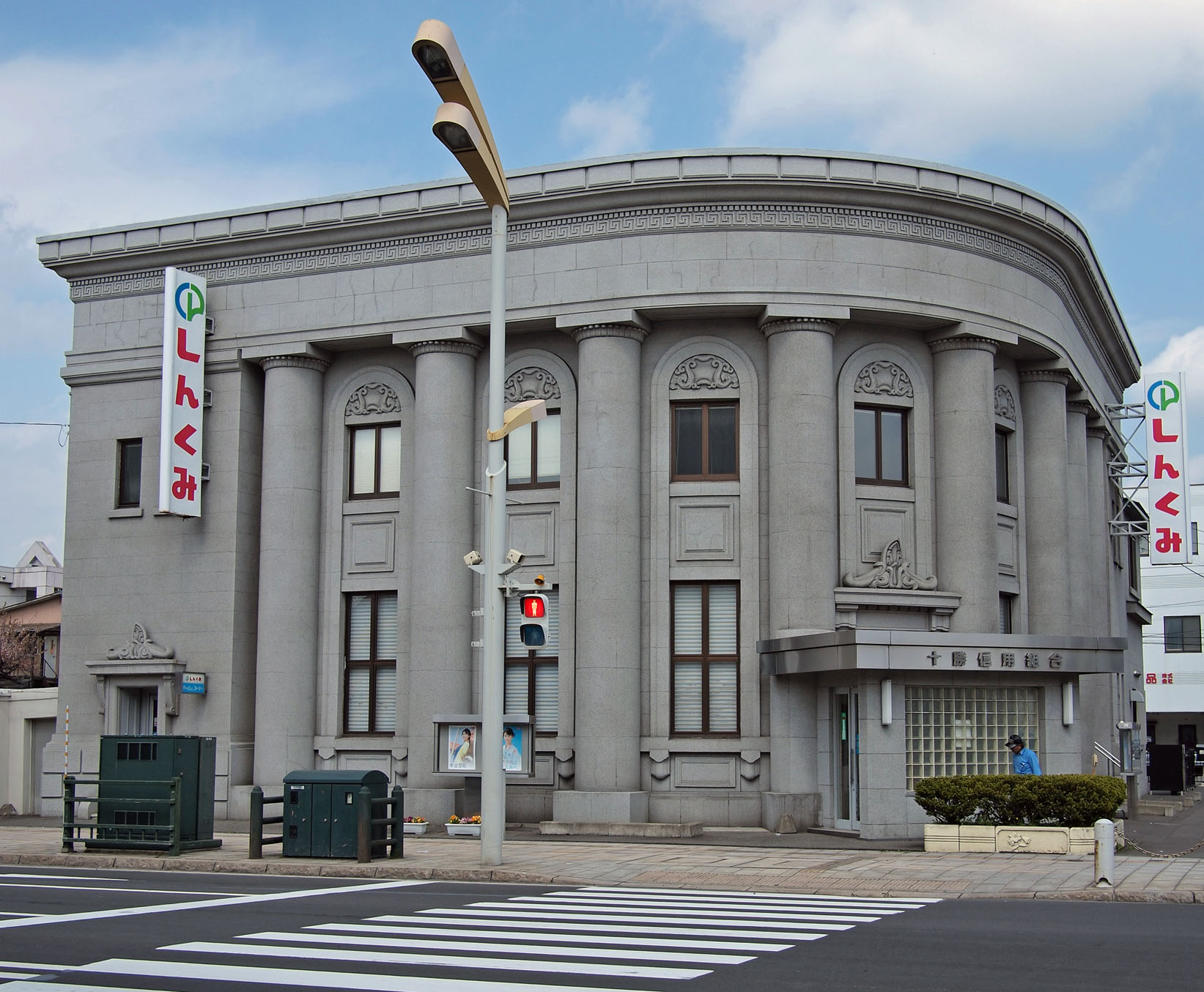
十勝信用組合本店（2010年5月）

#### 日本郵政
- ゆうちょ銀行帯広店（札幌支店帯広出張所）

#### 証券会社
- 北洋証券帯広支店
- SMBC日興証券帯広支店
- 野村證券とかち帯広営業所

### 拠点を置く主な企業
50音順
- アンアルウェン
- NCカード（旧NCおびひろ）[98]
- エフエムおびひろ（FM-JAGA）
- エム・エス・ケー農業機械
- オカモトグループ
- 帯運観光
- 帯広ガス
- 帯広シティーケーブル
- おびひろ市民ラジオ（FM WING）
- 帯広信用金庫
- 帯広日産自動車
- 尾畑商会
- カルビーポテト
- 共成レンテム
- クランベリー
- コマツ道東
- スカイアーク
- ダイイチ（セブン&アイグループ)
- 第一飼料
- ニチノー
- 大一バス
- 大和雑穀
- TBK
- トーシン (北海道)
- とかち帯広ヤマザキ（ヤマザキグループ）
- 十勝信用組合
- 十勝鉄道
- 十勝バス
- 十勝毎日新聞社
- 日専連ジェミス
- 日本甜菜製糖
- 熱原グループ
- 萩原建設工業
- 長谷川産業
- パナソニック スイッチングテクノロジーズ（パナソニックグループ）
- 菱中産業
- 東北海道いすゞ自動車
- ファームノート
- 福原（アークスグループ）
- 藤丸
- 藤森商会
- 北海道畜産公社（ホクレングループ）
- 北海道森紙業（王子グループ）
- 毎日交通
- 満寿屋商店
- マテック
- 丸勝
- マルハニチロ北日本
- 宮坂建設工業
- 明治
- UDトラックス道東
- 柳月
- ロゴスホーム
- 六花亭

## 情報・通信

### マスメディア

#### 新聞社
- 十勝毎日新聞社本社（十勝毎日新聞）
- 北海道新聞社帯広支社（北海道新聞）
- 毎日新聞北海道支社帯広支局
- 時事通信社帯広支局
- 北海道通信社帯広支社
- 北海道建設新聞社帯広支社（北海道建設新聞）

#### 放送局
テレビ
- NHK帯広放送局
- 北海道放送（HBC）帯広放送局
- 札幌テレビ放送（STV）帯広放送局
- 帯広シティーケーブル

ラジオ
- エフエムおびひろ（FM-JAGA）
- おびひろ市民ラジオ（FM WING）

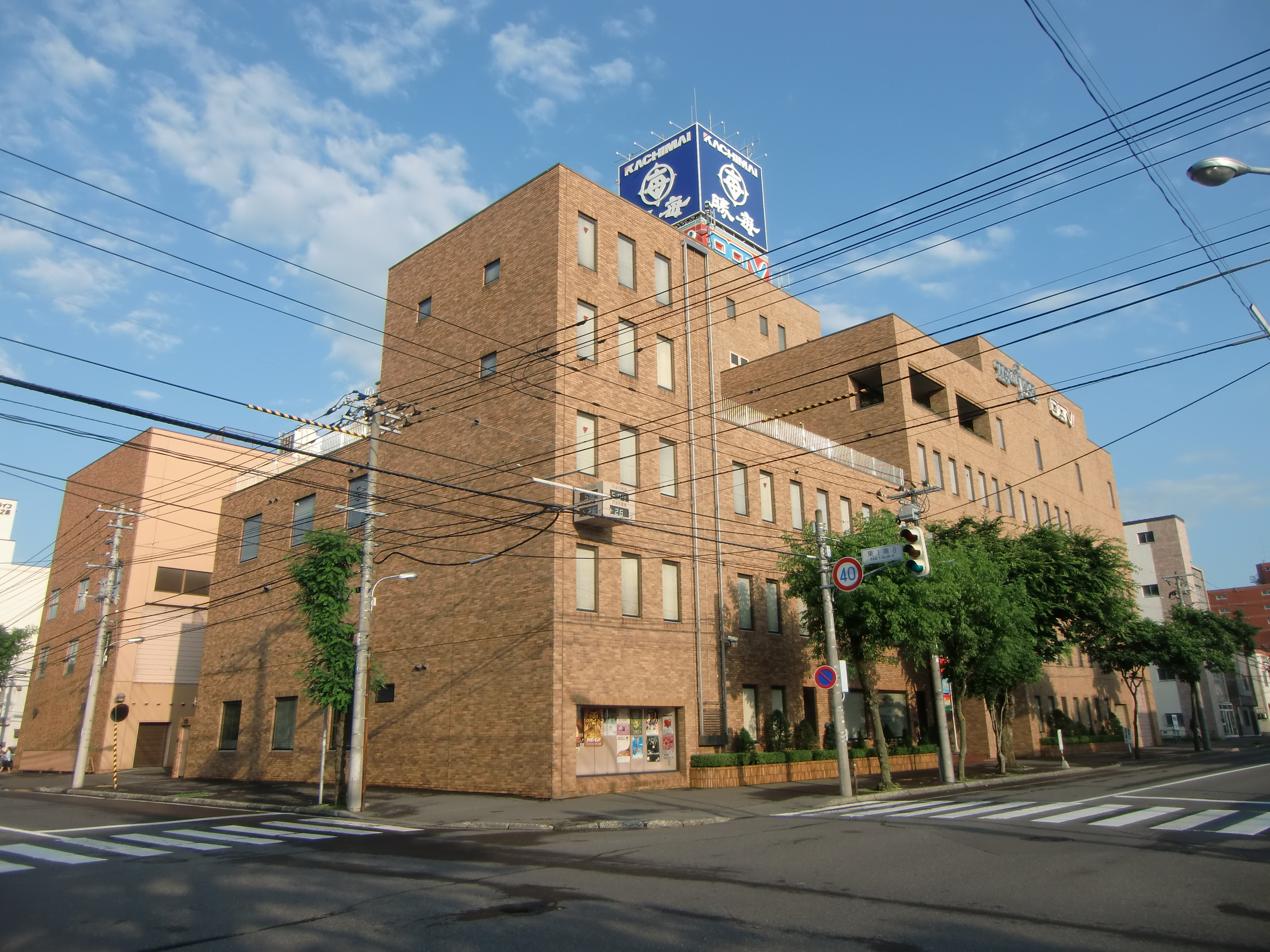
勝毎ビル（2011年7月）
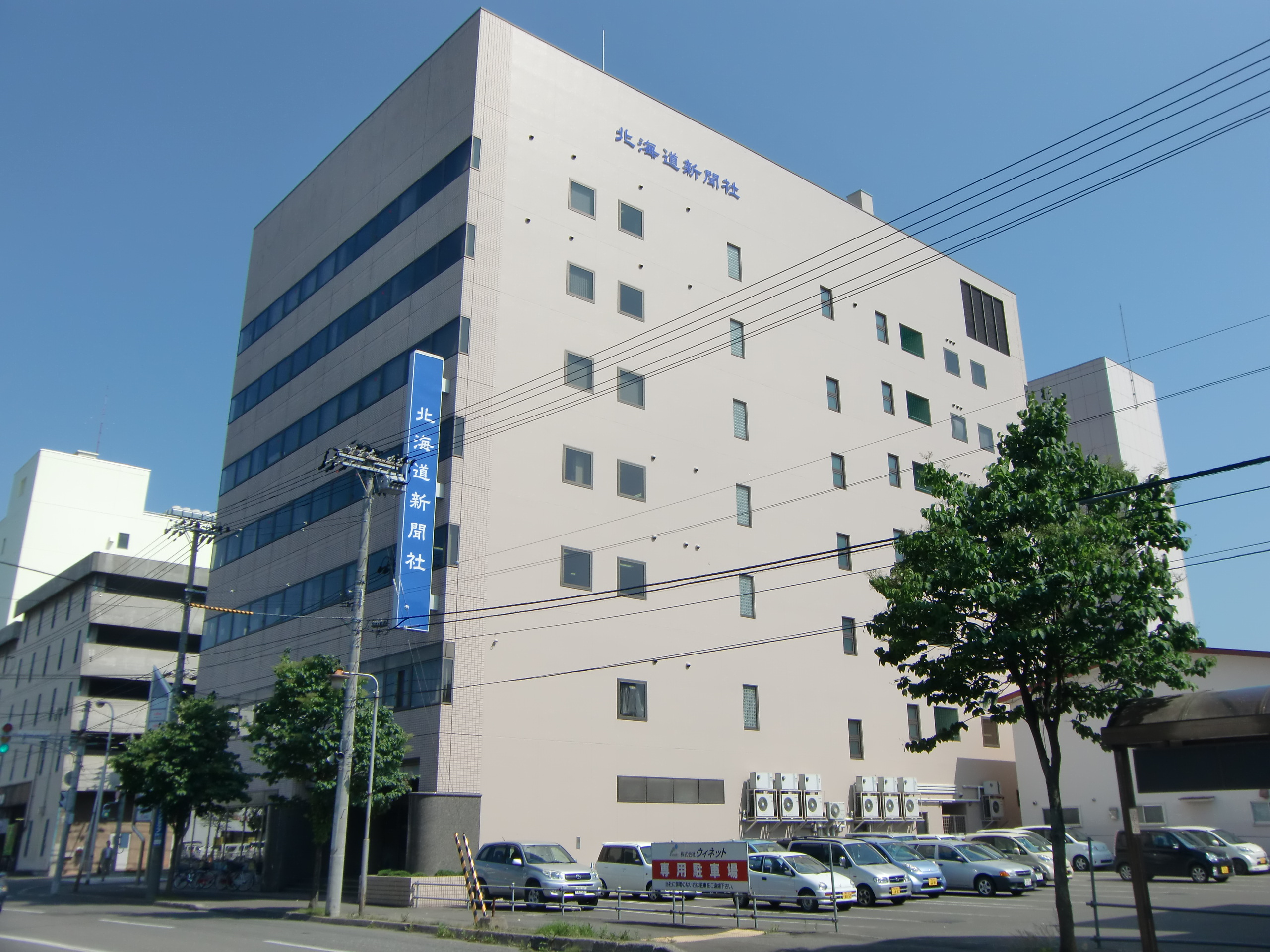
北海道新聞社帯広支社（2011年7月）

## 生活基盤

### ライフライン

#### 電気
- 北海道電力ネットワーク 道東統括支店

#### 電話
- NTT東日本-北海道 北海道東支店

#### ガス
- 帯広ガス

#### 上下水道
- 帯広市役所上下水道部

## 教育

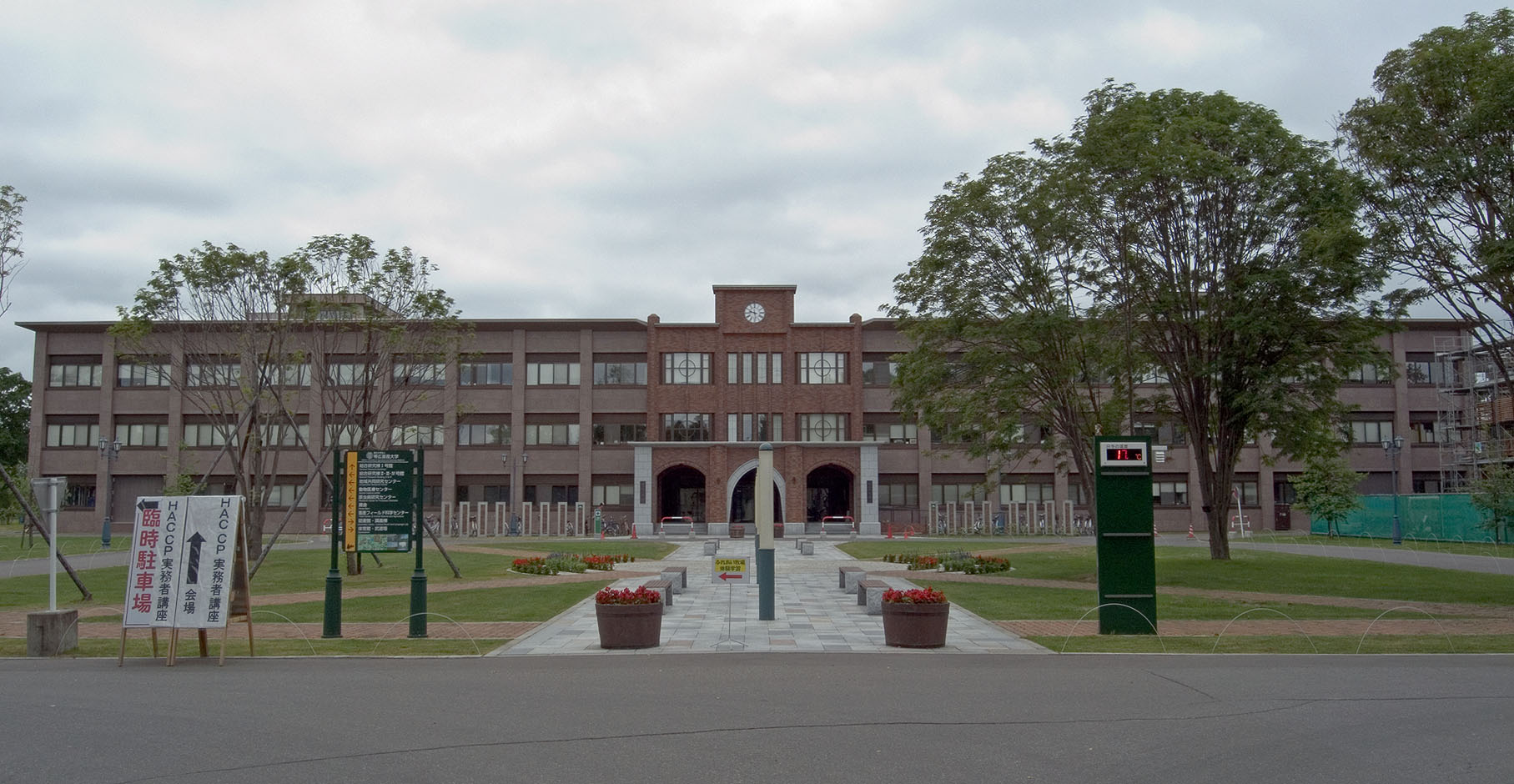
帯広畜産大学（2009年7月）

### 大学
国立
- 帯広畜産大学

通信
- 星槎大学 帯広学習センター

### 専修学校
- 帯広高等看護学院
- 帯広看護専門学校
- 帯広市医師会看護専門学校[99]
- 帯広コア専門学校[100]
- 帯広調理師専門学校[101]
- 帯広文化専門学校
- 帯広テクニカ専門学校
- 北海道理容美容専門学校帯広校

### 高等学校
道立
- 北海道帯広柏葉高等学校
- 北海道帯広三条高等学校
- 北海道帯広緑陽高等学校
- 北海道帯広工業高等学校
- 北海道帯広農業高等学校

市立
- 北海道帯広南商業高等学校

私立
- 帯広大谷高等学校
- 帯広北高等学校

通信
- 星槎国際高等学校帯広学習センター
- 池上学院高等学校帯広キャンパス

### 義務教育学校
- 帯広市立大空学園義務教育学校

### 中学校
- 帯広市立帯広第一中学校[102]
- 帯広市立帯広第二中学校[102]
- 帯広市立帯広第四中学校[102]
- 帯広市立帯広第五中学校[102]
- 帯広市立帯広第七中学校[102]
- 帯広市立帯広第八中学校[102]
- 帯広市立南町中学校[102]
- 帯広市立西陵中学校[102]
- 帯広市立緑園中学校[102]
- 帯広市立翔陽中学校[102]
- 帯広市立川西中学校[102]
- 帯広市立清川中学校[102]
- 帯広市立八千代中学校[102]

### 小学校
- 帯広市立帯広小学校[103]
- 帯広市立西小学校[103]
- 帯広市立柏小学校[103]
- 帯広市立明星小学校[103]
- 帯広市立緑丘小学校[103]
- 帯広市立北栄小学校[103]
- 帯広市立光南小学校[103]
- 帯広市立東小学校[103]
- 帯広市立啓西小学校[103]
- 帯広市立稲田小学校[103]
- 帯広市立豊成小学校[103]
- 帯広市立栄小学校[103]
- 帯広市立若葉小学校[103]
- 帯広市立広陽小学校[103]
- 帯広市立花園小学校[103]
- 帯広市立啓北小学校[103]
- 帯広市立開西小学校[103]
- 帯広市立明和小学校[103]
- 帯広市立森の里小学校[103]
- 帯広市立つつじが丘小学校[103]
- 帯広市立川西小学校[103]
- 帯広市立清川小学校（小規模特認校）[103]
- 帯広市立広野小学校[103]
- 帯広市立大正小学校[103]
- 帯広市立愛国小学校（小規模特認校）[103]

### 保育所
市立
- 帯広保育所[104]
- 緑ヶ丘保育所[104]
- 日赤東保育所[104]
- すずらん保育所[104]
- 青葉保育所[104]
- 豊成保育所[104]
- ひばり保育所[104]
- 松葉保育所[104]
- 依田保育所[104]

私立
- 藤花保育園[104]
- 鉄南保育園[104]
- つばさ保育所[104]
- あじさい保育園[104]
- 帯広南町保育園[104]
- やまびこ保育所[104]
- あけぼの保育園[104]
- 稲田保育園[104]
- みのり保育園[104]
- こでまり保育園[104]
- 森の子保育園[104]
- ときわの森保育所[104]
- さくら保育園[104]
- おひさま保育園[104]
- 栄保育園[104]
- すいせい保育所（夜間）[104]

小規模保育・事業所内保育
- 青い鳥保育園[104]
- ひなたぼっこ保育園[104]

へき地保育所
- 広野保育所[105]
- 愛国保育所[105]
- 川西保育所[105]
- 清川保育所[105]
- ことぶき保育所[105]
- 富士保育所[105]

認可外保育施設
- 託児所 くれよんハウス
- 子育て支援ハウスChipS 自由が丘店
- きたのくにこども園
- 共同保育所チャイルドちー
- ベビー&キッズケアサービスしったん
- キッズハウスぷーさん
- 託児所 とぅもろ－らんど
- 小規模多目的共生ハウス みんなのおうち
- 託児所ぴっころ
- キッズルームすまいる

### 幼稚園
私立
- 第一いずみ幼稚園[106]
- 帯西幼稚園[106]
- 帯広わかば幼稚園[106]
- 帯広幼稚園[106]
- つくし幼稚園[106]
- 柏林台カトリック幼稚園[106]
- 帯広藤幼稚園[106]
- 帯広東幼稚園[106]
- 北明やまざと幼稚園[106]
- 帯広聖公会幼稚園[106]

### 認定こども園
- 認定こども園帯広の森幼稚園[106]
- 認定こども園つつじが丘幼稚園[106]
- 認定こども園帯広ひまわり幼稚園[106]
- 認定こども園帯広第二ひまわり幼稚園[106]

### 特別支援学校
- 北海道帯広盲学校
- 北海道帯広聾学校
- 北海道帯広養護学校

### 学校教育以外の施設
- 航空大学校帯広分校
- 帯広高等技術専門学院
- おびひろ自動車学校[107]
- 帯広第一自動車学校

## 交通

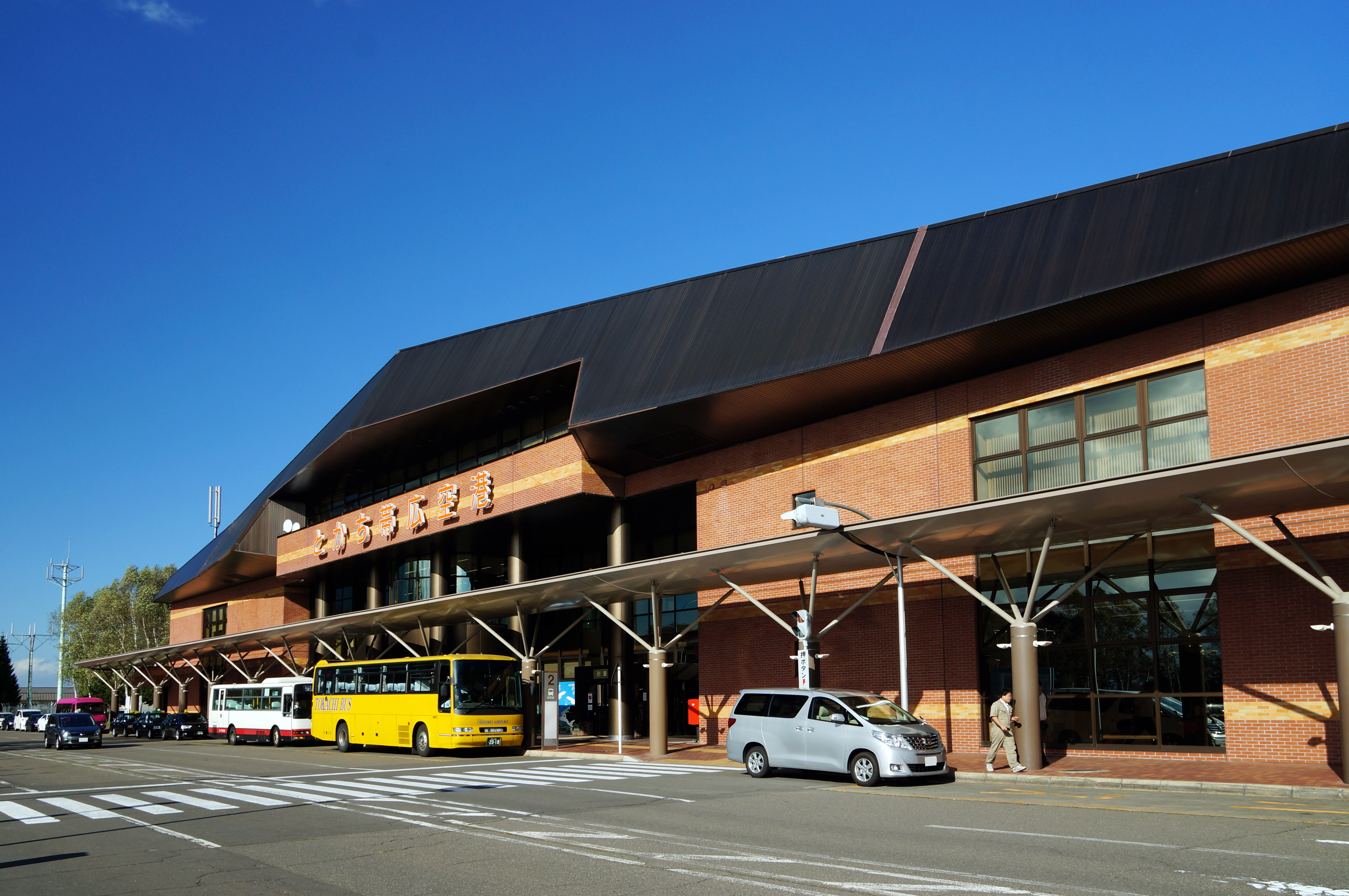
とかち帯広空港（2013年10月）

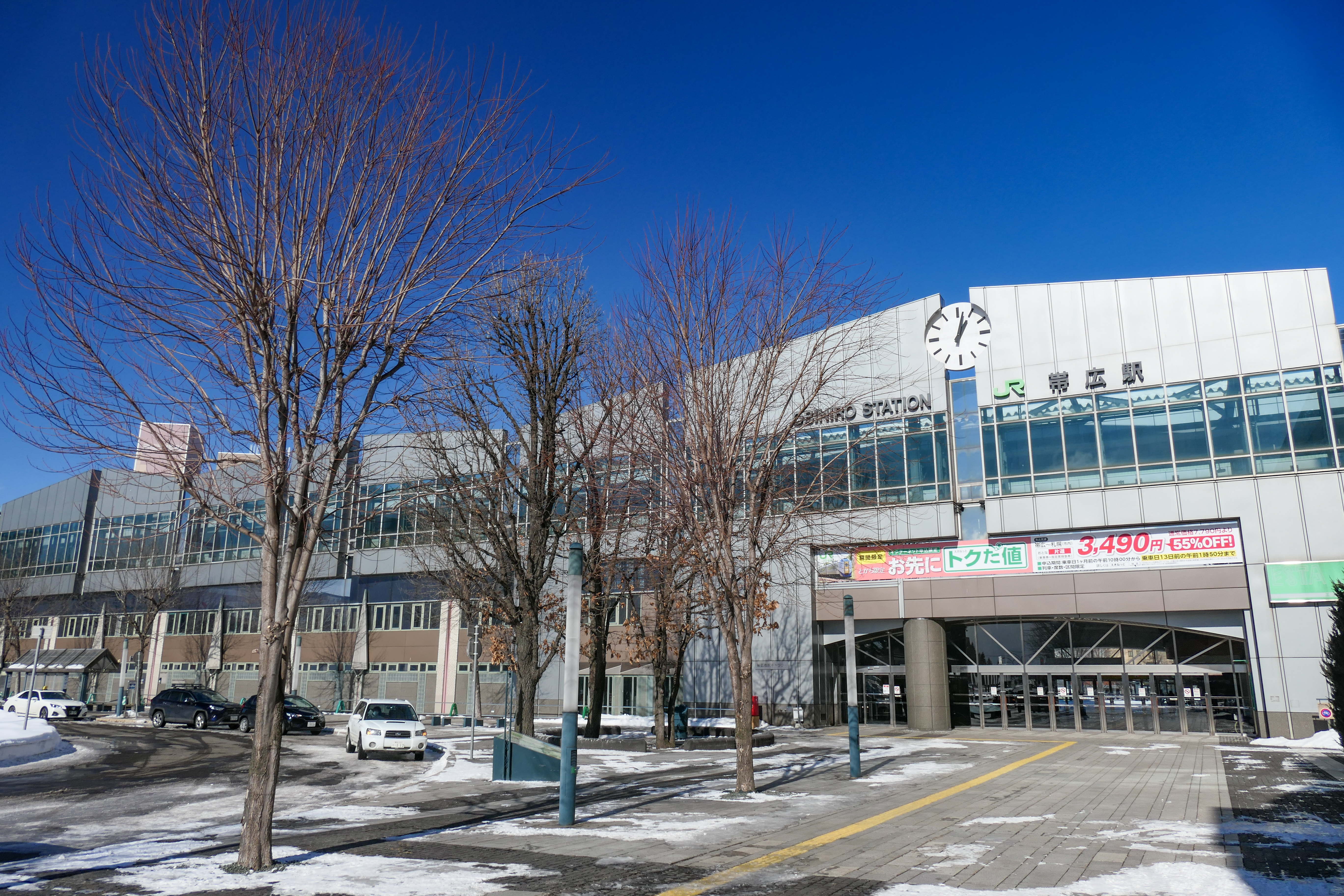
帯広駅（2022年2月）

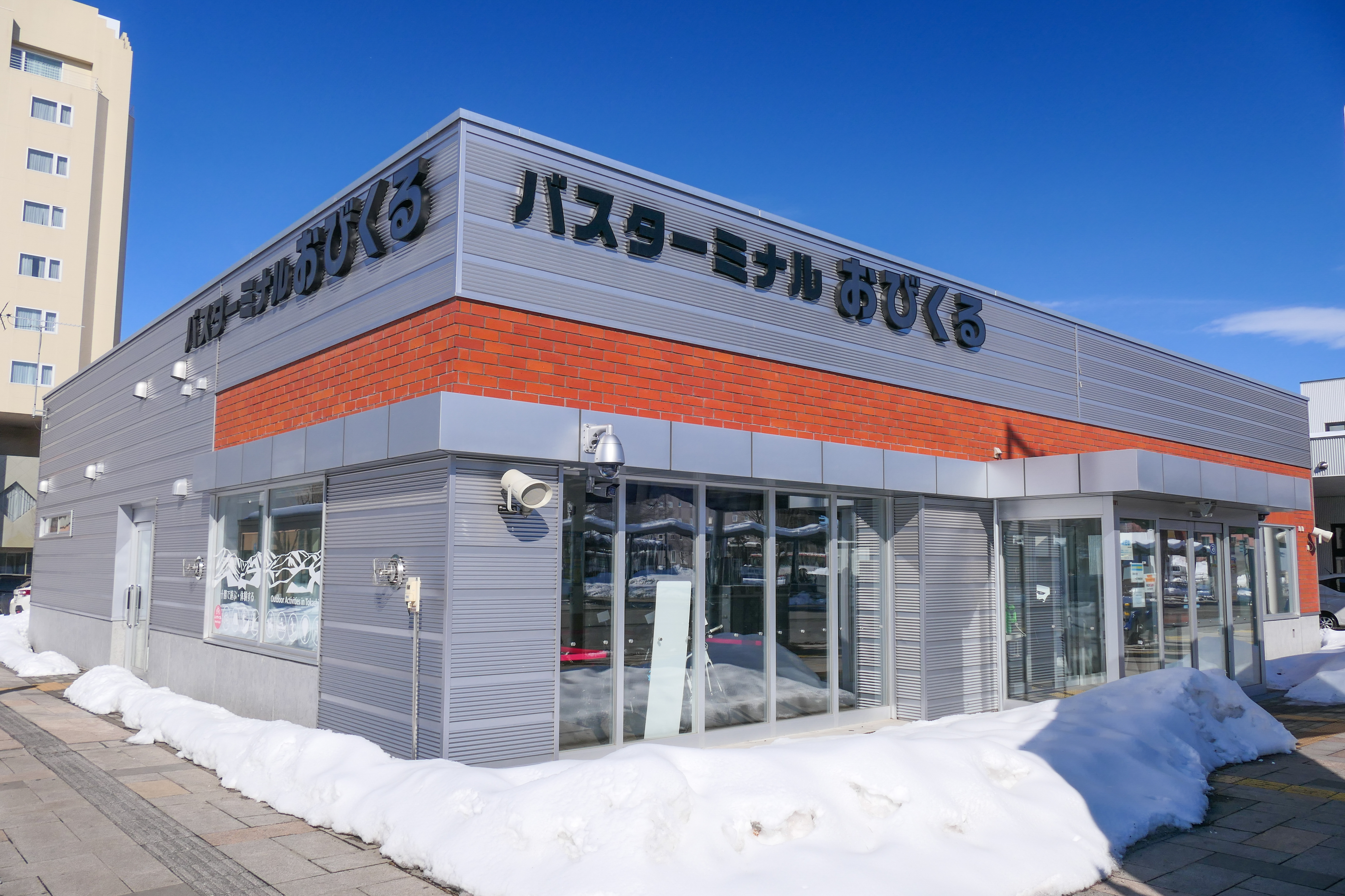
帯広駅バスターミナル（2022年2月）

### 空港
- 帯広空港（とかち帯広） [OBO]

#### 路線空路
定期路線
- 日本航空（JAL）
  - 東京国際空港
  - 中部国際空港（季節運航）
- AIRDO（ADO）[108]
  - 東京国際空港

### 鉄道
- 北海道旅客鉄道（JR北海道）帯広運転所
  - 根室本線：西帯広駅 - 柏林台駅 - 帯広駅
- 日本貨物鉄道（JR貨物）北海道支社道東支店
  - 根室本線：帯広貨物駅

#### 廃線となった路線
- 日本国有鉄道（国鉄）
  - 士幌線：帯広駅
  - 広尾線：帯広駅 - （依田駅） - 北愛国駅 - 愛国駅 - 大正駅 - 幸福駅
- 十勝鉄道[39]
  - 帯広部線
  - 日本甜菜製糖専用線
  - 帯広市産業開発公社専用線

### バス

#### 路線バス
- 十勝バス
- 北海道拓殖バス

#### 帯広空港連絡バス
- 帯広市内ホテル廻り連絡バス（十勝バス・北海道拓殖バス）
- 帯広市内連絡バス（十勝バス）

#### 都市間バス
- 北海道バス　　
  - 帯広⇔札幌　帯広特急ニュースター号
- 北海道中央バス・ジェイ・アール北海道バス・北都交通・十勝バス・北海道拓殖バス（共同運行）
  - 帯広⇔札幌　ポテトライナー
- 北都交通・おびうん観光（共同運行）
  - 十勝川温泉・帯広⇔新千歳空港　とかちミルキーライナー
- 道北バス・十勝バス・北海道拓殖バス（共同運行）
  - 帯広⇔富良野・旭川空港・旭川　ノースライナー（狩勝峠経由）
  - 帯広・ぬかびら源泉郷⇔層雲峡・旭川　ノースライナー（三国峠経由）
- 北海道拓殖バス
  - 帯広⇔釧路空港　スイーツライナー（2023年3月26日より運行休止）[109]。
- 網走観光交通
  - 帯広⇔阿寒湖温泉　まりも急行

#### コミュニティバス
あいのりバス(毎日交通)
- 川西地区あいのりバス[110]

### タクシー
十勝地区ハイヤー協会会員（帯広市）を記載
- 帯広ハイヤー
- 東洋タクシー
- まりもハイヤー
- 十勝中央観光タクシー（2016年4月に中央タクシーと十勝観光ハイヤーが合併）
- 金星釧路ハイヤー
- 日の丸交通
- 東京ハイヤー
- 大正交通
- 帯広個人タクシー協会
- 大空タクシー

あいのりタクシー(大正交通)
- 大正地区あいのりタクシー[112]

### 道路
市内を通る幹線道路は、シーニックバイウェイの「トカプチ雄大空間」、大雪—富良野—十勝を結ぶ「北海道ガーデン街道」になっている。
また、十勝地方を8の字で巡る広域ナショナルサイクルルート「トカプチ400」の起点及び終点が帯広駅前に設定されている。

#### 高速道路
- 道東自動車道（北海道横断自動車道）：帯広JCT（所在地は芽室町） - 音更帯広IC（所在地は音更町）
- 帯広広尾自動車道：帯広JCT - 芽室帯広IC（所在地は芽室町。帯広市との境界付近にある） - 帯広川西IC - 幸福IC

地域高規格道路
- 帯広空港道路
- 帯広圏連絡道路（計画中）

#### 国道
- 国道38号（国道242号との重用区間）
- 国道236号
- 国道241号（国道273号との重用区間）
  - 帯広北バイパス

#### 道道
- 北海道道26号帯広停車場線
- 北海道道55号清水大樹線
- 北海道道62号豊頃糠内芽室線
- 北海道道73号帯広浦幌線
- 北海道道75号帯広新得線
- 北海道道109号新帯広空港線
- 北海道道151号幕別帯広芽室線
- 北海道道214号川西芽室音更線
- 北海道道216号八千代帯広線
- 北海道道238号更別幕別線
- 北海道道240号上札内帯広線
- 北海道道419号大正停車場線
- 北海道道440号西帯広停車場線
- 北海道道595号愛国停車場線
- 北海道道715号芽室東四条帯広線
- 北海道道962号愛国停車場古舞線
- 北海道道977号十勝川温泉帯広自転車道線（自転車専用道路）
- 北海道道1084号帯広の森公園線
- 北海道道1152号芽室帯広インター線
- 北海道道1153号帯広川西インター線
- 北海道道1157号幸福インター線（帯広空港道路）

## 観光

### 文化財
「帯広市の国・道・市指定文化財」参照

#### 国指定
重要文化財（建造物）
- 旧双葉幼稚園園舎[119]

重要文化財（美術工芸品）<書跡・典籍の部>
- 後鳥羽天皇宸翰熊野懐紙〈山路眺望／暮里神楽〉[120][121]

重要文化財（美術工芸品） <考古資料の部>
- 北海道八千代Ａ遺跡出土品一括[122]

登録有形文化財（建造物）
- 宮本商産旧本社ビル [123]

重要無形民俗文化財
- アイヌ古式舞踊 - 帯広カムイトゥウポポ保存会[124]

名勝
- 十勝幌尻岳（ポロシㇼ）[125]

#### 道指定
天然記念物
- 札内川流域化粧柳自生地
- 大正のカシワ林
- 帯広畜産大学農場の構造土「十勝坊主」

#### 市指定
無形文化財（芸能）
- 帯広カムイトウポポ保存会 - 帯広市生活館

有形文化財（美術工芸品）
- 依田勉三直筆の書「留別の詩」 - 帯広百年記念館蔵
- ランダーの油絵 - 帯広百年記念館蔵
- 暁遺跡出土遺物 - 帯広百年記念館蔵
- 八千代A遺跡出土遺物 - 帯広百年記念館蔵
- 十勝鉄道蒸気機関車4号及び客車コハ23号 – とてっぽ通り
- ロープ伝導式手押豆播機 - 帯広百年記念館蔵
- 「備忘」（依田勉三自筆日記） - 帯広百年記念館蔵

有形文化財（建造物）
- 十勝監獄石油庫 - 緑ヶ丘公園

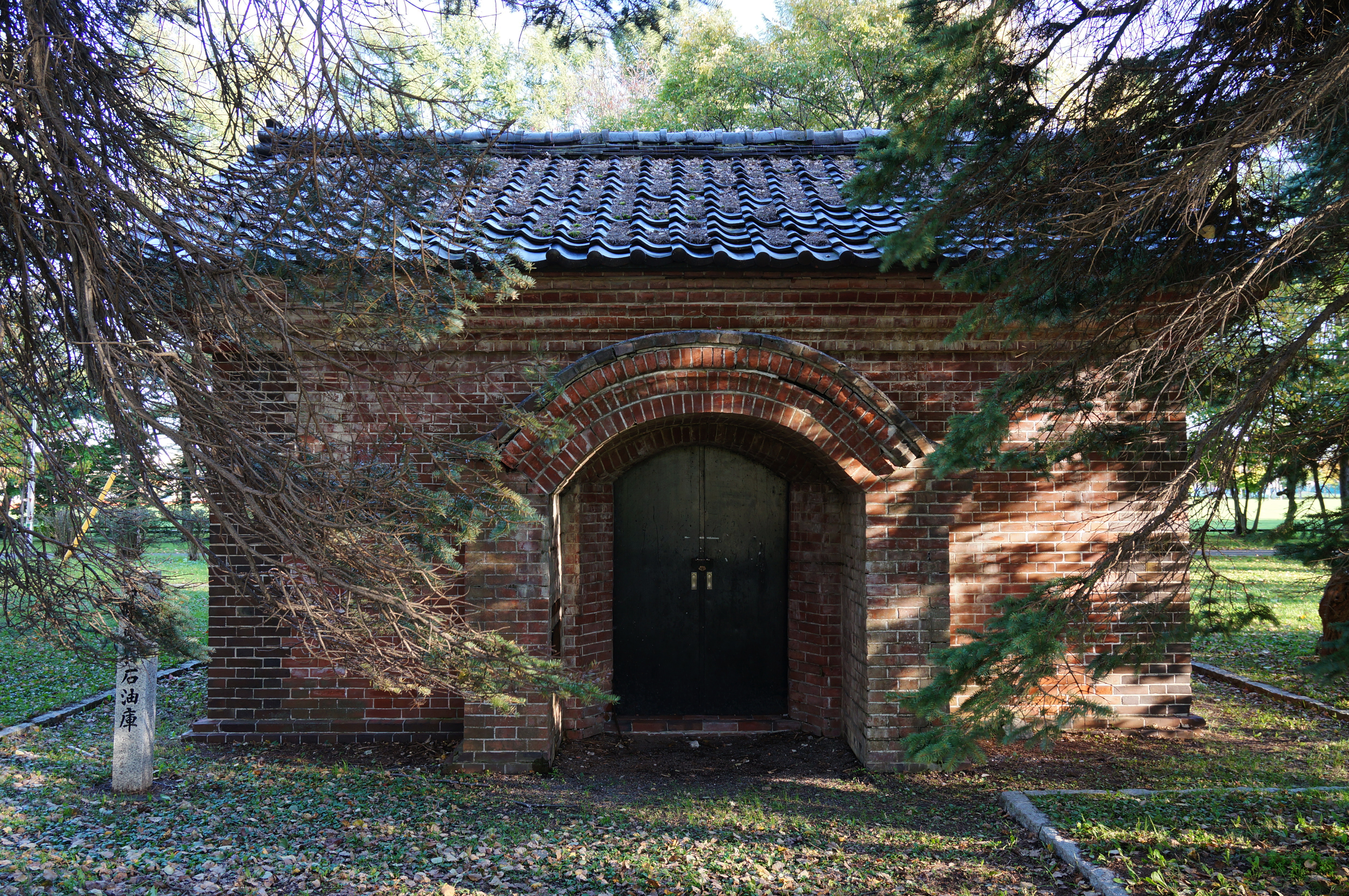
十勝監獄石油庫（2013年10月）

### 観光スポット
- 帯広競馬場（ばんえい競馬）
  - とかちむら
  - 馬の資料館
- 緑ヶ丘公園
  - 帯広百年記念館
  - 帯広市児童会館
  - おびひろ動物園
    - 植村直己記念館（氷雪の家）

  - 北海道立帯広美術館
  - 帯広市野草園
- ビート資料館[126]
- 十勝川インフォメーションセンター・十勝川親水広場
- 真鍋庭園
- 紫竹ガーデン
- 十勝ヌップクガーデン
- 愛国駅・幸福駅
- 八千代公共育成牧場
- ポロシリ自然公園
- 岩内自然の村（1981年7月開設、2022年度末で閉鎖[127]）
- 岩内仙峡

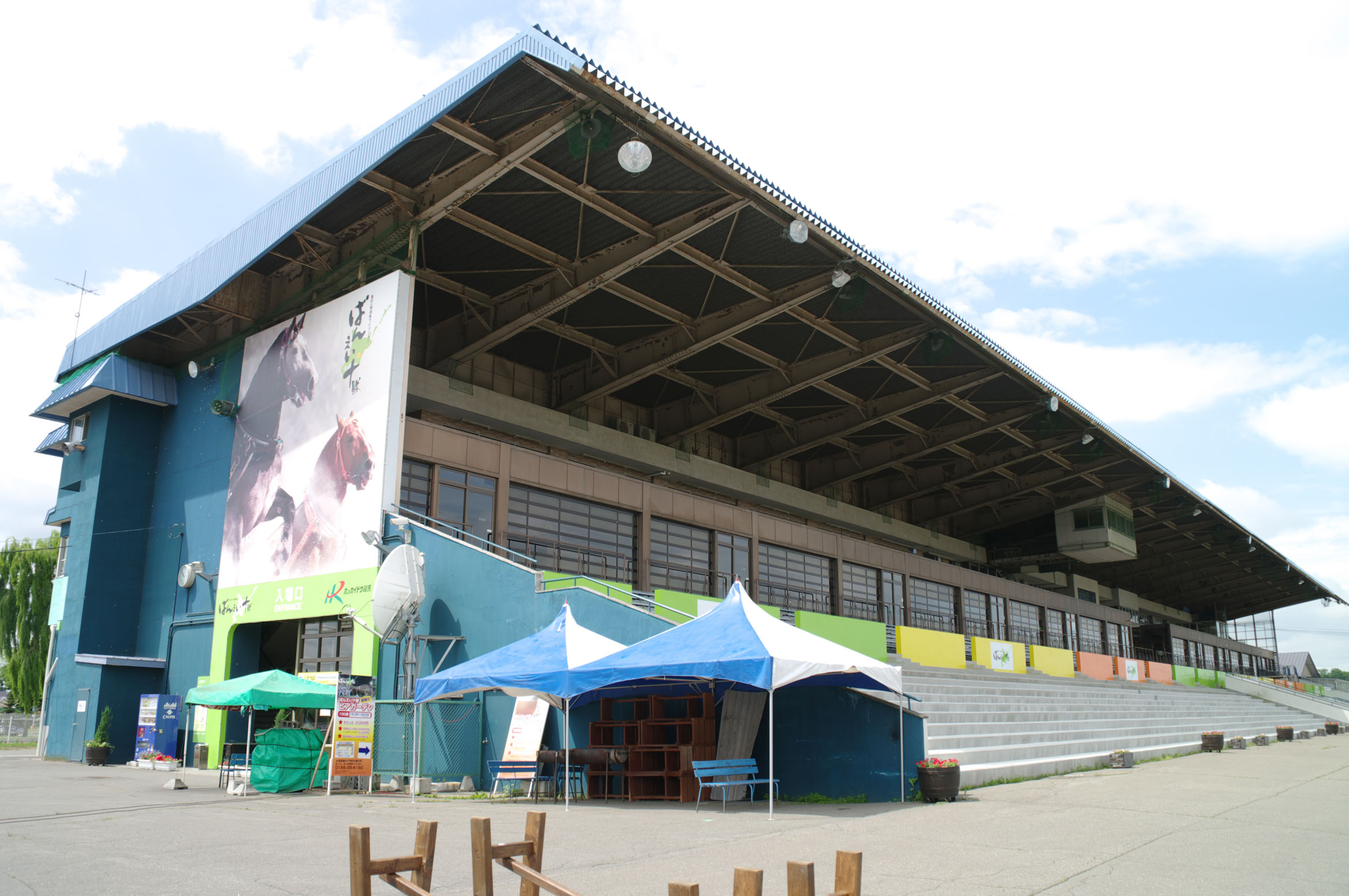
帯広競馬場メインスタンド（2009年7月）
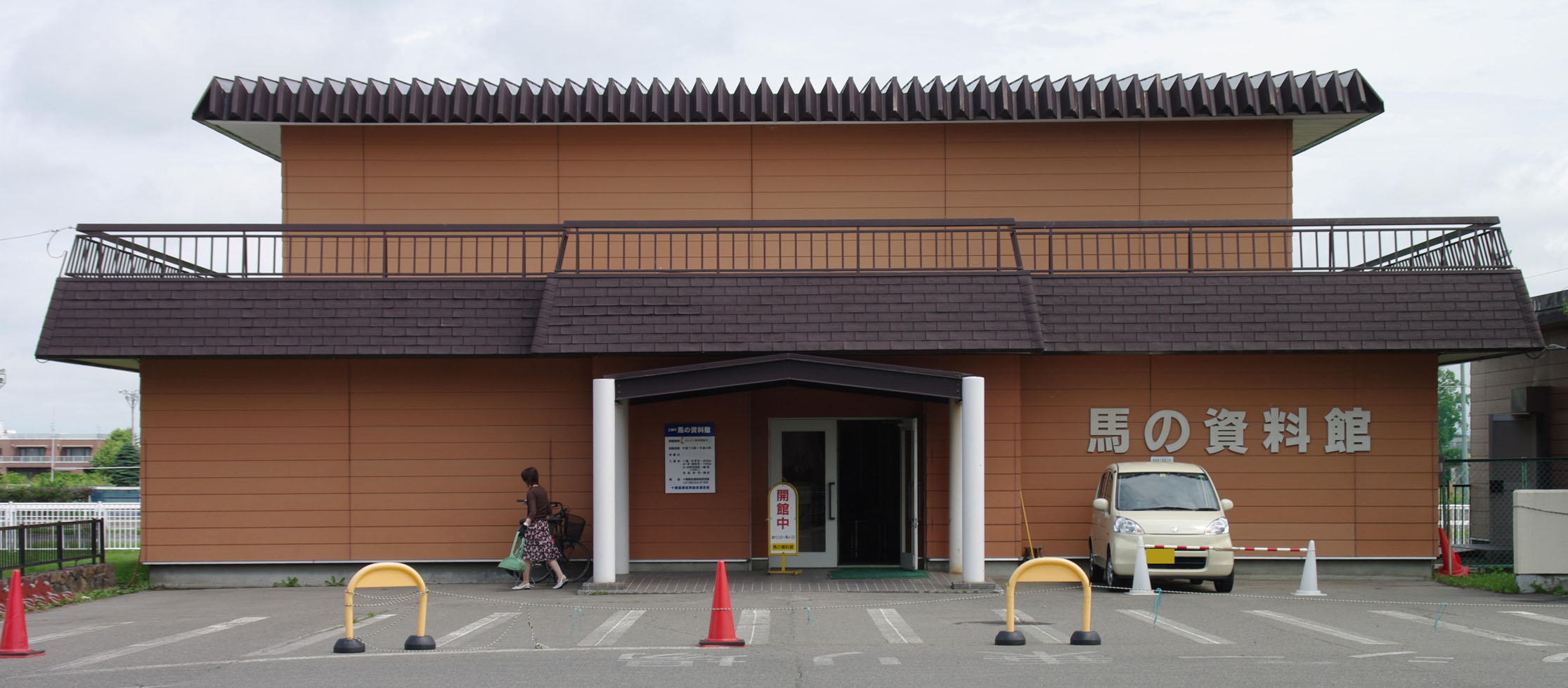
馬の資料館（2009年7月）
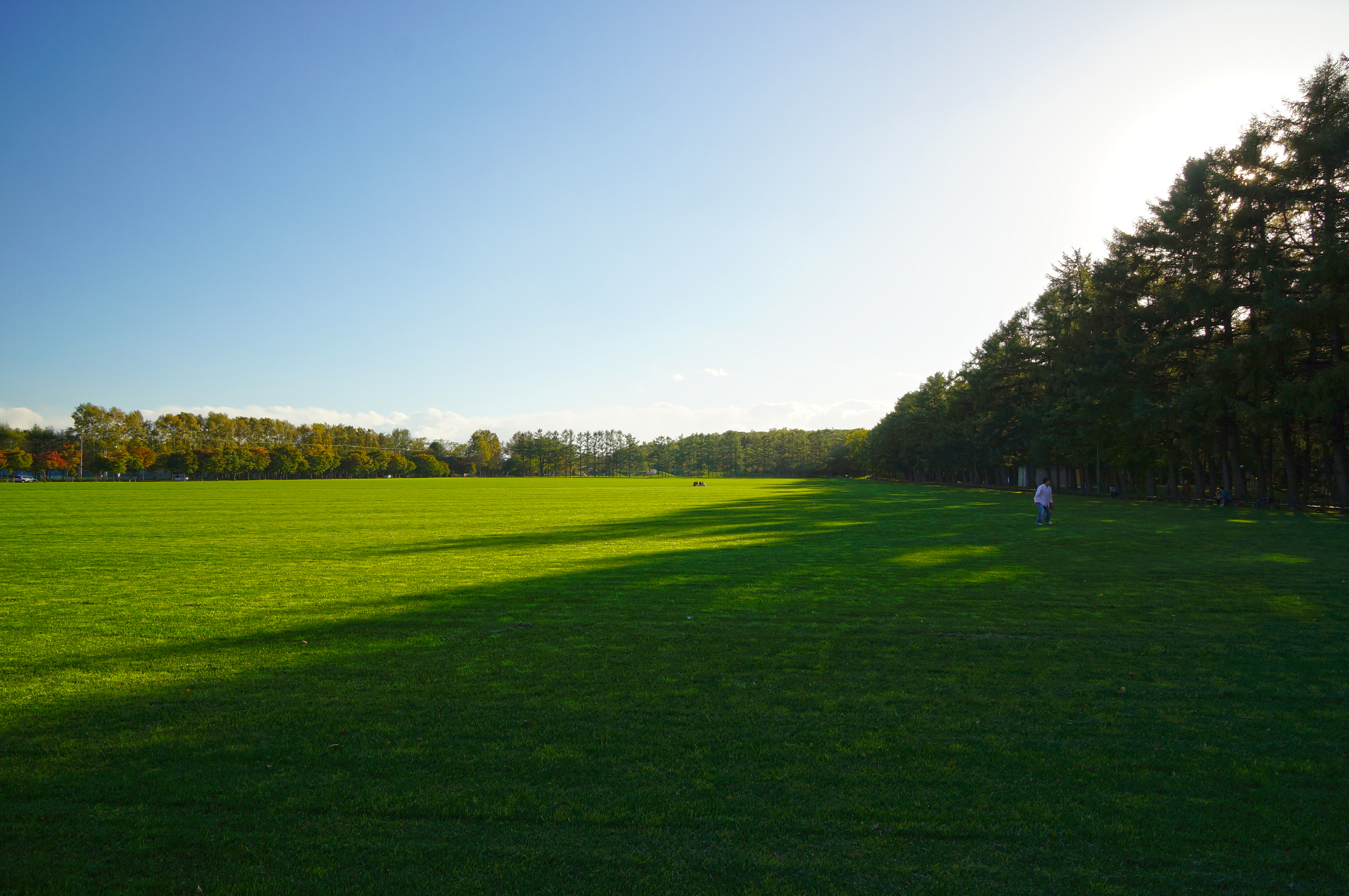
緑ヶ丘公園（2013年10月）
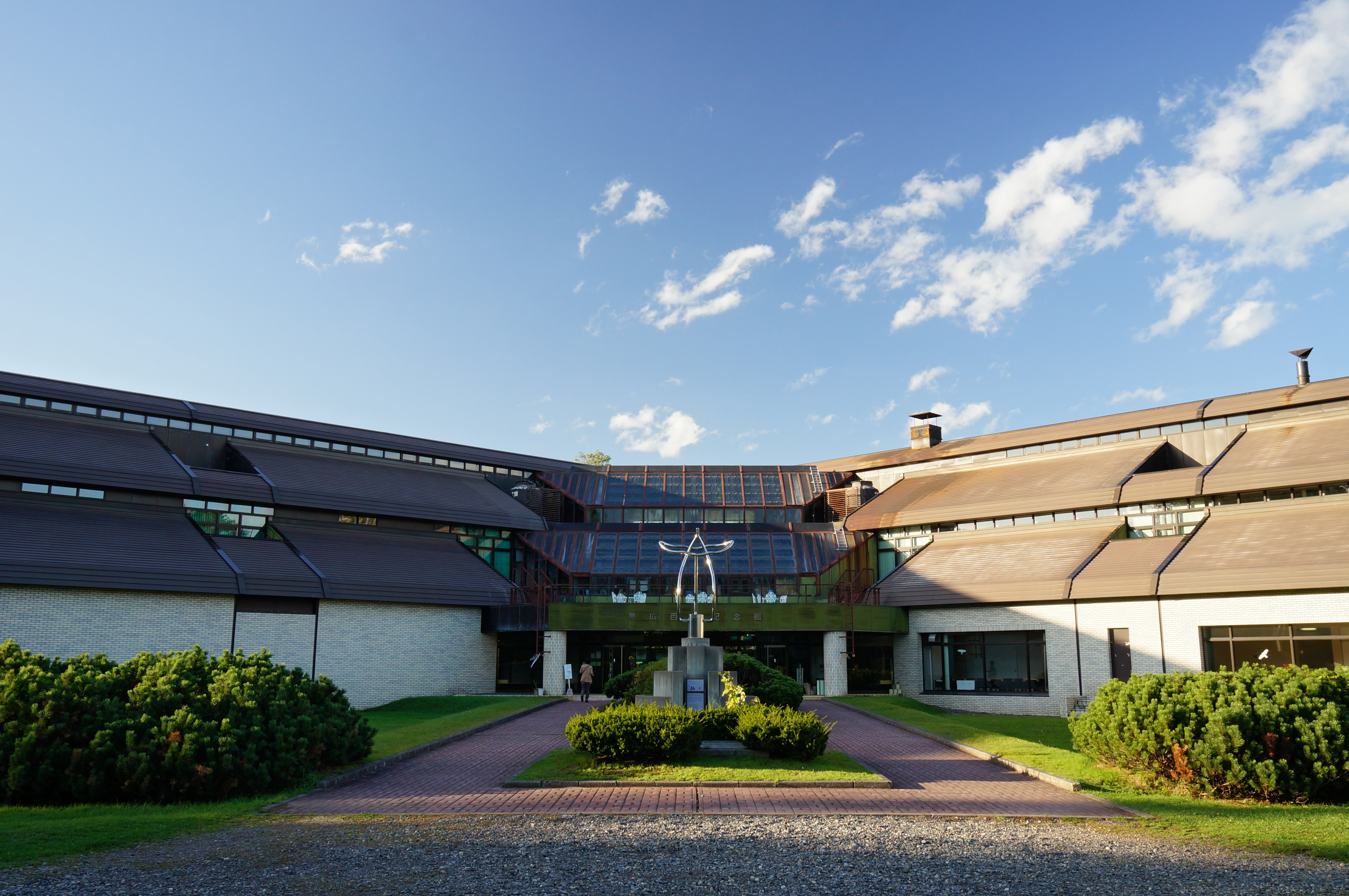
帯広百年記念館（2013年10月）
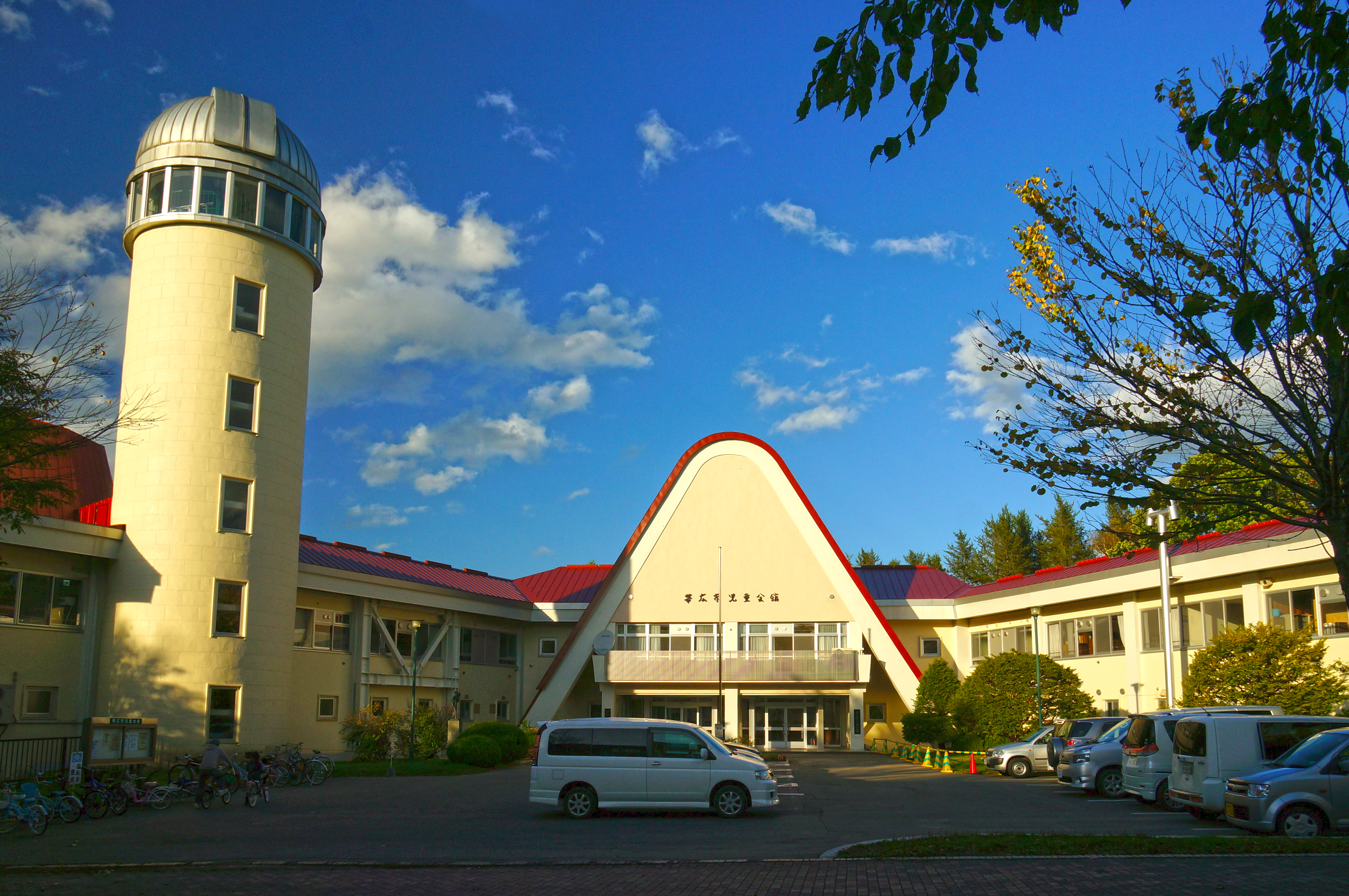
帯広市児童会館（2013年10月）
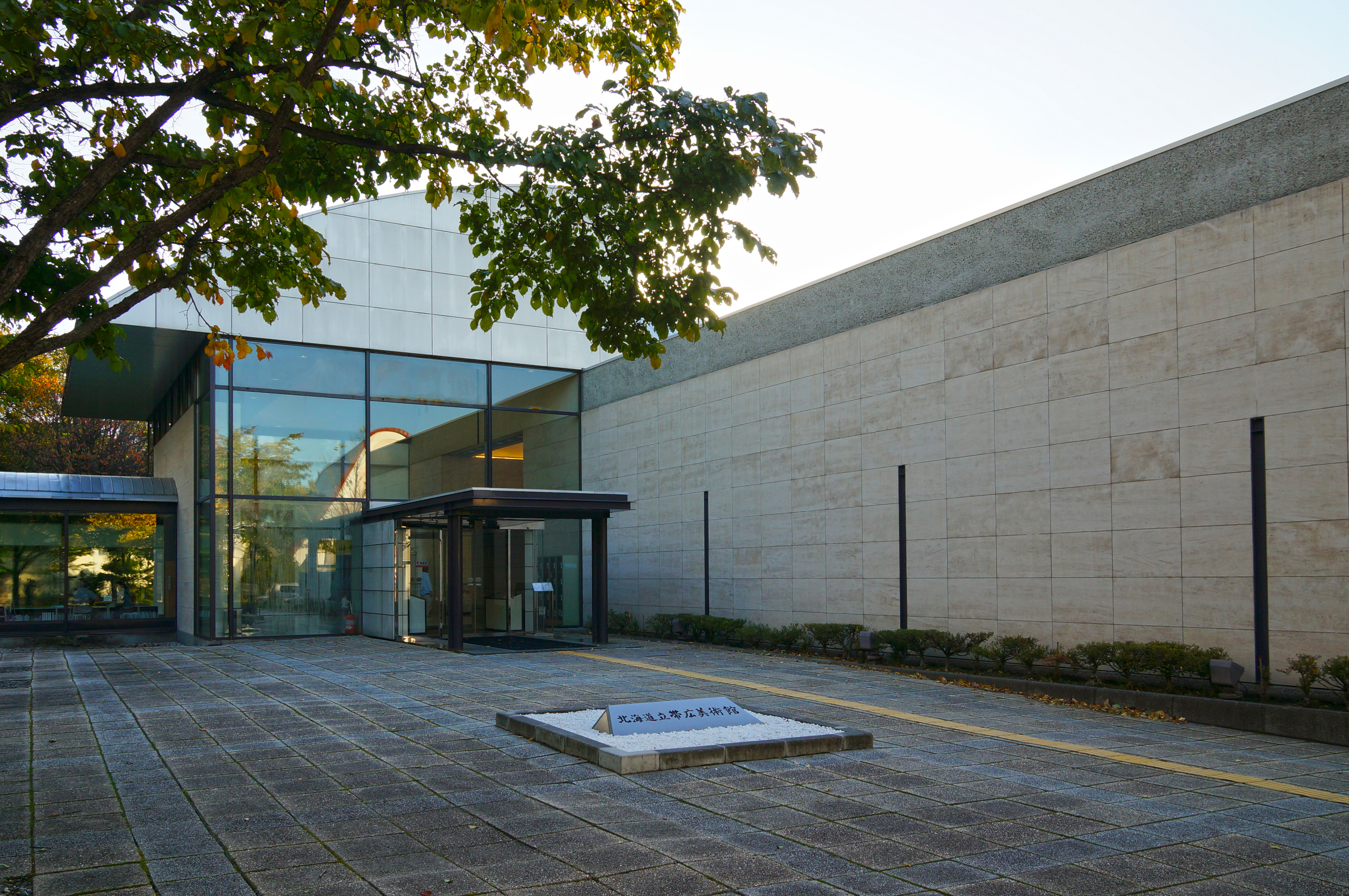
北海道立帯広美術館（2013年10月）
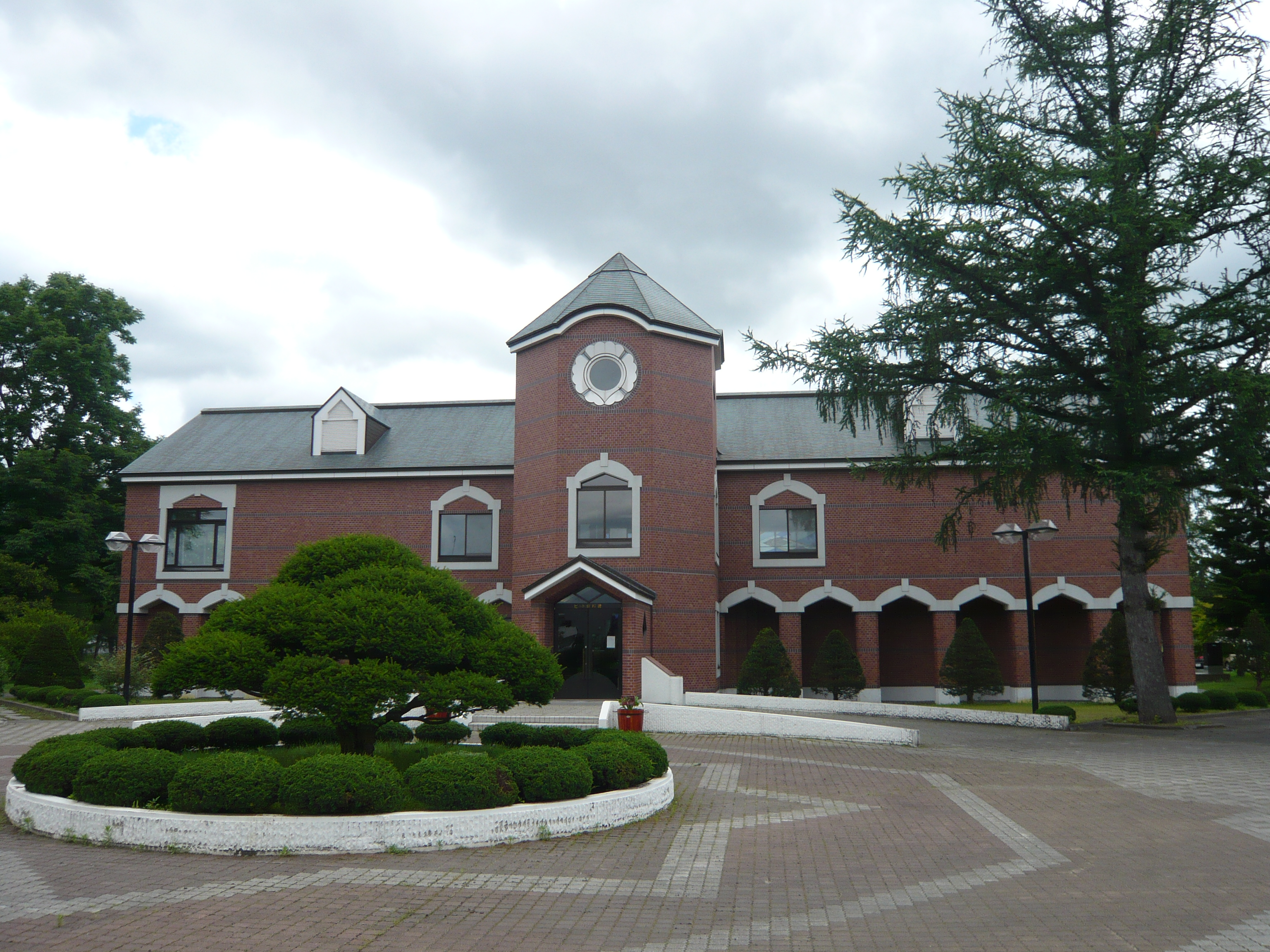
ビート資料館（旧日本甜菜製糖帯広工場）（2012年7月）
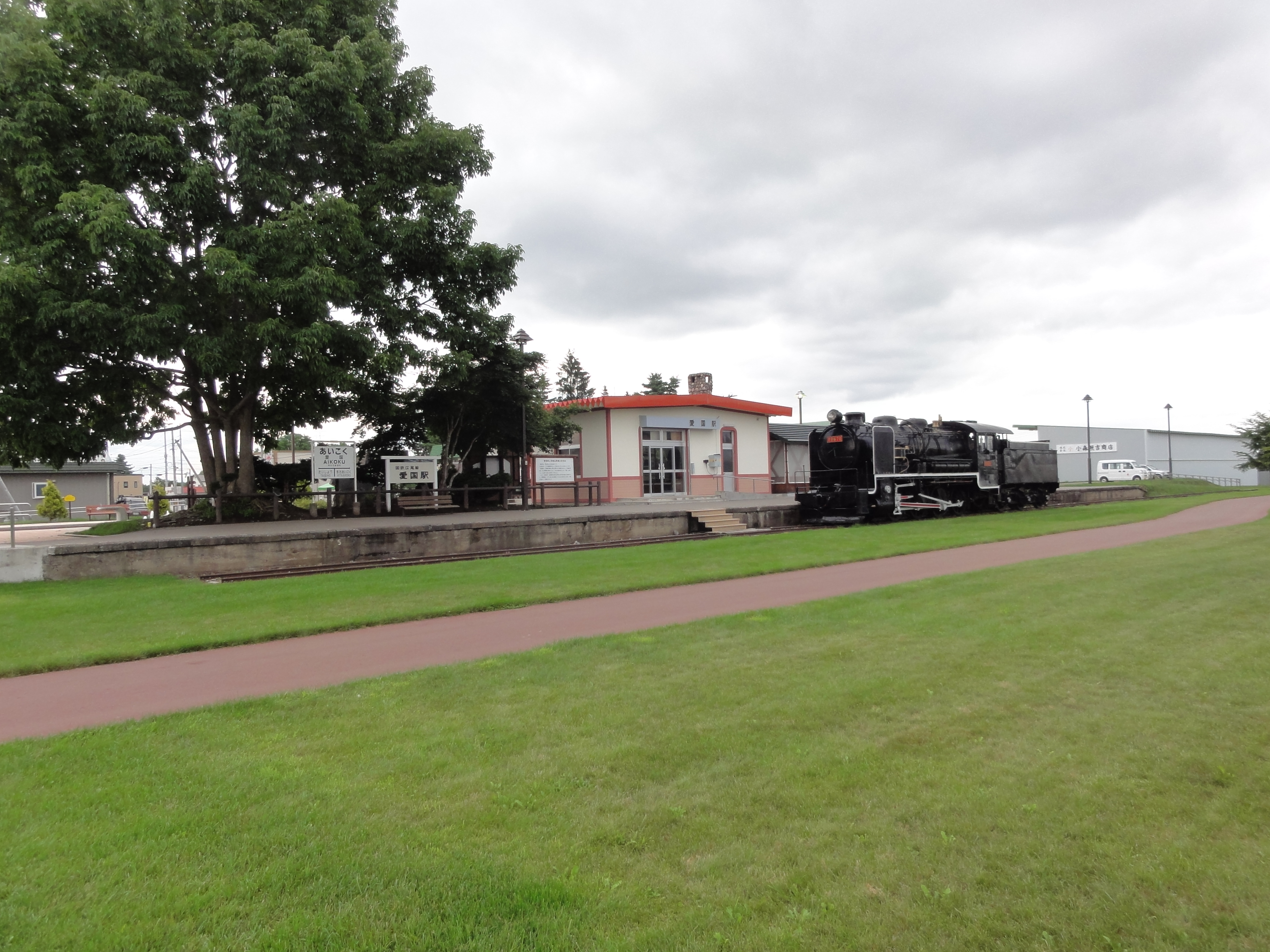
愛国駅跡（2011年8月）
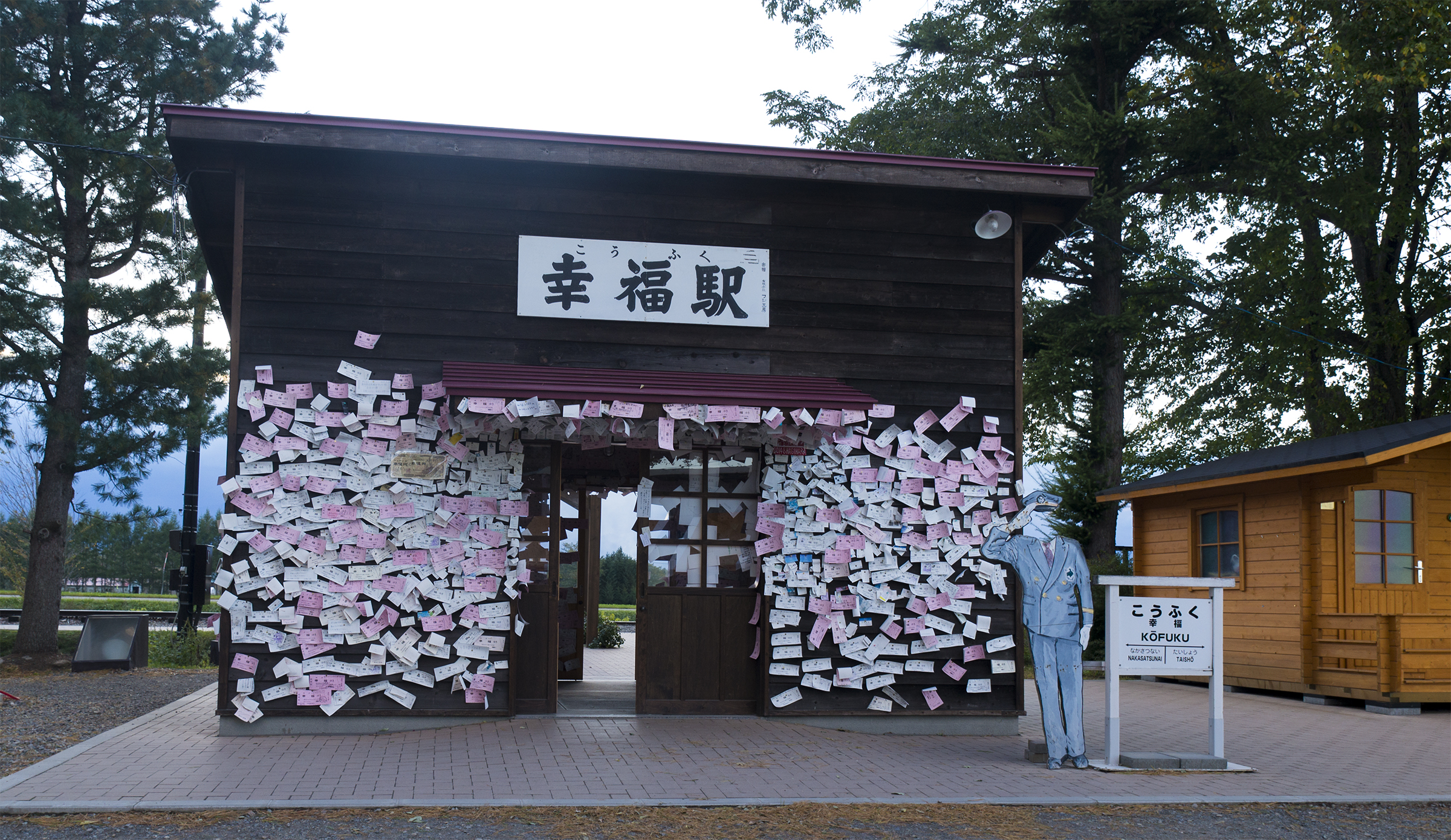
幸福駅跡（2015年10月）
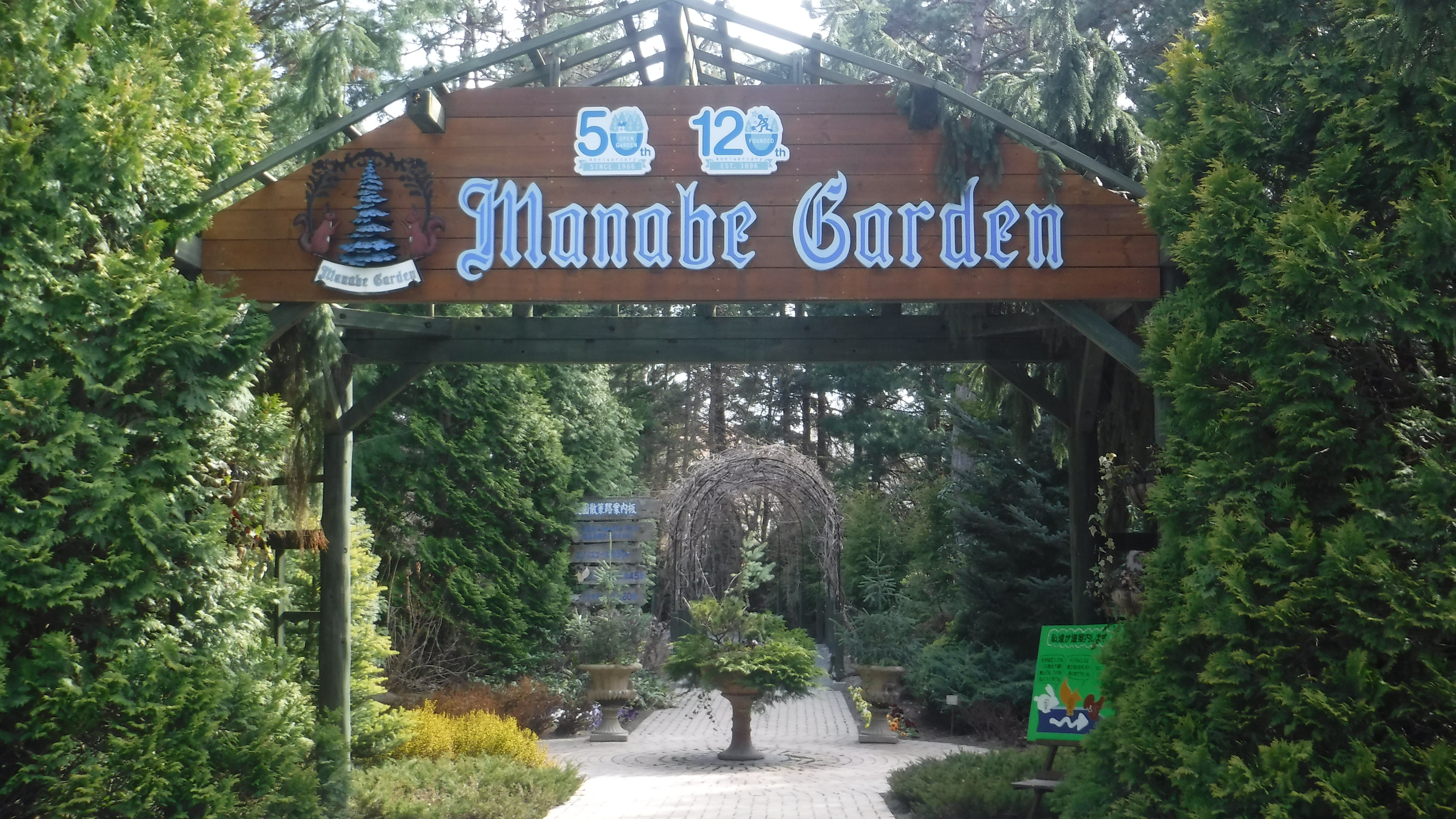
真鍋庭園（2016年5月）
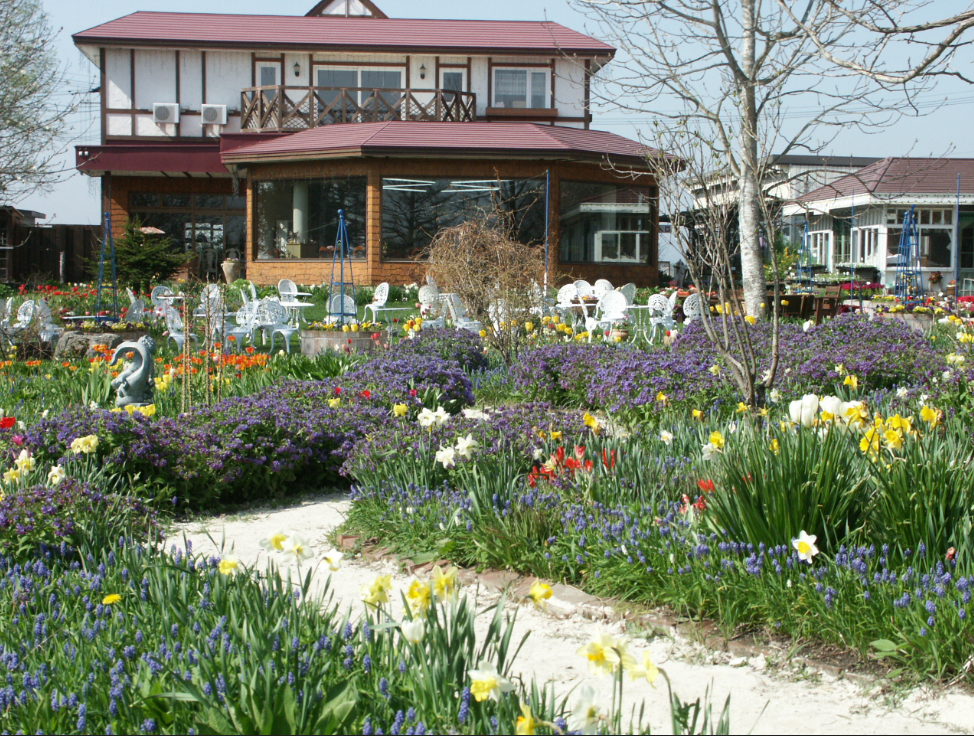
紫竹ガーデン（2016年8月）

## 文化･名物

### 祭事･催事
- おびひろ氷まつり（1月または2月）[128]
- ゆめ気球とかち（2月中旬）
- 幸福駅ハッピーセレモニー（4月〜11月の週末開催。夏場は毎日開催）
- 愛の国さくらまつり（5月）
- オビヒロホコテン（夏場の毎週日曜開催）
- 八千代牧場まつり（6月）
- ばんえい十勝特別イベント（7月〜8月）
- 七夕祭り（8月）
- 勝毎花火大会（8月）
- 道新十勝川花火大会（8月）
- おびひろ平原まつり（8月）
- 国際農業機械展 in 帯広（8月。4年に1度開催）[129]
- とかちマルシェ（9月）
- とかち帯広空港「空の日」記念航空まつり（9月）
- 岩内仙峡もみじまつり（10月）
- おびひろ菊まつり（10月〜11月）[130]
- 十勝・帯広のイルミネーション（11月〜2月）

スポーツイベント・大会
- 十勝大平原クロスカントリースキー大会（3月）[131]
- 帯広の森アクアスロン大会（5月）
- 北海道インライン選手権（5月・6月）
- 大平原狗鷲旗全道高等学校剣道大会（8月）
- 中川昭一杯ナイスサマーテニスフェスティバル（8月）
- ラリー北海道（9月）
- 帯広市スポーツフェスティバル（9月～10月）
- フードバレーとかちマラソン（11月）[132]

大会実績
日本アイスホッケー連盟「大会情報一覧」、日本スケート連盟「Japan Skating Federation Official Results & Data」、北海道スケート連盟「過去の競技結果」、帯広スケート連盟「スケートの足跡（沿革）」参照
- 全国高等学校アイスホッケー競技選手権大会（インターハイ）（1959年、1963年、1968年、1988年、2002年、2009年）
- 日本学生氷上競技選手権大会（1960年、1966年、1991年、2000年、2006年、2014年）[137]
- 国民体育大会[138]
  - 第14回国民体育大会スケート大会（1959年）
  - 第18回国民体育大会スケート大会（1963年）
  - 第23回国民体育大会スケート大会（1968年）
  - 第44回国民体育大会スケート・アイスホッケー大会（1989年）
  - 第57回国民体育大会スケート・アイスホッケー大会（2002年）
- 十勝健康マラソン（1979年 - 2007年）
- 全日本ジュニアスピードスケート選手権大会（1986年、2010年、2012年）
- 全日本スピードスケート選手権大会（1987年、2004年、2010年、2014年）
- ツール・ド・北海道（1988年、1992年、1996年、1999年、2005年、2008年、2011年、2014年）
- 全国中学校アイスホッケー競技会（1990年、2003年、2009年）
- 世界ジュニアスピードスケート選手権大会（1990年、2012年）
- 全日本女子アイスホッケー選手権大会（1990年、1998年、2001年、2005年、2011年、2013年、2015年）
- スピードスケート世界選手権大会（1994年）[139]
- 全日本スピードスケート距離別選手権大会（1995年）
- 全日本スプリントスピードスケート選手権大会（1995年、2006年、2011年）
- インライン全日本選手権（2002年、2005年、2007年、2009年、2011年、2013年）
- ジュニア・スピードスケートカントリーマッチ国際競技大会（2003年）[140]
- 世界ラリー選手権（WRC）ラリー・ジャパン（2004年、2005年、2006年、2007年）
- ジャパンカップスピードスケート競技会（2010年、2011年、2012年、2013年、2014年）
- 世界スプリントスピードスケート選手権大会（2010年）
- 日本クラブユースサッカー選手権 (U-15)大会（2011年 - ）
- アジア冬季競技大会スピードスケート競技（2017年）

### 名産･特産品
ジャガイモ・トウモロコシ・アスパラガス・長いも・牛乳・食肉などの農畜産物があり、農産物直売所には新鮮な野菜が揃う。また、生産者が取れたての野菜を軽トラックに積んだまま荷台で販売する「軽トラ市」が市内複数の会場で行われる。
十勝産の小麦粉・牛乳・砂糖・卵・小豆を使用した良質で比較的安価な菓子（洋菓子）を堪能できる。六花亭、柳月、クランベリーの本店は帯広市にある（柳月の本社所在地は音更町）。
豚丼発祥の地であり、諸説あるが中華ちらしも市内割烹料理店の賄い料理がいつしかメニューとなり普及していったとされている。
ほかにもご当地グルメとして「とかち牛じゃん麺」、「十勝おびひろ枝豆サラダ麺」がある。

### スポーツ
ウィンタースポーツではスケート（スピードスケート）・アイスホッケー・クロスカントリースキー・カーリングなどが行われ、『国民スポーツ大会』（国スポ）や『世界選手権大会』氷上競技の開催地として度々選ばれている。2009年にリニューアルオープンした明治北海道十勝オーバルは、日本国内で二つ目の屋内型スピードスケートリンクであり、『2017冬季アジア札幌大会』のスピードスケート競技の会場となっている。
野球では、『全国高等学校野球選手権大会』（夏の甲子園大会）に北海道帯広三条高等学校が『第41回大会』（1959年）、『第44回大会』（1962年）、『第47回大会』（1965年）、『第68回大会』（1986年）、『第83回大会』（2001年）の5度出場しているほか、帯広北高等学校が『第69回大会』（1987年）、『第71回大会』（1989年）の2度出場、北海道帯広農業高等学校が『第64回大会』（1982年）、『第103回大会』（2021年）の2度出場、帯広高校（現在の北海道帯広柏葉高等学校）が『第31回大会』（1949年）、北海道帯広工業高等学校が『第63回大会』（1981年）、帯広大谷高等学校が『第95回大会』（2013年）に出場している。また、『選抜高等学校野球大会』（春の甲子園大会）では『第92回大会』（2020年）の出場校に21世紀枠として北海道帯広農業高等学校が選出されたが、新型コロナウイルスの感染拡大の影響により大会開催が中止となり、事実上の代替試合として2020年甲子園高校野球交流試合が夏に開催され出場した。
サッカーでは、『全国高等学校サッカー選手権大会』に帯広北高等学校が『第80回大会』（2001年～2002年）に出場している。また、中札内村とともに2011年から日本クラブユースサッカー選手権 (U-15)大会の開催地となっている。
2001年（平成13年）に『インターナショナルラリーイン北海道』として始まったラリー大会は、翌年から『ラリー北海道』と改称して帯広市を含む十勝エリアで開催している。2004年（平成16年）から2007年（平成19年）までは『世界ラリー選手権』（WRC）ラリー・ジャパンが開催された。

## 出身･関連著名人
50音順

### 出身人物

#### 政治・経済
- 市川茂樹（元日本弁護士連合会副会長）
- 太田寛一（元JA全農会長、元ホクレン会長、元JA士幌町組合長、よつ葉乳業創業者）
- 小野木聖二（元アズビル社長、元日本電気制御機器工業会会長）
- 加森勝雄（加森観光創業者）
- 開山憲一（元検事。公証人）
- 川村雄大（参議院議員）
- 木梨芳一（元北海道文化放送社長）
- 笹原晶博（北海道銀行頭取、北海道経済連合会副会長）
- 笹村二朗（元北海道ウタリ協会理事長、元帯広市議会議員）
- 清水誠一（政治家。元衆議院議員・北海道議会議員・帯広市議会議員）
- 鈴木貴子（政治家。衆議院議員）
- 角一幸（TKC社長）
- 本名武（政治家。元沖縄開発庁長官・国務大臣）
- 米沢則寿（帯広市長）
- 山内恵子（政治家。元衆議院議員）
- 山口毅（実業家、司法書士）
- 横山信一（政治家、参議院議員、復興副大臣）

#### 学術
- 秋場大輔（心理学者）
- 有賀秀子（農芸化学。帯広畜産大学名誉教授、元帯広市教育委員長）
- 石澤良昭（東南アジア史）
- 石丸久（国語教育者）
- 廣瀬義州（会計学者。元早稲田大学教授）
- 岡山洋一（英語学者）
- 柏倉早智子（高校教師。チアリーディング指導者）
- 神谷忠孝（日本近代文学研究者。北海道大学名誉教授、元北海道立文学館理事長）
- 工藤祐巌（法学者。明治大学教授、司法試験考査委員）
- 澤岡昭（宇宙工学者。大同大学学長、JAXA研究統括）
- 進藤榮一（政治学者。筑波大学名誉教授）
- 高倉新一郎（農業経済学者、歴史学者）
- 富井健（神学者、教役者）
- 原田尚美（地球科学者、東京大学教授、女性初の南極地域観測隊隊長）

#### 文化・芸能
- あべなぎさ（女優）
- 安東ウメ子（アイヌ文化伝承者）
- 飯坂友佳子（漫画家）
- 五十嵐秀彦（俳人）
- 池澤夏樹（小説家）
- 市ノ瀬加那（声優）
- 維住玲子（小説家、エッセイスト）
- えぐちりか（アートディレクター）
- 近江谷太朗 （俳優。出生地は室蘭市）
- 岡田博美（ピアニスト）
- 小野寺昭（俳優）
- 小笠原一規（テノール歌手）
- 帯ひろ志（漫画家）
- 片瀬チヲル（小説家）
- 桂三段（落語家）
- 枯木虎夫（詩人）
- 京本和也（YouTuber）
- 熊切和嘉（映画監督）
- 桑原翠邦（書家）
- 後藤麻衣（声優）
- 彩木雅夫（作曲家）
- 酒井美直（アイヌ民族舞踊家。「IMERUAT」メンバー）
- さくらまや（歌手）
- 佐々木原保志（撮影監督）
- 佐藤二葉（漫画家、作家、舞台女優、演出家、古代ギリシャ音楽家）
- 澤田友美（元タレント）
- SHUYA（ラッパー）
- 仁内建之（俳優・声優）
- 平淑恵（女優）
- 高橋啓（翻訳家）
- 高倉陵（お笑い芸人「三拍子」メンバー）
- エマミ・シュン・サラミ（お笑い芸人「デスペラード」メンバー）
- 高野哲（ミュージシャン。「nil」メンバー（元MALICE MIZER→MEGA8BALL→ZIGZO））
- 立川談吉（落語家）
- 千佐真里奈（シンガーソングライター）
- 時田則雄（歌人）
- 中川美優（元アイドル。「まねきケチャ」元メンバー）
- 中城ふみ子（歌人）
- なっきーす。（作曲家）
- 鳴海章（小説家）
- 南部昌江（キーボーディスト、作曲家）
- 何ン田研二（歌手）
- 野月貴弘（ミュージシャン。「SUPER BELL"Z」メンバー）
- 早川厚史（ミュージシャン。「ほたる日和」メンバー）
- 原千晶（タレント）
- 福井シンリ（作曲家・編曲家）
- 藤田崇文（作曲家）
- 舟橋元（俳優）
- 古川とも（ミュージシャン。「GUNIW TOOLS」メンバー）
- benzo（バンド。2001年解散）
- 星野之宣（漫画家）
- 星乃夢奈（モデル）
- 本谷美加子（オカリナ奏者）
- 松岡禎丞（声優）
- 松崎紅愛
- みずたまきの（シンガーソングライター）
- Michitomo（作曲家、編曲家、トラックメイカー）
- ミツヒコ（ミュージシャン。「月光グリーン」メンバー）
- 森戸みほ（タレント）
- 横島ふうか (俳優、ファッションモデル）
- 吉川静夫（作詞家）
- 吉田晴香（タレント）
- 八鍬新之介（アニメーション演出家、アニメーション監督）
- 山田泰幸（消しゴム版画家）
- ヨシダタクミ（ミュージシャン、作詞家、作曲家、プロデューサー。 phatmans after school メンバー）
- 吉野寿（ミュージシャン。「eastern youth」メンバー）

- 鈴木邦彦（YouTuber 中華一筋メンバー）

#### マスメディア
- 安住紳一郎（TBSアナウンサー）
- 磯田彩実（テレビ北海道アナウンサー）
- 金沢克彦（スポーツライター）
- 小堀勝啓（元CBCテレビアナウンサー）
- 佐藤和孝（ジャーナリスト）
- 新崎真倫（フリーアナウンサー）
- 谷保恵美（千葉ロッテマリーンズスタジアムアナウンサー）
- 千葉絵里菜（元NHKパラリンピックリポーター）
- 栂安亜紀（フリーアナウンサー）
- 堀内大輝 (北海道放送アナウンサー)
- 森結有花（北海道放送アナウンサー。元石川テレビ放送）

#### スポーツ
- 飯村喜則（アイスホッケー選手）
- 石井宏（元プロ野球選手）
- 石崎琴美（カーリング選手）
- 石野枝里子（スピードスケート選手）
- 大場美智恵（プロゴルファー）
- 大山三喜雄（元スピードスケート選手）
- 葛西純（プロレスラー）
- 柏木真介（プロバスケットボール選手）
- 神谷衣理那（スピードスケート選手）
- 加山利治（元プロボクサー）
- 北勝鬨準人（元力士。第12代伊勢ノ海）
- 清原翔平（サッカー選手）
- 小林珠維（プロ野球選手）
- 近藤真衣（アイスホッケー選手）
- 坂田淳二（元アイスホッケー選手。日本人初の欧州プロ契約選手、アジア人初チェコエクストラリーグプロ契約選手）
- 坂田遼（プロ野球選手）
- 佐藤真有（元陸上競技選手）
- 志賀葵（アイスホッケー選手）
- 志賀紅音（アイスホッケー選手。世界最高峰女子プロIHリーグPWHLオタワ所属）
- 澁谷純希（プロ野球選手）
- 清水宏保（元スピードスケート選手。長野オリンピック金・銅メダリスト、ソルトレイクオリンピック銀メダリスト）
- 下坂美織（囲碁女流棋士）
- 杉浦稔大（プロ野球選手）
- 妹尾栄里子（元スピードスケート選手）
- 関口優志（フットサル選手）
- 多嶋朝飛（プロバスケットボール選手）
- 辻麻希（スピードスケート選手）
- 中西了将（バレーボール選手）
- 西嶋亮太（元社会人野球選手）
- 羽賀亮平（スピードスケート選手）
- 平子裕基（元スピードスケート選手）
- 桧野真奈美（元ボブスレー選手）
- 富士田明彦（囲碁棋士）
- 本田昌雄（元騎手）
- 松島仁（サッカー選手、指導者）
- 三田村康平（アイスホッケー選手）
- 宮沢吾朗（囲碁棋士。さかなクンの父）
- 村上右磨（スピードスケート選手）
- 武藤裕代（元女子プロレスラー）
- 山岸秀匡（ボディビルダー）
- 山田賢二（元サッカー選手）
- 渡部愛（将棋女流棋士）

### ゆかりある人物

#### 開拓功労者
- 鈴木銃太郎（「晩成社」幹部）
- 依田勉三（「晩成社」設立）

#### 帯広市に居住経験や何らかの繋がりがある人物
- 石井雅子（リポーター。札幌市出身）
- 石川知裕（元衆議院議員）
- 植村直己（登山家、冒険家）
- 宇野常寛（評論家。幼少期を帯広市で過ごす）
- 奥野小四郎 (10代)（一級町初代帯広町長、衆議院議員）
- 川瀬カヨ（天地正教初代教祖）
- 神門光太朗（NHKアナウンサー、帯広放送局赴任）
- 木呂子敏彦（教育者、アイヌ史研究家、元帯広市助役）
- GUCHY（タレント。帯広市が出生地）
- 工藤英一（農業経済学者。帯広市在住）
- クニ河内（ミュージシャン。帯広市在住）
- 坂田遼（プロ野球選手。神奈川県横須賀市出身）
- 島本和彦（漫画家。幼少期を帯広市で過ごす）
- 福島千里（陸上　オリンピック選手。帯広南商業高校卒業）
- 末延隆成（陸上自衛官。帯広市で逝去）
- 髙木美帆（スピードスケート　オリンピック選手。帯広南商業高校卒業）
- 髙木菜那（スピードスケート　オリンピック選手。帯広南商業高校卒業）
- 高木豊（元プロ野球選手。少年期を帯広市で過ごす[146]）
- 滝菜月（日本テレビアナウンサー。帯広柏葉高校卒業。音更町出身）
- 辻仁成（作家、ミュージシャン。少年期を帯広市で過ごす）
- 鳥井実（作詞家。帯広市在住）
- 中川郁子（政治家）
- 中川一郎（政治家。元農林水産大臣・科学技術庁長官）
- 中川昭一（政治家。元経済産業大臣・農林水産大臣・財務大臣）
- 中島武市（実業家・政治家。元帯広商工会議所会頭・帯広市議会議長）
- 中島みゆき（シンガーソングライター、ラジオパーソナリティ。帯広柏葉高校卒業。札幌市出身）
- 長沢美樹（声優。帯広市が出生地）
- 林豊洲（新聞記者・実業家。大分県臼杵市出身）
- 春山希義（小説家）
- 福永武彦（小説家、池澤夏樹の父。戦時中帯広に疎開）
- 藤本貴大（ショートトラックスピードスケート選手。幼少期を帯広市で過ごす）
- フンベシスターズ（アイヌ音楽グループ）
- 吉崎栄泰（医師、ソフトウェア作者（フリーソフトLHA）。旭川市出身）
- 吉田巌（教育家、アイヌ民族研究家）
- 吉田美和（DREAMS COME TRUEボーカル、シンガーソングライター。帯広柏葉高校卒業。池田町出身）
- 渡邊芳之（心理学者。帯広畜産大学教育センター教授）

#### 親族が帯広市出身の人物
- 相内優香（テレビ東京アナウンサー。父親が帯広市出身）
- 池澤春菜（声優。父親が帯広市出身の作家・池澤夏樹）
- 大島優子（AKB48の元メンバー、女優。母親が帯広市出身）
- 紺野あさ美（モーニング娘。の元メンバー、元テレビ東京アナウンサー。夫が帯広市出身のプロ野球選手・杉浦稔大）
- さかなクン（魚類学者、タレント。父親が帯広市出身の囲碁棋士・宮沢吾朗）
- スギちゃん（お笑い芸人。妻の出身地）[147]
- 土田晃之（お笑い芸人。父親の出身地）[148]
- 森若香織（ミュージシャン。父親の出身地）[149]

## 帯広市を舞台にした作品

### 映画
- 『幸福の黄色いハンカチ』
- 『GTO』
- 『雪に願うこと』
- 『キリエのうた』
- 『馬橇の花嫁』

### ドラマ
- 『北の国から’92巣立ち』
- 『なつぞら』
- 『舞いあがれ!』

### 漫画
- 荒川弘『銀の匙 Silver Spoon』